# Saint-Avold
Pour les articles homonymes, voir Saint Nabord (homonymie).
Saint-Avold [sɛ̃t‿avɔld] est une commune française située dans le département de la Moselle, en Lorraine, au sein de la nouvelle entité administrative Grand Est.
Ses habitants sont appelés les Naboriens et les Naboriennes.

## Géographie

### Localisation
Commune du nord-est de la France, chef-lieu de canton du département de la Moselle, sur la Rosselle, près de la frontière franco-allemande, la commune de Saint-Avold est localisée dans la région naturelle du Warndt et dans le bassin de vie de la Moselle-Est. La ville fait partie d'une conurbation transfrontalière avec les villes de Forbach, Freyming-Merlebach, Sarreguemines et Creutzwald côté français et de Sarrebruck et Völklingen côté allemand, connue sous le nom d’Eurodistrict SaarMoselle.
Linguistiquement, Saint-Avold est située dans la zone du francique rhénan ; sachant que la ligne qui sépare le francique mosellan du francique rhénan passe à l'ouest du territoire communal.

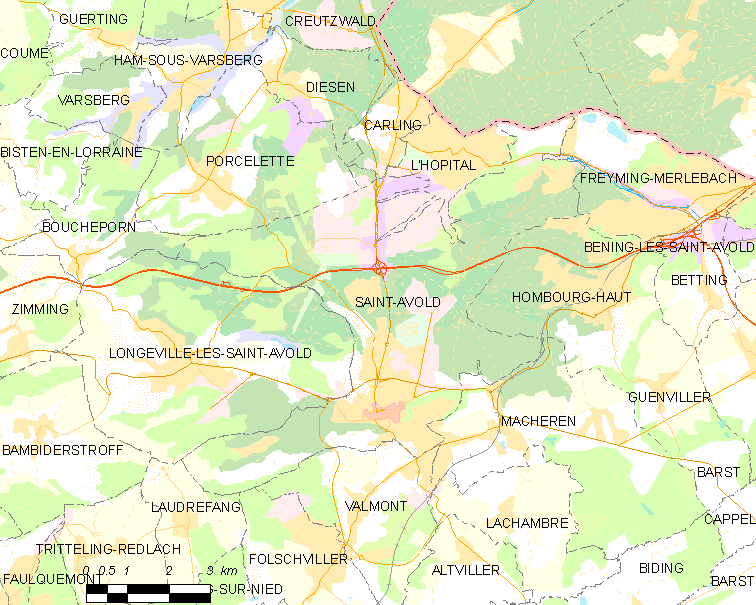
Carte de la commune.

| Porcelette, Diesen                     | Carling, L'Hôpital, Völklingen (Allemagne) | Freyming-Merlebach |
| Boucheporn, Longeville-lès-Saint-Avold | Saint-Avold                                | Hombourg-Haut      |
| Laudrefang                             | Folschviller, Valmont                      | Macheren           |

### Géologie et relief
La superficie de la commune est de 3 548 hectares ; l'altitude varie entre 215 et 383 mètres. Située en bordure du Warndt, dans la vallée de la Rosselle, la localité prend un aspect vosgien avec ses nombreuses collines et faux-plats.
Saint-Avold est située exactement sur la frontière géologique du bassin parisien, on y rencontre donc les premiers affleurements de roches primaires quand on vient de l'ouest.

### Hydrographie

#### Réseau hydrographique
La commune est située dans le bassin versant du Rhin au sein du bassin Rhin-Meuse. Elle est drainée par la Rosselle, le ruisseau le Blindengraben, le ruisseau le Merle et le ruisseau de Dourd'Hal.
La Rosselle, d'une longueur totale de 32,8 km, prend sa source dans la commune de Boucheporn traverse treize communes françaises puis, au-delà de Petite-Rosselle, poursuit son cours en Allemagne où elle se jette dans la Sarre.

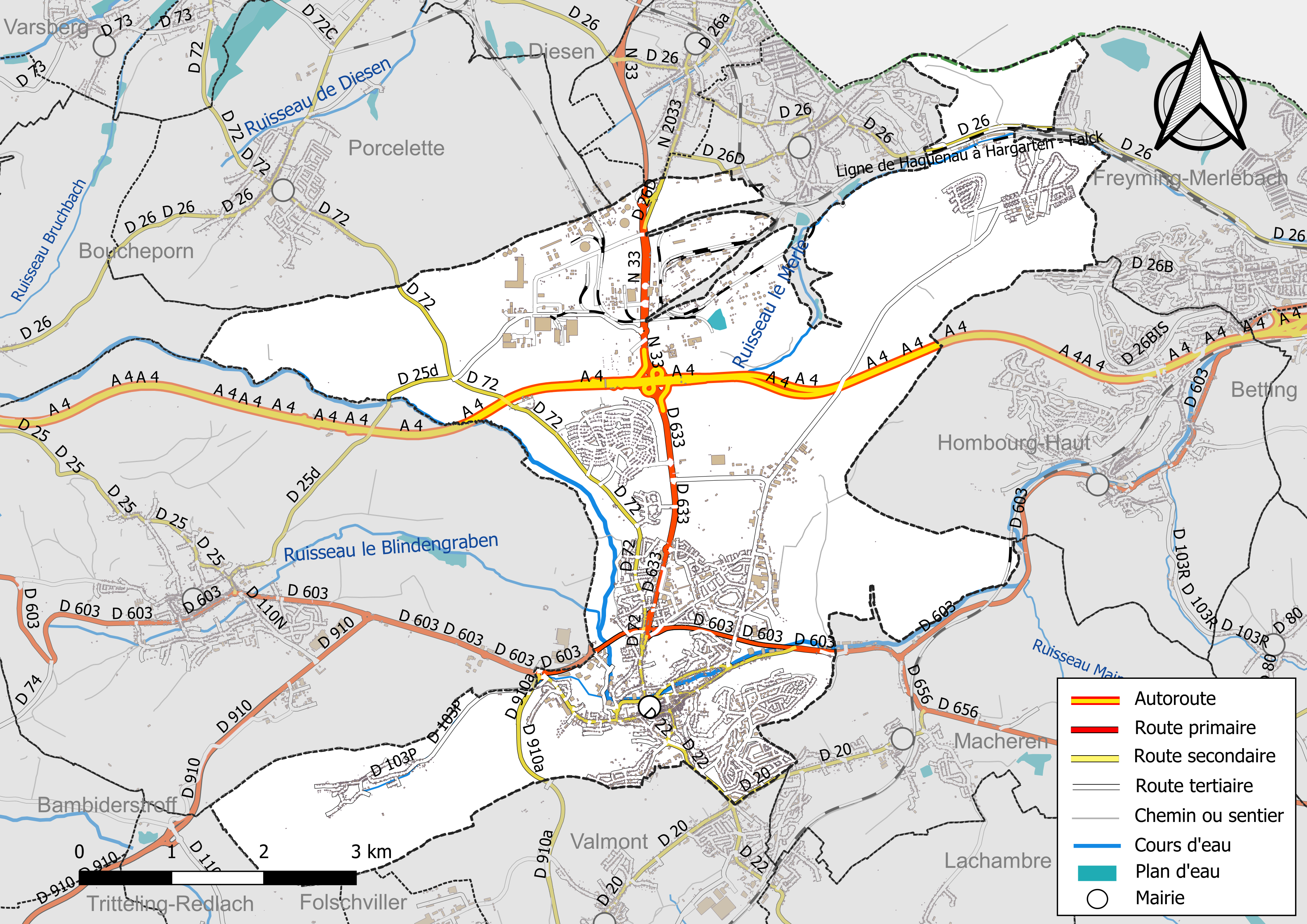
Réseaux hydrographique et routier de Saint-Avold.

#### Gestion et qualité des eaux
Le territoire communal est couvert par le schéma d'aménagement et de gestion des eaux (SAGE) « Bassin Houiller ». Ce document de planification, dont le territoire est approximativement délimité par un triangle formé par les villes de Creutzwald, Faulquemont et Forbach, d'une superficie de 576 km2, a été approuvé le 27 octobre 2017. La structure porteuse de l'élaboration et de la mise en œuvre est la région Grand Est. Il définit sur son territoire les objectifs généraux d’utilisation, de mise en valeur et de protection quantitative et qualitative des ressources en eau superficielle et souterraine, en respect des objectifs de qualité définis dans le SDAGE du Bassin Rhin-Meuse.
La qualité des eaux des principaux cours d’eau de la commune, notamment du ruisseau la Rosselle, peut être consultée sur un site dédié géré par les agences de l’eau et l’Agence française pour la biodiversité.

### Climat
Pour des articles plus généraux, voir Climat du Grand Est et Climat de la Moselle.
En 2010, le climat de la commune est de type climat des marges montargnardes, selon une étude du Centre national de la recherche scientifique s'appuyant sur une série de données couvrant la période 1971-2000. En 2020, Météo-France publie une typologie des climats de la France métropolitaine dans laquelle la commune est exposée à un climat semi-continental et est dans la région climatique Lorraine, plateau de Langres, Morvan, caractérisée par un hiver rude (1,5 °C), des vents modérés et des brouillards fréquents en automne et hiver.
Pour la période 1971-2000, la température annuelle moyenne est de 9,7 °C, avec une amplitude thermique annuelle de 16,8 °C. Le cumul annuel moyen de précipitations est de 830 mm, avec 11,2 jours de précipitations en janvier et 9,6 jours en juillet. Pour la période 1991-2020, la température moyenne annuelle observée sur la station météorologique de Météo-France la plus proche, « Seingbouse », sur la commune de Seingbouse à 9 km à vol d'oiseau, est de 10,5 °C et le cumul annuel moyen de précipitations est de 731,4 mm. 
La température maximale relevée sur cette station est de 37,9 °C, atteinte le 25 juillet 2019 ; la température minimale est de −17 °C, atteinte le 20 décembre 2009,,.
| Mois                                  | jan.           | fév.           | mars           | avril         | mai           | juin          | jui.          | août          | sep.          | oct.          | nov.          | déc.          | année     |
| ------------------------------------- | -------------- | -------------- | -------------- | ------------- | ------------- | ------------- | ------------- | ------------- | ------------- | ------------- | ------------- | ------------- | --------- |
| Température minimale moyenne (°C)     | −0,4           | −0,2           | 2,2            | 5,9           | 9,1           | 12,6          | 14,6          | 14,2          | 10,8          | 7,4           | 3,6           | 0,5           | 6,7       |
| Température moyenne (°C)              | 1,8            | 2,6            | 6,1            | 10,7          | 13,8          | 17,6          | 19,7          | 19,1          | 15,4          | 10,9          | 6             | 2,7           | 10,5      |
| Température maximale moyenne (°C)     | 4              | 5,4            | 10             | 15,5          | 18,6          | 22,5          | 24,7          | 24            | 20            | 14,4          | 8,5           | 4,8           | 14,4      |
| Record de froid (°C) date du record   | −12,3 07.01.09 | −15,3 07.02.12 | −12,4 01.03.05 | −3,4 04.04.22 | −0,3 05.05.19 | 3,9 08.06.05  | 7,4 31.07.15  | 5,8 26.08.18  | 3,1 30.09.22  | −5,2 29.10.12 | −5,8 30.11.16 | −17 20.12.09  | −17 2009  |
| Record de chaleur (°C) date du record | 13,9 01.01.22  | 21,4 27.02.19  | 23,9 31.03.21  | 26,8 21.04.18 | 30,7 28.05.17 | 35,2 26.06.19 | 37,9 25.07.19 | 37,8 09.08.03 | 32,6 15.09.20 | 27 02.10.23   | 21 02.11.20   | 14,9 31.12.22 | 37,9 2019 |
| Précipitations (mm)                   | 63             | 57,7           | 55,3           | 39,8          | 68,9          | 60,3          | 54,7          | 68,4          | 54,8          | 61,4          | 66            | 81,1          | 731,4     |

| Diagramme climatique                                  |             |           |             |             |              |              |            |            |             |          |            |
| J                                                     | F           | M         | A           | M           | J            | J            | A          | S          | O           | N        | D          |
| 4−0,463                                               | 5,4−0,257,7 | 102,255,3 | 15,55,939,8 | 18,69,168,9 | 22,512,660,3 | 24,714,654,7 | 2414,268,4 | 2010,854,8 | 14,47,461,4 | 8,53,666 | 4,80,581,1 |
| Moyennes : • Temp. maxi et mini °C • Précipitation mm |             |           |             |             |              |              |            |            |             |          |            |

Les paramètres climatiques de la commune ont été estimés pour le milieu du siècle (2041-2070) selon différents scénarios d'émission de gaz à effet de serre à partir des nouvelles projections climatiques de référence DRIAS-2020. Ils sont consultables sur un site dédié publié par Météo-France en novembre 2022.

## Urbanisme

### Typologie
Au 1er janvier 2024, Saint-Avold est catégorisée centre urbain intermédiaire, selon la nouvelle grille communale de densité à sept niveaux définie par l'Insee en 2022.
Elle appartient à l'unité urbaine de Saint-Avold (partie française), une agglomération internationale regroupant six  communes, dont elle est ville-centre,,. Par ailleurs la commune fait partie de l'aire d'attraction de Saint-Avold (partie française), dont elle est la commune-centre,. Cette aire, qui regroupe 28 communes, est catégorisée dans les aires de moins de 50 000 habitants,.

### Occupation des sols
L'occupation des sols de la commune, telle qu'elle ressort de la base de données européenne d’occupation biophysique des sols Corine Land Cover (CLC), est marquée par l'importance des forêts et milieux semi-naturels (56,9 % en 2018), une proportion identique à celle de 1990 (56,9 %). La répartition détaillée en 2018 est la suivante : forêts (50,5 %), zones industrielles ou commerciales et réseaux de communication (18,3 %), zones urbanisées (16,7 %), milieux à végétation arbustive et/ou herbacée (6,4 %), prairies (3,4 %), zones agricoles hétérogènes (2,1 %), espaces verts artificialisés, non agricoles (1,4 %), terres arables (1,1 %), mines, décharges et chantiers (0,1 %). L'évolution de l’occupation des sols de la commune et de ses infrastructures peut être observée sur les différentes représentations cartographiques du territoire : la carte de Cassini (XVIIIe siècle), la carte d'état-major (1820-1866) et les cartes ou photos aériennes de l'IGN pour la période actuelle (1950 à aujourd'hui).

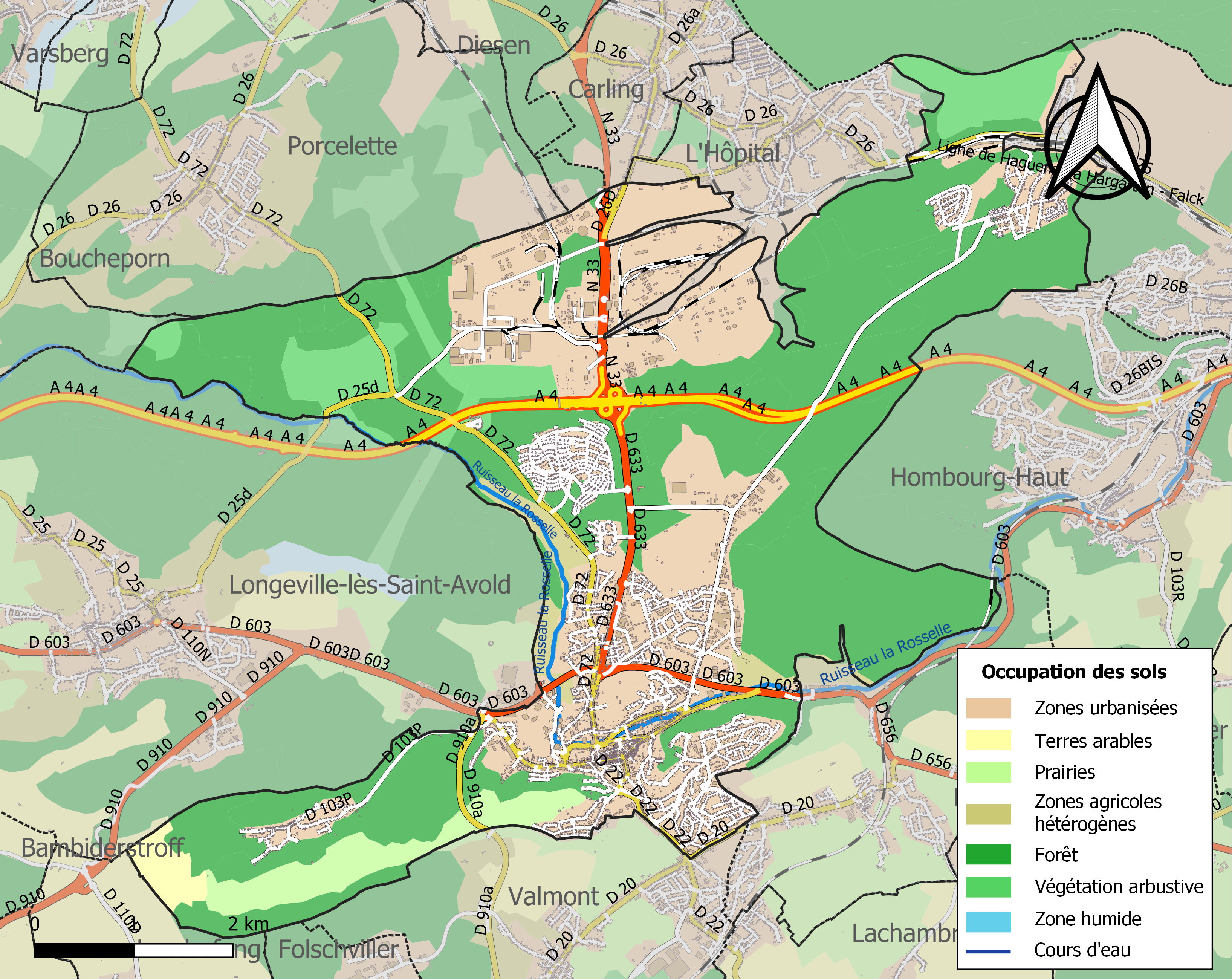
Carte des infrastructures et de l'occupation des sols de la commune en 2018 (CLC).

### Morphologie urbaine
- Le quartier Arcadia.
- Le quartier des Capucines.
- La cité de la Carrière, quartier prioritaire.
- Le village de Dourd'Hal, rattaché à la commune depuis 1965.
- Le quartier Émile-Huchet.
- La cité du Faubourg.
- La colline du Felsberg, son centre de rencontres international et son terrain de camping.
- La zone du Gros-Hêtre.
- La zone du Hollerloch.
- La cité Jeanne-d’Arc.
- L’ancien étang et la forêt d’Oderfang.
- Le quartier du Tyrol.
- Le quartier du Wenheck, quartier prioritaire.

L'église paroissiale est construite en grès et il y a encore 20 ou 30 ans certaines rues avaient un aspect tout à fait montagnard (de bois et de moellons).

### Logement
En 2009, le nombre total de logements dans la commune était de 18 315, alors qu'il était de 15 122 en 1999.
Parmi ces logements, 87,9 % étaient des résidences principales, 1,6 % des résidences secondaires et 10,5 % des logements vacants. Ces logements étaient pour 45,8 % d'entre eux des maisons individuelles et pour 53,7 % des appartements.
La proportion des résidences principales, propriétés de leurs occupants était de 49,4 %, en hausse par rapport à 1999 (45,4 %). La part de logements HLM loués vides était de 13,8 contre 16,7, leur nombre ayant augmenté de façon importante 1 925 contre 1 600.

### Projets d’aménagements
Une mosquée de 700 places est en cours de construction.

### Voies de communication et transports
Sur le territoire de la commune se trouvent des vestiges de la voie romaine de Paris (Lutèce) à Mayence (Mogontiacum).
Encore aujourd'hui, le grand axe européen qu'est l’autoroute A4 traverse la commune.
Un réseau de transports en commun (bus) est mis à disposition sur l'ensemble de la communauté d’agglomération Saint-Avold Synergie : le réseau Transavold. La gare routière de Saint-Avold a récemment été rénovée (2014).
L'aéroport ainsi que la gare Lorraine-TGV sont situés à environ 50 km du centre-ville.

#### Transports routiers
Saint-Avold est desservie par quatre axes routiers principaux :
- l'autoroute A4 reliant Paris à Strasbourg par Reims et Metz, marquée par la barrière de péage de Saint-Avold ;
- la RD 603 (ancienne RN3) reliant Metz à Forbach et la frontière allemande ;
- la RN 33 reliant Saint-Avold à la frontière allemande vers Sarrelouis ;
- la D 910A reliant Folschviller à Saint-Avold.

L'A4 et la RD 603 sont des voies de communication ouest-est, la RN 33 est orientée nord-sud.

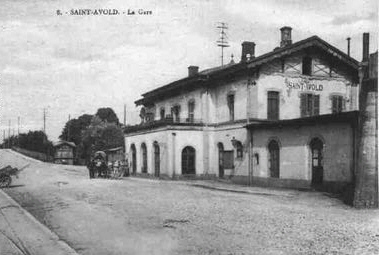
La gare au début du XXe siècle.

#### Transport ferroviaire
La ville dispose d'une gare SNCF mais celle-ci, très excentrée (pour des raisons de relief lors de la construction des voies ferrées), se trouve sur le territoire de la commune voisine de Valmont.

#### Transports en commun
Saint-Avold est desservie par le réseau de transports urbains Transavold composé de sept lignes urbaines et 3 lignes interurbaines qui convergent vers la gare routière.
Saint-Avold est ré desservi depuis Septembre 2022 géré par Transdev Grand Est par la ligne transfrontalière MS vers Sarrebruck après des arrêts complets de la ligne depuis le début de l'année 2018.
Dans le cadre de l'eurodistrict SaarMoselle, une ligne de tram-train est en projet entre Sarrebruck et Saint-Avold par Forbach et Freyming-Merlebach, qui desservirait la ville par trois stations : Saint-Avold (nord) et Saint-Avold (centre). La première phase envisagée à l'horizon 2017 pourrait se limiter toutefois au trajet Sarrebruck - Forbach.

#### Cyclisme urbain
En 2011, Saint-Avold se voit délivrer le « clou rouillé » par la Fédération française des usagers de la bicyclette, pour le non-respect de la loi LAURE, et la mauvaise prise en compte des déplacements à vélo.
Institué en 2017, le Baromètre des villes cyclables est une enquête bisannuelle évaluant l'indice de satisfaction des usagers en France ; sur une échelle allant de 1 à 6, il leur est demandé de noter leur sentiment de sécurité, le confort de déplacement, les aménagements cyclables (piste et bande cyclable, sas vélo, double-sens cyclable, cédez-le-passage cycliste au feu…) et les possibilités de stationnement, comme les arceaux à vélo ; d'autres éléments sont pris en compte, tels que la place allouée aux cycles dans les transports en commun, la politique municipale de promotion du vélo comme mode de transport, la présence d'un magasin ou d'un atelier vélo solidaire et participatif, la location, le libre-service, etc. Le classement va de “A+” (excellent) à “G” (très défavorable). En 2017, Saint-Avold se classe en “G”, avec une note globale de 2,11 — atteinte seulement grâce à la présence d'un vélociste et d'un magasin de sport avec un rayon vélos —, en avant-dernière position des 19 communes de la région Grand Est classées. En 2019, Saint-Avold se positionne toujours en “G”, avec une note globale de 2,19, avant-dernière des 49 communes qualifiées dans la région Grand Est, les notes allant de 2,17 à 4,02. En 2021, Saint-Avold se positionne toujours en “G” (très défavorable), avec une note globale de 2,09, avant-dernière des 90 communes qualifiées dans la région Grand Est, les notes allant de 1,93 à 4,18.
En juillet 2023, la municipalité institue une zone de rencontre dans la rue Hirschauer, principale rue commerçante du centre-ville, créant ainsi le premier double-sens cyclable de Saint-Avold ; en même temps, elle aménage une piste cyclable bidirectionnelle dans la rue de Gaulle. L'apaisement de la circulation se poursuit en avril 2024 avec la mise en zone 30 de tout le reste du centre-ville et d'une partie de l'anneau routier qui l'entoure ; cependant, freinant ainsi l'usage du vélo, un arrêté municipal concomitant interdit  le double-sens pour les cyclistes dans toutes les rues à sens unique de la nouvelle zone 30.

## Toponymie
Au cours du Moyen Âge une petite ville s’est développée autour de l'abbaye de Sankt Nabor/Saint-Nabor (en latin Monasterium Sancti Naboris) qui a été visitée comme centre de pèlerinage ; cet endroit a pris le nom de l'abbaye. Basé sur le nom de Sankt Nabor, le dialecte francique rhénan de Lorraine a créé Santerfor par la suite. À partir de la prononciation locale, l’administration française a fait plus tard Saint-Avaux. À partir de 1750, la graphie officielle est Saint-Avold.
- Hilariacus viculus (587), Saint-Nabor (XIIe siècle), Saint-Auor (1241), Saint-Avou (1339), Saint-Avoulz (1395), Saint-Avost (1396), Saint-Avolz (1431), Saint-Avolt et Saint-Avoult (1489), S. nabor (1508 environ)[26], Saint-Avau (1553), Die statt Nabor (1553), Santerfor (1592), Saint-Azoult (XVIIe siècle), Saint-Avolze (1633), Saint-Avolx (1638)[27], Rosselgène et Trimouts (noms révolutionnaires)[28], Saint Avold (1793)[28].
- En francique lorrain : Sändafor[29], Santer For[30], Sänt Avor et Sänt Avuur. En allemand : Sankt Avold (1871-1918, 1940-44).
- Les habitants de Saint-Avold portent le nom de Naboriens, rappelant saint Nabor, patron de l'abbaye autour de laquelle s'est développée la ville[31]. Leur sobriquet donné par les villages voisins est Santaforer Lilotscher (les linottes de Saint-Avold)[32].

### Autres lieux de la commune
- Oderfang[27] : Lauderfang (1483), Oderfang (1680), Odrefang (1718).
- Dourd'hal[27] : Dourchdalleym (1341), Dourdalheim (1343), Dürthalen (1365), Dourchdahle (1587), Dourchdalhaim (1594), Dourdal (1664), Durchdalen (XVIIIe siècle), Dhordal (1751), Dorthal ou Dordhal (1756), Dourdhal (1801).
- Étang d'Oderfang[27] : Usselange (1414), Ussing (1483), Essing (1756), Nessing (1802), Oderfanger Weiher, Nisinger Weiher/Weyer.

## Histoire[33]
Au XVIIIe siècle, l’érudit bénédictin Dom Calmet écrivait : « Saint-Avold a joué un rôle de premier plan dans l’histoire lorraine. Elle abritait dans ses murs des ducs de Lorraine, des rois de France et des empereurs d’Allemagne ».

### De la fondation de la ville au Saint-Avold épiscopal
Un moine irlandais du nom de Fridolin de Säckingen, venant de Poitiers en 509, crée un oratoire nommé Hilariacum, à l’emplacement de Saint-Avold, avant de fonder le monastère de Sickingen. Saint Sigebaud, évêque de Metz, fait construire vers 720 une abbaye sous le vocable de Saint-Pierre. Saint Chrodegang, évêque de Metz, ministre de Charles Martel et Pépin le Bref, y introduit la règle bénédictine de saint Benoît. Il permet, lors d’un voyage à Rome, le 24 août 765, de transférer les reliques de saint Nabor. Le 24 août demeure la date de vénération et de pèlerinage. Une bourgade se développe extra-muros à l’ombre du monastère, renommé abbatias Sancti-Naboris, l’abbatiale Saint-Nabor, réputé pour son scriptorium et placée sous la protection des évêques de Metz. Angelram, trente-sixième évêque de Metz de 766 à 791, y aurait vécu comme simple moine.

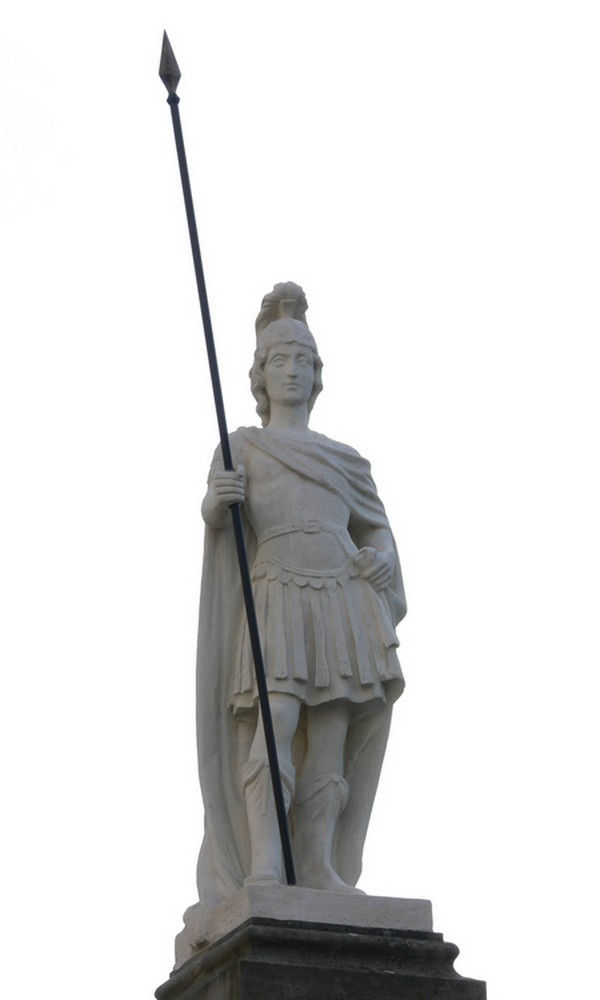
Saint Nabor.

Aux Xe et XIe siècles, les habitants de Saint-Nabor se placent sous la protection d’un seigneur laïc appelé avoué, chargé de les protéger. Les avoués héréditaires des évêques de Metz sont d’abord les comtes épiscopaux de Metz. Étienne de Bar (1121-1162) confie vers 1160 l’avouerie de Hombourg-Saint-Avold, c’est-à-dire la ville et une vingtaine de villages, aux comtes de Sarrebruck et de Créhange. Sous la protection de l’évêque, Saint-Avold se développe. Renaud de Bar l’affranchit en 1302. Elle devient le chef-lieu politique de l’avouerie, siège d’une justice particulière, la mère-cour et de l’administration civile. Un droit de bourgeoisie est institué avec possibilité pour ses habitants d’élire un conseil de ville et de prélever des impôts. La ville se dote d’un coutumier ou Stadtrecht, définitivement codifié en 1580, qui précise le fonctionnement de l’institution municipale. Un premier hôpital est fondé en 1313 par l’abbé Jean de Saint Nabor. Une deuxième institution est créée en 1426 par le couple Elkine von der Linden et Anselm, greffier. En 1534, son administration passe à la bourgeoisie.
La ville est un centre commercial actif, servant de relais pour les marchands français et lorrains qui se rendent vers le Rhin, Nancy et Vaudrevange, capitale du bailliage d’Allemagne. De grandes corporations de marchands se créent, tels les tanneurs, tisserands et bouchers. Elles exportent leurs produits dans tout le monde rhénan. Six foires animent chaque année l’économie locale au XVIe siècle. Elles attirent des marchands hollandais, allemands, français et lorrains. On y échange du cuivre, du chanvre et de la laine. Ce développement attire la convoitise d’autres seigneurs territoriaux. Les évêques décident alors de fortifier Saint-Avold en 1327. L’entretien des remparts se fait grâce à un impôt sur les marchandises, l’octroi accordé par l’évêque de Metz, Adhémar de Monteil en 1360.
La ville est une paroisse unique. Elle possède une église construite en style gothique vers 1300, dédiée aux saints apôtres Pierre et Paul, agrandie vers 1500 par l’abbé Adam de Roupeldange. Cette église sert au culte paroissial jusqu’en 1792, date à laquelle elle est désaffectée et remplacée par l’église abbatiale, après la suppression du monastère des bénédictins.

### Du duché de Lorraine au royaume de France
Le 16 mai 1572, le cardinal Charles Ier de Lorraine, évêque de Metz, cède l’avouerie à son neveu Henri Ier, duc de Guise, qui lui avance 18 000 florins d’or. À son tour, le duc de Guise cède par traité le nouveau fief au roi de France, puis, revenant sur la décision, il le vend le 24 novembre 1581 pour 96 000 écus à son cousin Charles III, duc de Lorraine. La ville est alors intégrée dans le duché de Lorraine, État indépendant qui connaît son âge d'or. Elle forme une seigneurie d’une trentaine de localités, gérée par un bailli ducal établi au château de Hombourg. Son lieutenant s’installe à Saint-Avold, capitale économique de la seigneurie.
La ville participe au développement du duché. Elle connaît une expansion économique et démographique remarquable. Le duc de Lorraine Henri II cède ses terres en 1621 à sa nièce Henriette de Lorraine lors de son mariage avec Louis de Guise, baron d'Ancerville, fils illégitime du Cardinal de Guise, son favori. Le couple stimule le commerce et l’économie de la seigneurie. Il crée une verrerie au lieu-dit Ambach. La princesse Henriette fonde en 1631 le couvent des bénédictines malgré les menaces de la guerre de Trente Ans. Celles-ci créent la première école bilingue de jeunes filles de la région.
Pendant la guerre de Trente Ans, la ville est plusieurs fois occupée et pillée par la soldatesque française, suédoise, les Impériales et même… Lorraine. Prélèvements et guerres font disparaître une grande partie de la population. Beaucoup sont morts, d’autres fuient vers les pays rhénans et mosellans. La ville ne compte plus que dix-huit habitants en 1656, contre deux mille en 1621. Les traités de Ryswick qui rendent la Lorraine au duc Léopold Ier de Lorraine et celui de 1718, voient la paix s’installer et le retour de la prospérité.
Les mesures prises par le duc Léopold Ier après 1698 dans les domaines économiques et administratifs favorisent la reconstruction de Saint-Avold, alors désigné comme chef-lieu d’une prévôté de vingt-trois villages dans le bailliage d’Allemagne reconstitué. La reprise économique des années 1715-1730 voit la construction de plus de deux cents nouvelles maisons, le rétablissement de ses foires. Un nouvel hôtel de ville est construit en 1735 et le paysage urbain de la ville change. Un ensemble de belles fontaines construites par le maître maçon Melchior Spinga agrémentent plusieurs quartiers. Un nouvel hôtel des postes est construit en 1723. De belles demeures bourgeoises, aux portes sculptées et fenêtres mansardées, témoignent de la richesse de la bourgeoisie commerçante. Le beau XVIIIe siècle laisse son empreinte au centre-ville. Fortifiée par l’apport tyrolien des années 1700-1720, la démographie naborienne est rétablie en 1750-1760.

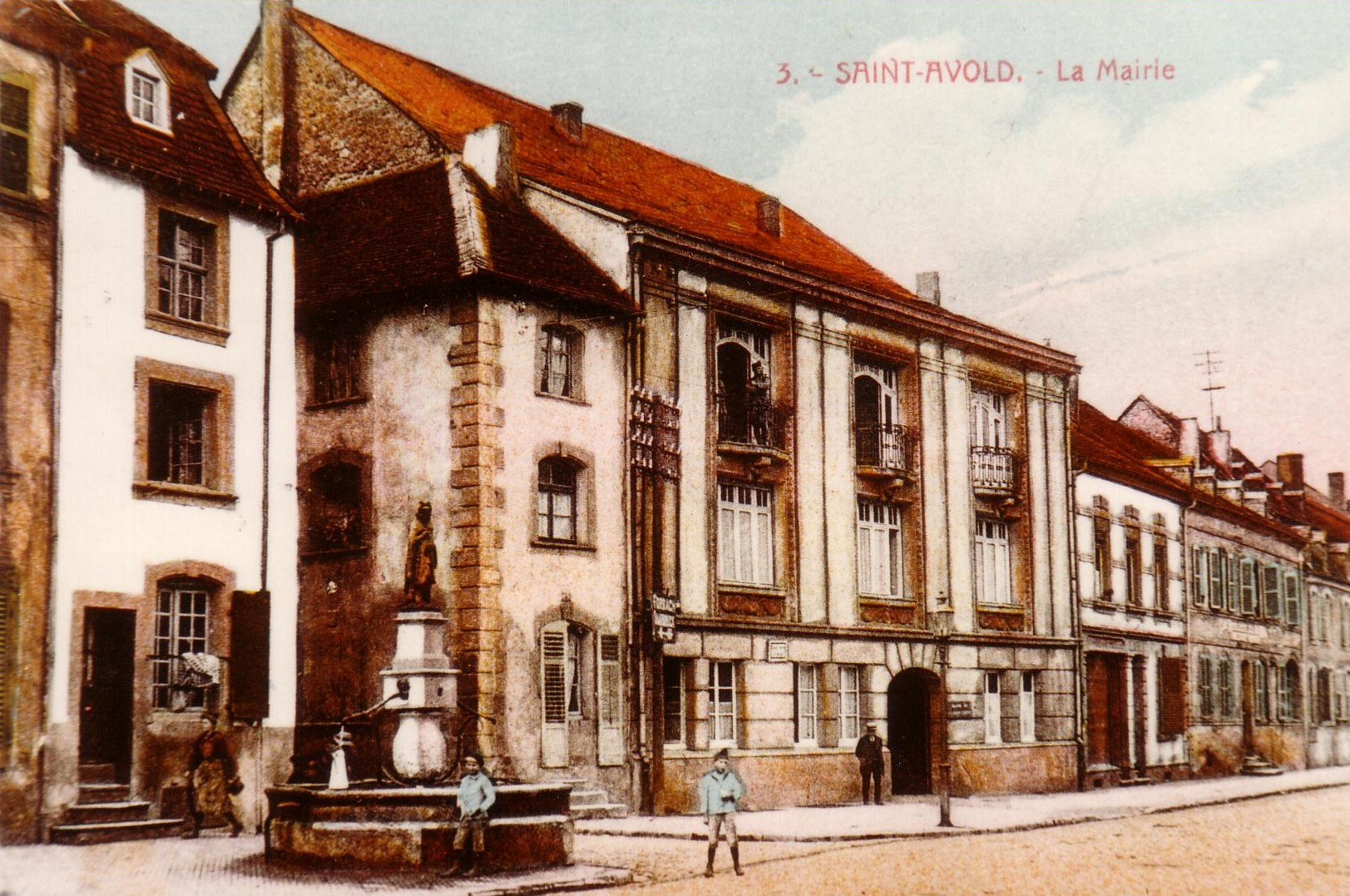
Ancien hôtel de ville.

Plusieurs dynasties d’artistes s’implantent à Saint-Avold lors de la reconstruction de l’abbaye en 1720-1790 tels les Metzinger et les Melling, ces derniers étant originaires du pays de Thionville. Les remparts de la ville disparaissent entre 1710 et 1720. La ville retrouve son rôle de ville étape entre le monde germanique et la France. Un certain nombre de familles naboriennes (Avrange, Kaiser, Hennin) choisissent d’ailleurs de servir l’empereur et accompagnent le duc de Lorraine François III en Autriche, où elles feront de belles carrières dans l’administration et l’armée.
Le règne du roi polonais Stanislas, imposé par la France en 1735, n’est que nominal, son intendant François Chaumont de la Galaizière, sans égard pour les traditions lorraines, introduit le système français de la corvée et de la milice. En 1751, la prévôté est supprimée. La ville est incluse - de force et bien malgré elle - dans le Bailliage de Boulay, qui comprend plus de soixante-dix bourgs et villages. L’église abbatiale où une école réputée forme les enfants de la bourgeoisie éclairée, est reconstruite de 1754 à 1769 dans le style classique, selon les plans de Dom Léopold Durand, également architecte à Echternach. Les orgues sont construites par le facteur d’orgues Barthelemy Chevreux en 1770-1771, tandis que Jacques Gounin, sculpteur très connu dans les comtés de Nassau-Sarrebruck et Deux-Ponts voisins, façonne le nouveau buffet d’orgue en 1769.
Conformément aux dispositions du Traité de Vienne (1738), Saint-Avold est rattaché au royaume de France à la mort de Stanislas Leszczyński en 1766.

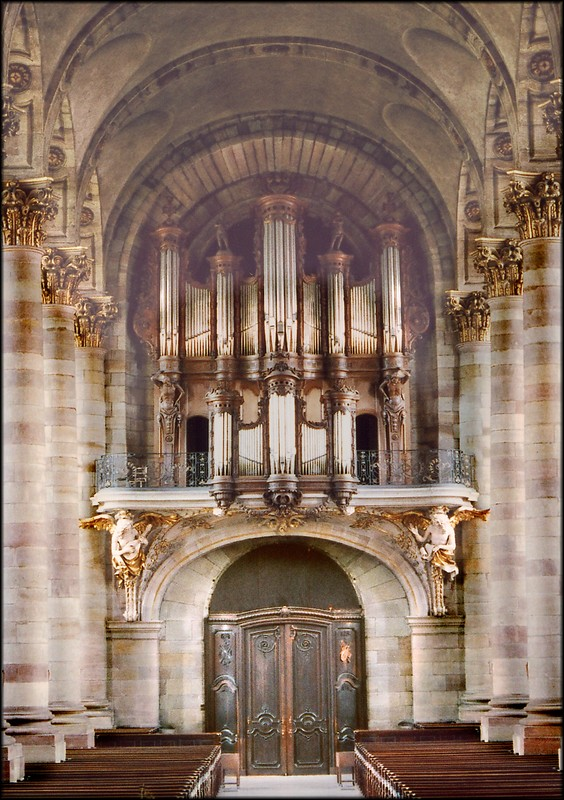
Orgue de l’abbatiale.

### La Révolution à Saint-Avold
En 1789, Saint-Avold est un bourg de près de 3000 habitants. La révolution, commencée et acceptée dans l’allégresse générale, la Constitution civile du clergé en 1791 va partager les opinions de surcroît déjà irritées après la dissolution des ordres monastiques. La Terreur provoque l’émigration de soixante-trois personnes en 1793. Saint-Nabor devient Rosselgène et le culte de l’Être suprême est institué, tandis que les prêtres réfractaires bénéficient de la vaste complicité d’une partie croissante de la population. Le nouveau magistrat élu tente de s’adapter à la situation de crise. La nouvelle municipalité affronte une situation financière dégradée et des passages de troupes continuels. Elle est chef-lieu de canton et s’intègre difficilement dans le nouveau département créé en 1790, malgré l’aide de son premier député, Joseph Becker (1743-1812), le seul des élus mosellans à avoir voté contre l’exécution de Louis XVI. Le Consulat puis l’Empire ramènent le calme dans les esprits et la paix religieuse, grâce à la modération de Jean Nicolas Houllé, archiprêtre de Saint-Avold. Une certaine prospérité économique se développe jusqu’en 1813. Le régime de Napoléon Ier y bénéficie d’une large popularité grâce à l’action du général-baron Georges Kister (1755-1832).

### De lacampagne de France (1814)à l'annexion
Saint-Avold est la première ville de vieille France qui sera prise puis occupée par les troupes alliées.
Devant l'avance de la cavalerie prussienne, le 10 janvier, le maréchal Auguste-Frédéric-Louis Viesse de Marmont regroupe ses troupes à Saint-Avold et se replie lui-même en direction de Metz en laissant en arrière-garde à Saint-Avold le général de Beurmann, 600 fantassins, 400 hussards du Xe régiment sous les ordres du colonel Curely, 5 pièces d'artillerie face aux troupes du Feldmarschall Gebhard Leberecht von Blücher (1742-1819) qui occupent la Sarre. Au Nord de Saint-Avold, la ville d'Überherrn est tombée aux mains du prince Guillaume de Prusse (1783-1851) qui commande la 2e brigade du corps de Yorck. Les unités de pointe du Oberstleutnant baron Franz Carl Friedrich Ernst von Klüx (de) (1776-1858) occupent dès le 11 janvier les villages de Bisten, Guerting, Carling et L'Hôpital (Moselle). Uhlans, dragons, chasseurs et les hussards du régiment national de Silésie du prince Biron attaquent la ville qui est évacuée après une demi-heure de combat. Les infanteries prussiennes et russes occupent la ville. Saint-Avold est tombée sans la jonction redoutée de Blücher avec Schwarzenberg.
De Sarrebruck, Blücher donne ses ordres pour la journée du 12 janvier :

« Le 12 janvier, le corps de York marche avec ses cantonnements entre Fouligny et Saint-Avold. La brigade von Horn continue sa marche vers Thionville. La brigade d'avant-garde du prince Guillaume de Prusse avance sur Metz (…). Le corps de Sacken marche en prenant ses quartiers de cantonnement entre Faulquemont et Puttelange-aux-Lacs. Mon quartier-général vient à Saint-Avold. »

Blücher envoie l'officier de son état-major, le major comte von Hardenberg préparer son arrivée à Saint-Avold. Le maréchal Auguste Frédéric Louis Viesse de Marmont entre à Metz le 12 janvier et annonce au maréchal Berthier, major-général des armées son intention de défendre la Moselle. Le 14 janvier, Blüchner laisse le corps de York devant Metz. Apprenant que le gros des troupes françaises se replie vers Verdun, il souhaite désormais marcher sur Paris, partageant la position du Generalmajor August Neidhardt von Geissenau (1760-1831) qui pense que le haut-commandement allié doive marcher sur Paris sans conquérir les places fortes rencontrées, afin de précipiter la chute de Napoléon.
Le 17 janvier, l'officier d'état-major de l'armée bavaroise, le major prince August von Thurn und Taxis arrive à Saint-Avold avec ses troupes. Il sera rejoint le même jour par 1 500 dragons et de cosaques de la cavalerie russe du général Nikolai Mikhailovich Barasdin (1782-1830) qui s'installe à Saint-Avold. Le 18 janvier la troupe du général Barasdin quitte sur ordre de Büchner la ville afin de rejoindre le corps d'York et de faire le siège de Metz.
L’occupation bavaroise se poursuit jusqu’en 1818 et la cité compte en garnison un régiment de cavalerie. Au niveau politique, la ville accompagne tous les changements de régime sans aucune résistance. Néanmoins, Napoléon III y est très populaire.

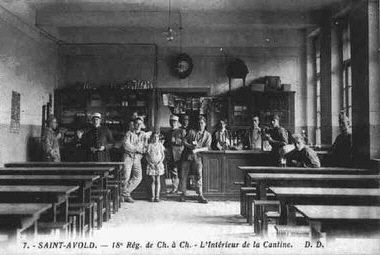
La cantine du des chasseurs.

L’industrialisation se développe au cours de la première moitié du XIXe siècle. Fabrique de creusets, fonderie, fabrique de flanelles, tuilerie, brasserie, fabrique de bleu de Prusse, faïencerie, quinze tanneries, assurent du travail à de nombreux Naboriens ainsi qu’aux habitants du canton. Néanmoins beaucoup de Naboriens, devant la dureté des conditions de vie, les épidémies et famines de 1817-1818, 1849 et 1866, émigrent vers les États-Unis. Certaines familles, comme les Collin et les Risse, font fortune dans le Nouveau Monde. La situation va changer à partir de 1851. L’ouverture de la voie de chemin de fer Metz–Saint-Avold en 1851, puis Saint-Avold–Forbach–Sarrebruck en 1852, ainsi que la découverte du charbon à Carling avec l’ouverture du puits Max en 1862, va asseoir la prospérité de la ville. À la veille de 1870, le pays naborien subit une profonde métamorphose économique, comme l’ensemble de l’est mosellan. La ville, bien intégrée dans la communauté nationale, voit la naissance de vingt-trois généraux dont Édouard Hirschauer (1857-1943), futur fondateur de l’aéronautique française. Elle est le lieu de naissance du père Pierre-Victor Braun (1825-1882), fondateur des Servantes du Sacré-Cœur de Jésus de Versailles.

### L'Alsace-Lorraine et les deux guerres mondiales
En 1871, la ville de Saint-Avold est annexée à l'Empire allemand en vertu du traité de Francfort. Sanct-Avold fait alors partie de l'arrondissement de Forbach au sein du district de Lorraine, l'un des trois districts administratifs de l'Alsace-Lorraine. L’intégration économique de la ville se fait d'abord de manière très lente jusqu’en 1885-1890. À partir des années 1890, la ville connaît une nouvelle vocation avec l’arrivée des militaires et de leurs familles et une rapide expansion grâce au dynamisme de l’empire allemand. L’agglomération se développe vers le nord sur un axe reliant la ville aux casernes De Brack (Jägerkaserne), Lahitolle (Artilleriekaserne), Mahon (Ketzerratkaserne) et Hamon (Bahnhofskaserne), cette dernière étant occupée par les Uhlans.

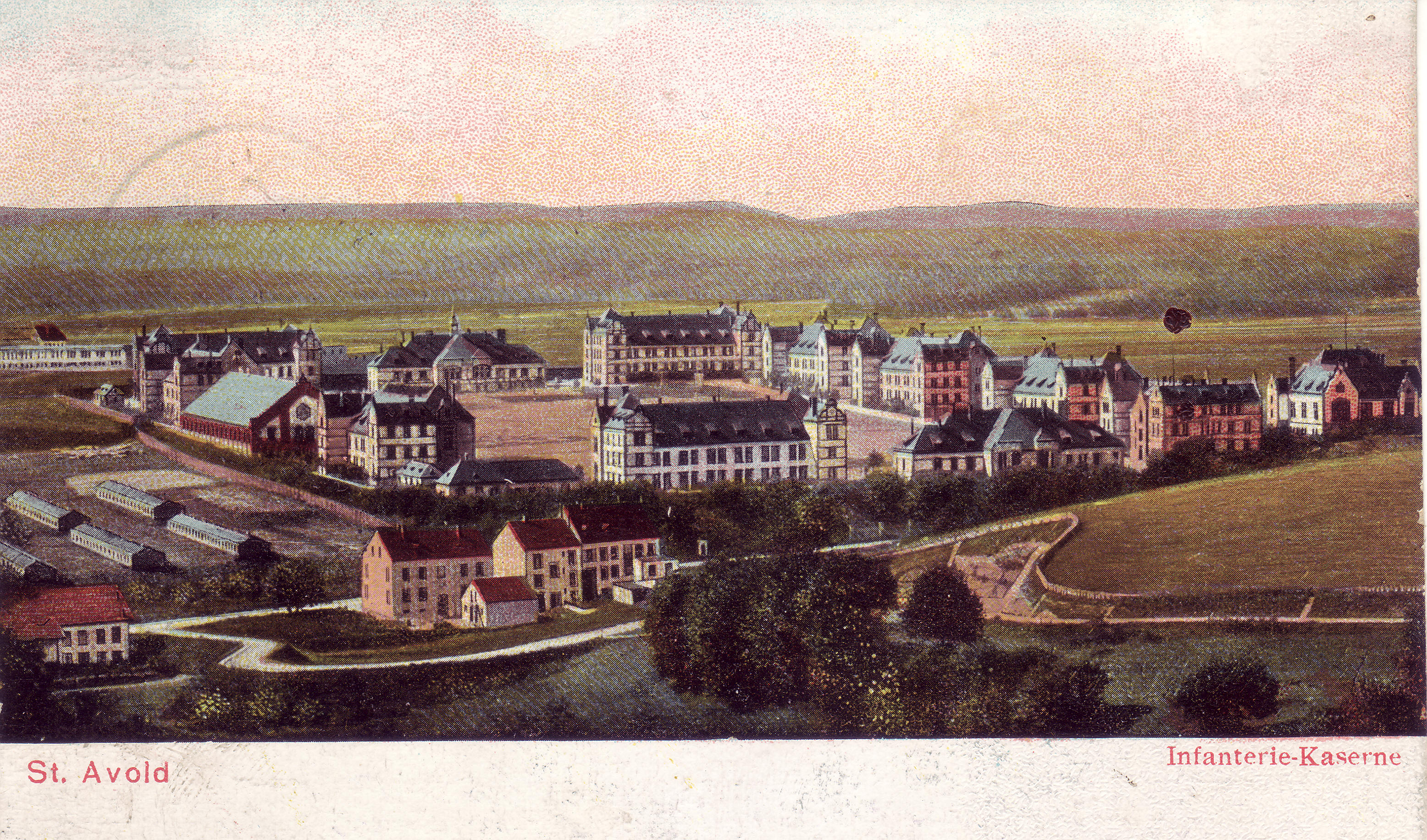
Vue d'ensemble de l'Infanterie Kaserne vers 1908 (rebaptisée Caserne Ardant du Picq par les Français en 1919.

Des cinq casernes construites à l'époque de l'Alsace-Lorraine seule subsiste dans son intégralité la Infanterie-Kaserne, rebaptisée caserne Ardant du Picq par l’armée française après 1919 pour honorer le colonel Charles Ardant du Picq mort à Metz en 1870. Après le départ de l'armée en 1999 elle a été rachetée par la ville en 2008 pour un million d’euros. Emblématique de l'architecture wilhelmienne, ce dernier vestige du passé militaire de la ville est aujourd'hui menacé de destruction par un projet immobilier spéculatif.
Le protestantisme connaît un développement fulgurant avec en 1889, la construction du temple de la garnison. En 1900, la ville atteint les 5 000 habitants, elle passe à 6 400 habitants en 1910, dont 2 500 militaires. Elle participe à la prospérité générale de l’Empire et se dote d’infrastructures nouvelles (tramway, eau, gaz et électricité), grâce aux très dynamiques maires de carrière, dont Joseph Koestel. En même temps sont construits un hôpital militaire, une infirmerie et un mess des officiers.

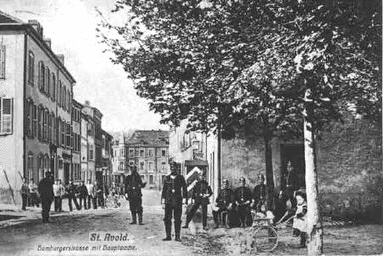
Homburgerstrasse mit Hauptwache Homburgerstraße avec la Corps de garde.

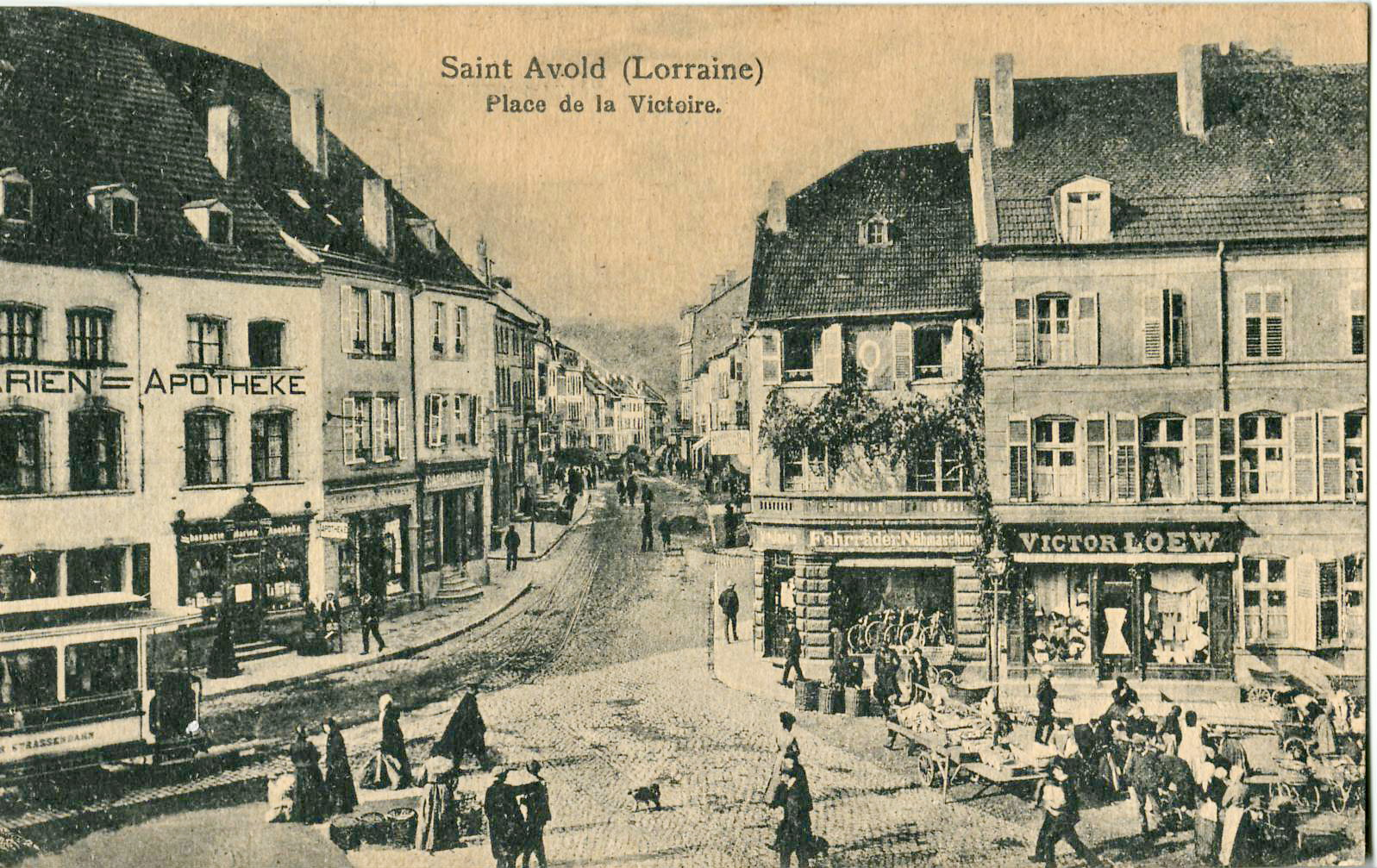
La place de la Victoire et le tramway de Saint-Avold vers 1914.

Les garnisons introduisent des activités de service pour l’approvisionnement du commerce. Les taverniers profitent des activités militaires et de l’animation en ville. Les constructions nouvelles portent l’empreinte du néogothique et de la néorenaissance caractéristiques du style wilhelmien. Le palais de justice et l’hôpital sont réalisés par Weissdorf dans un style néoclassique. La fin du XIXe siècle voit s’établir définitivement l’organisation spatiale de la ville. Les rues commerçantes sont celles de Poincaré et Hirschauer et la place de la Victoire, celles des services et finances dans les rues des Américains et De Gaulle. La noblesse militaire occupe la nouvelle rue Houllé, l’avenue Clemenceau et la rue de la Carrière, les artisans et ouvriers les rues des Tanneurs, de la Montagne, de l’Hôpital et de la Mertzelle, alors que les casernes sont construites en périphérie. Cette période voit la naissance d’Adrienne Thomas (1897-1980), écrivain de langue allemande, auteur en 1933 d’un livre à succès, Catherine soldat ou Kathrin wird Soldat, livre antimilitariste condamné par les nazis. Elle meurt à Vienne en Autriche, en 1980. Elle sera réhabilitée par sa ville natale grâce à la création d’un prix attribué par la municipalité à de jeunes historiens travaillant sur Saint-Avold.
Après deux générations de paix et de prospérité, la germanisation des esprits est telle que les Mosellans se battent tout naturellement pour l’Empire allemand lorsque la guerre éclate en 1914. Beaucoup de Lorrains tomberont au champ d'honneur sous l’uniforme allemand, sur le Front de l’Est, mais aussi à l’Ouest, en particulier en France et dans les Flandres. Sujets loyaux de l'Empereur, les Mosellans accueillent cependant avec joie la fin des hostilités et la paix retrouvée.

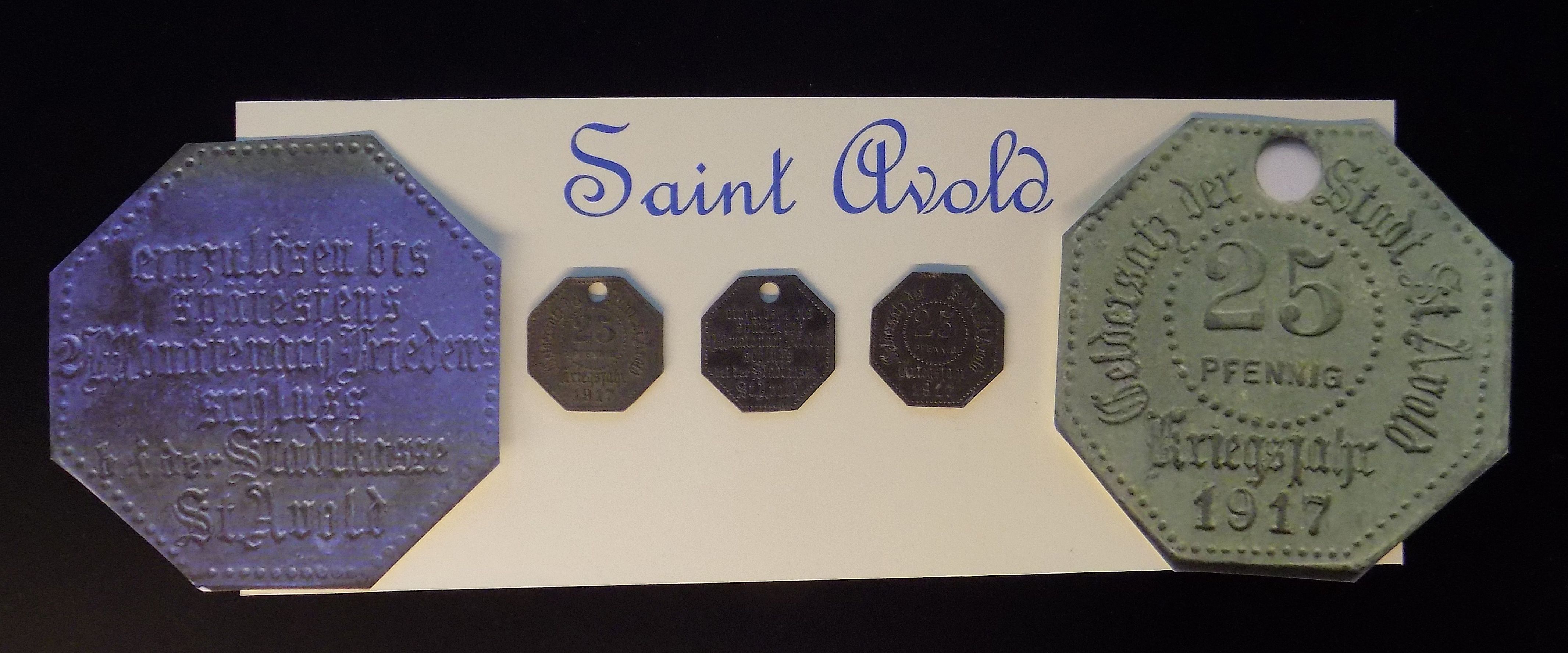
Monnaie de nécessité (1917) frappée à Saint-Avold durant la Première Guerre mondiale.

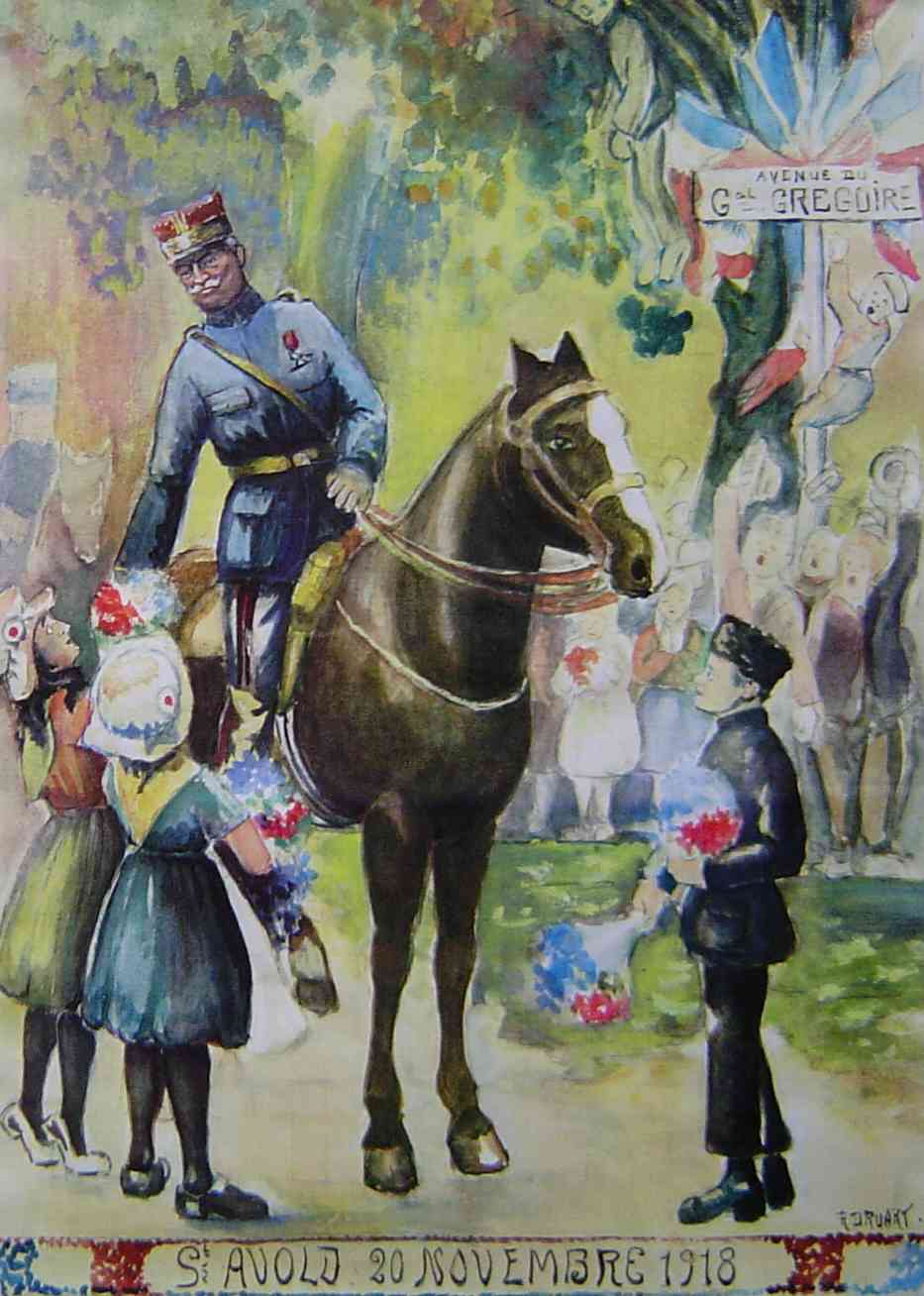
Inauguration de l’avenue du Général-Grégoire le 20 novembre 1918 à Saint-Avold.

En novembre 1918, le général Grégoire met en marche sa Division pour reprendre possession de la Lorraine. À Saint-Avold, le 20 novembre, une réception solennelle est organisée pour la reconquête de la Lorraine. Le général Grégoire entre à cheval à la tête de ses troupes.

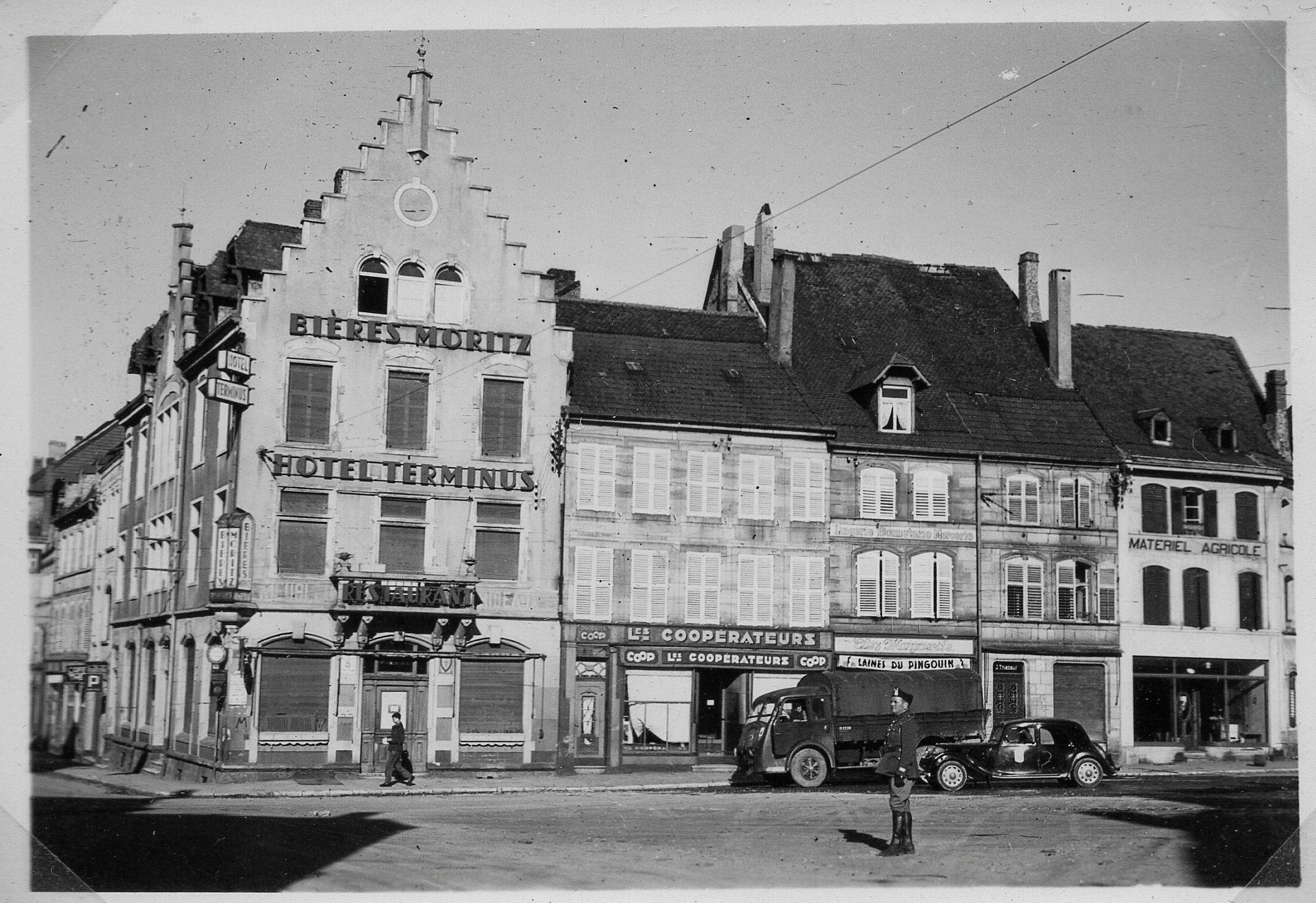
Mars 1940 le 30e bataillon de chasseurs à pied défend la ville.

Après 1918, la ville conserve son aspect de ville de garnison. Le développement charbonnier fait de Saint-Avold une ville de résidence. En 1928-1930, la société houillère Sarre et Moselle construit ex nihilo pour son personnel une cité de six-cent-cinquante logements, la cité Jeanne d’Arc, située à proximité du puits Sainte-Fontaine. Au recensement de 1926, la population est de 3 412 habitants. Elle triple en 1931 avec 8 264 habitants. Les nouveaux arrivants sont surtout d’origine polonaise et transitent par la Westphalie pour travailler dans les mines de charbon lorraines. 1 205 Polonais vivent à Saint-Avold en 1931, dont 1 032 à la nouvelle cité Jeanne d’Arc. La ville souffre de la proximité de la ligne Maginot construite à partir de 1928, beaucoup d’industriels répugnent à s’installer si près d’un front potentiel.La Seconde Guerre mondiale touche immédiatement les habitants de Saint-Avold. Après l’évacuation forcée organisée par le gouvernement français, en raison de la proximité de la frontière, et la débâcle de juin 1940, le patrimoine de la commune n'échappe pas au pillage. La Moselle étant de nouveau annexée à l’Allemagne en juillet 1940, l'arrondissement de Saint-Avold est créé ex nihilo le 1er décembre 1940, à partir des arrondissements de Boulay et de Forbach. L'arrondissement fait partie du CdZ-Gebiet Lothringen, nouvelle division territoriale intégrée au Gau Saarpfalz, renommé Westmark en 1942. Entre 1940 et 1944, la ville paye un lourd tribut à la guerre. Comme dans le reste de la Moselle annexée, la dictature nazie fait rage et apporte son lot de désolations. Alors que la Hitlerjugend devient obligatoire pour les jeunes du pays le 4 août 1942, une ordonnance institue le service obligatoire dans la Wehrmacht le 19 août 1942. Dix jours plus tard, les premiers « Malgré-nous » sont appelés dans les armées du Reich. À partir de 1944, les bombardements alliés se succèdent au-dessus de la région, obligeant les habitants à se terrer dans les caves et dans des abris de fortune. Le bombardement dévastateur du 9 novembre 1944 restera dans les mémoires. La ville ne sera libérée que le 27 novembre 1944, après le départ de la 36e Volksgrenadier Division du LXXXII. Armeekorps. Le cimetière américain de Saint-Avold est le plus grand d’Europe : avec ses 10 489 tombes, il témoigne de la dureté des combats pendant la campagne de Lorraine.

### Renouveau industriel d’après guerre
Grâce à son environnement agréable et à sa situation de carrefour ainsi qu’à son éloignement de la zone industrielle, la ville devient un centre résidentiel du bassin. De 1945 à 1966, les Houillères y construisent plus de 1 300 logements et la population augmente de 7 054  à   18 000 habitants, répartis dans les cités du Wenheck, La Carrière, Émile-Huchet et Arcadia.
Le développement de la centrale Émile-Huchet prend une ampleur exceptionnelle entre 1949 et 1960.
La cokerie de Carling voit le jour avec le développement du procédé de carbonisation. Cette plate-forme donne naissance après 1954 à diverses usines et installations dont l’ensemble représente l’une des plus importantes plates-formes chimiques de France.
Dès les années 1960, la ville poursuit son expansion vers le nord et l’est, accélérée par la construction de l’autoroute Metz–Sarrebruck.
La ville poursuit une politique de diversification industrielle avec la création de la ZIL du Gros-Hêtre, zone artisanale et industrielle, en 1968-1969, ainsi qu’une zone industrielle au Hollerloch en 1975, sur un espace de quarante-six hectares occupé par quarante-sept entreprises. Ce puissant développement économique favorise l’expansion de la ville et du canton.
Dans les années 1960-1970, la ville se dote d’infrastructures modernes : deux lycées : le lycée général et technologique Charles Jully, et le lycée général Poncelet ; trois collèges et une piscine avec complexe sportif dignes d’une ville chef-lieu de canton. Elle connaît une croissance démographique de 1,42 % entre 1968 et 1975, supérieure à la moyenne française. Le 28 juin 1964 a lieu la concrétisation de la réconciliation franco-allemande par le jumelage avec Dudweiler, en Sarre.

### L’après charbon

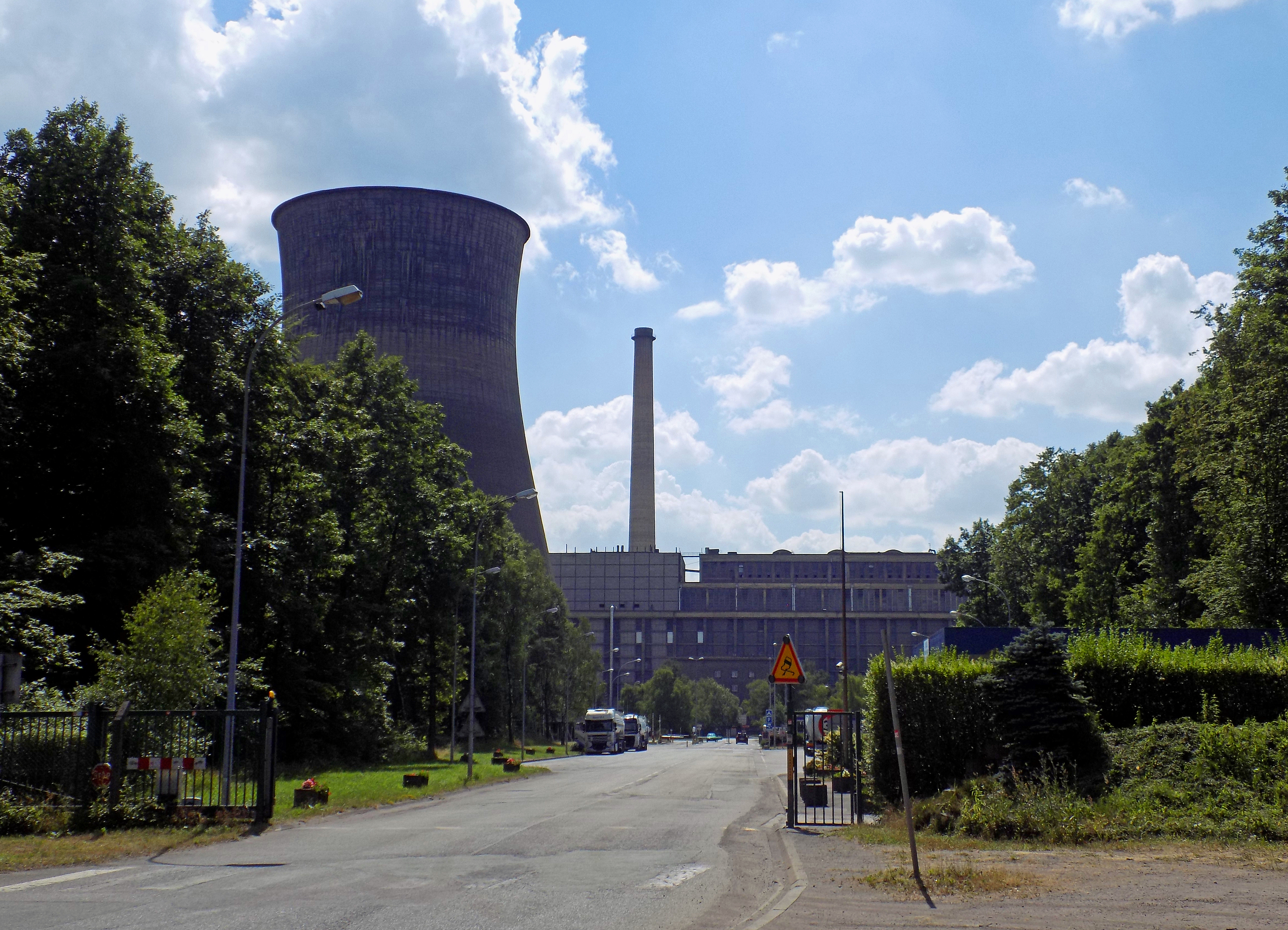
La centrale électrique Émile-Huchet.

Avec la fin du charbon en France, CdF, en faillite a dû céder la cokerie de L'Hôpital-Carling située en partie sur le ban de Saint-Avold, cokerie en instance de liquidation, avant sa fermeture définitive en 2009.
La cokerie de L'Hôpital-Carling employait alors près de 500 personnes, mais ne trouvant pas de repreneurs, la cokerie envisageait une fermeture définitive fin 2004, dans un contexte de mondialisation et de forte concurrence asiatique. Finalement, dans l’euphorie d’un marché immobilier dopé par des bulles spéculatives immobilières et banquières, le marché du coke, porté par celui de l’acier profite d’un retournement spectaculaire les premiers mois de 2003 à grâce au fait que la Chine manquait de coke en raison de sa sidérurgie en pleine croissance. Ceci a permis de repousser la fermeture et de négocier une vente avec divers acquéreurs possibles. L’usine avait été achetée le 1er avril 2004 par une firme allemande qui s’engageait à conserver l’intégralité de la propriété et de l’exploitation de la cokerie durant cinq ans au moins, et en reprenant (via une convention de mise à disposition) tout le personnel de l’usine. 421 emplois locaux ont ainsi pu être sauvés en 2004, néanmoins réduits à 257 en 2008. Le gain pour CdF avait été estimé à 49 M€ par la cour des comptes malgré une cession à l’euro symbolique, grâce à l’économie de frais de personnels et de coûts d’entretien du site pour CfF (d’environ 76 M€, toujours selon la cour des comptes). La production recule. Après d’importantes manifestations organisées par les salariés la cokerie est définitivement arrêtée en octobre 2009. Elle employait à sa fermeture 400 salariés et près de 700 sous-traitants. La déconstruction, commencée en mars 2012 durera jusqu’au début de l'année 2014, date à laquelle sera entreprise la dépollution du site.
La centrale électrique Émile-Huchet, située sur le ban de Saint-Avold et de Carling, mise en service en 1948, est restée depuis les années 1960 l'une des plus grosses centrales thermiques de France (1 873 MW avec trois tranches charbon de 115 MW (tranche 4), 330 MW (tranche 5) et 600 MW (tranche 6). Deux tranches (7 et 8) CCGT de 414 MW chacune, mises en service en mars 2010.
75 M€ ont été investis pour diminuer la pollution par le soufre et les oxydes d'azote des fumées (DeSOx-DeNOx) de la tranche 6.
En 2011 elle a produit 4 655 GWh, et c'est l'une des rares fonctionnant encore au charbon, mais elle vieillit et perd de sa rentabilité (notamment en raison des quotas d'émission de gaz à effet de serre). Le groupe allemand E.ON la rachète en 2009, Elle fonctionne avec plus de 350 personnes jusqu'en 2012 où 42 suppressions de postes sont annoncés et cent autres au moins avant fin 2015. Les tranches de production 4 et 5 (environ 150 postes) devraient fermer en 2015.

### Une ville face à son avenir
À l'orée du nouveau siècle, après la « fin du charbon », la carbochimie n'est pas morte. C’est l'industrie pétrochimique qui favorise un nouveau développement économique.
Avec 17 000 habitants, la ville connaît une croissance moyenne supérieure aux autres villes du bassin houiller. Après avoir misé sur les aspects quantitatifs et immédiats dans la stratégie du développement, il semble que l'on s’oriente dorénavant vers la diversification industrielle et les aspects qualitatifs. Les années 1990 voient la création d'un centre régional d'essais et d'applications en plasturgie inauguré le 29 juin 1990, agrandi devant son succès croissant en 1998 pour atteindre une superficie de 1 740 m2, avec plus de 1 200 m2 de locaux techniques et 540 m2 de surface pour les bureaux. Plus de cent-cinquante entreprises font appel à son service dans les domaines de la chimie lourde. Le site de Saint Avold abrite ainsi 31 industries classées risque Seveso haut[Quand ?]. Le 5 novembre 1994, l'Université Paul-Verlaine de Metz inaugure un IUT de chimie fine. En partenariat avec Sarrebruck est créé aussi, dans le cadre du SIVOM, l'Europort spécialisé dans la logistique et les transports, sur une surface totale de cent hectares.
Cette diversification industrielle ne va pas sans une certaine recherche de qualité de vie. La ville possède un potentiel forestier important. Sur la colline du Felsberg, la ville a aménagé à partir de 1983, dans le cadre d'un contrat ville-relais, un centre de rencontre international formé d'un ensemble de chambres, d'un restaurant associatif et d'un terrain de camping très fréquenté, notamment par les touristes néerlandais et allemands, tandis que la Fédération française de cyclotourisme y a établi une base VTT de randonnée ; cependant, la municipalité a annoncé la fermeture de toutes ces structures à partir du 8 septembre 2023, et un nouveau projet en partenariat avec un acteur privé à la clé.
Le massif boisé de la forêt de Saint-Avold permet l'aménagement d'un centre aéré dès 1965 et d'un centre équestre avec parcours de santé. La réhabilitation de l'étang d’Oderfang, disparu en 1957 à la suite du pompage de la nappe phréatique par la centrale de Carling, avait un temps été envisagée.
La ville développe aussi ses infrastructures culturelles. En janvier 1986, elle inaugure le Centre d'action culturelle, renommé depuis Centre culturel Pierre-Messmer. Elle offre par ce biais des spectacles diversifiés de bonne tenue. Un certain nombre d'artistes tels Jean-Marie Wallaster (1927-2000), Jean Schouler (1927-1984), Gabrielle Bouffay témoignent du renom culturel de Saint-Avold.
Celle-ci se tourne vers des défis du futur et se dote de structures industrielles capables de faire face à la mondialisation. Le 1er septembre 2004, Saint-Avold participe à la création de la communauté de communes du Pays naborien qui rassemble les dix communes de l'ex-SIVOM - Altviller, Carling, Diesen, Folschviller, Lachambre, L’Hôpital, Macheren, Porcelette, Saint-Avold et Valmont - d'une population totale de 43 076 habitants. Lui succède en 2017 la communauté d'agglomération Saint-Avold Synergie par fusion avec l'ancienne communauté de communes du Centre mosellan. La création de cet établissement public intercommunal situé au cœur d'un espace transfrontalier de plus d'un million d'habitants offre de réelles perspectives d'avenir. Relever le défi du développement économique est un des axes prioritaires de ce territoire d'une superficie de 10 880 hectares. Plus d'une centaine d’entreprises se répartissent sur plusieurs zones d'activité gérées et valorisées par la Communauté de communes, dont la zone Europort de Saint-Avold, la zone Actival de Valmont, la zone Furst à Folschviller et la zone du Grunhof de Porcelette[réf. nécessaire].
Son agglomération s'étend d'ailleurs de part et d'autre de la frontière. L'aire urbaine compte 37 041 habitants pour sa partie française. Saint-Avold est la septième commune la plus peuplée du département de la Moselle après Metz, Thionville, Forbach, Montigny-lès-Metz, Sarreguemines et Yutz mais devant Hayange.
D'après le dernier recensement (2014), la ville compte 15 875 habitants.

## Politique et administration
En 1964, la petite commune de Dourd'Hal est rattachée à Saint-Avold

### Rattachements administratifs et électoraux
Rattachements administratifs
La commune se trouve dans l'arrondissement de Forbach-Boulay-Moselle du département de la Moselle.
Elle était de 1793 à 1870 et de 1918 à 1984 le chef-lieu du canton de Saint-Avold, année où celui-ci est scindé pour créer les cantons de Saint-Avold-1 et de Saint-Avold-2. Dans le cadre du redécoupage cantonal de 2014 en France, cette circonscription administrative territoriale a disparu, et le canton n'est plus qu'une circonscription électorale.
Saint-Avold relève du tribunal d'instance de Saint-Avold, du tribunal de grande instance de Sarreguemines, de la cour d'appel de Metz, du tribunal pour enfants de Sarreguemines, du conseil de prud'hommes de Forbach, du tribunal de commerce de Sarreguemines, du tribunal administratif de Strasbourg et de la cour administrative d'appel de Nancy.
Rattachements électoraux
Pour les élections départementales, la commune fait partie depuis 2014 du canton de Saint-Avold
Pour l'élection des députés, elle fait partie de la septième circonscription de la Moselle.

### Intercommunalité
La ville était le siège de la communauté de communes du Pays naborien, un établissement public de coopération intercommunale (EPCI) à fiscalité propre créé en 2004.
Dans le cadre de l'approfondissement de la coopération intercommunale prévu par la loi portant nouvelle organisation territoriale de la République (Loi NOTRe) du 7 août 2015, cette intercommunalité a fusionné avec la communauté de communes du Centre mosellan pour former, le 1er janvier 2017, la communauté d'agglomération Saint-Avold Synergie, dont Saint-Avold est désormais le siège.

### Tendances politiques et résultats
Saint-Avold et le bassin de vie de Moselle-est sont en grande partie gouvernés par des élus issus de partis de la droite et du centre.
Le maire de la ville, André Wojciechowski (MRSL) a donné son parrainage à François Fillon pour la Présidentielle de 2017.
Le 2d tour de la présidentielle 2017 donne les résultats suivants à Saint-Avold : Emmanuel Macron (En Marche!) est en tête du scrutin, crédité de 55,08% des suffrages. À la deuxième place Marine Le Pen (Front national) obtient quant à elle 44,92% des voix. Sur l'ensemble des votants, 5,92% ont voté blanc et 1,82% ont voté nul.
Lors du second tour des élections municipales de 2020 en Moselle, la liste menée par le maire sortant André Wojciechowski (UDI), qui avait été en tête au premier tour, est battue par celle menée par son ex-maire-adjoint René Steiner, avec 41, 86 % des suffrages exprimés (2 304 voix) pour la première contre 58,13 % (3 199 voix pour la seconde, le scrutin ayant été marqué par 52,88 % d'abstention.

### Administration municipale
Le nombre d'habitants au dernier recensement étant compris entre 10 000 et 19 999, le nombre de membres du conseil municipal est de 33.

### Liste des maires
| Période                                  | Période                      | Identité                      | Étiquette                         | Qualité |
| ---------------------------------------- | ---------------------------- | ----------------------------- | --------------------------------- | --- |
| Les données manquantes sont à compléter. |                              |                               |                                   | |
| 8 octobre 1623                           | 1635                         | Pierre de Croonders           | Duché de Lorraine                 | receveur-gruyer |
| 24 janvier 1790                          |                              | Jean Nicolas Spinga           | …                                 | notaire |
| 27 novembre 1793                         |                              | Claude Harouard d'Avrainville | …                                 | capitaine au régiment de Forez |
| Ventose, An III (février/mars 1795)      |                              | Jean André                    | …                                 | marchand de drap en détail, ancien délégué du Tiers État de Saint-Avold, pour l'élection des députés, en mars 1789. |
| An IX, An X                              |                              | Delesse                       | …                                 | marchand |
| ?                                        | 31 décembre 1812             | Jean André                    | …                                 | marchand de drap en détail |
| 31 décembre 1812                         | ?                            | Georges Kister                | …                                 | général retraité |
| ?                                        | 1817                         | Jean André                    | …                                 | marchand de drap en détail |
| 1817                                     | 1824                         | Georges Kister                | …                                 | général retraité |
| 1843                                     | 1848                         | Nicolas Altmayer              | …                                 | Agriculteur (propriétaire) et conseiller d'arrondissement |
| Second Empire                            |                              | Spinga                        | …                                 | notaire |
| 26 septembre 1894                        | 23 juin 1908 (démission)     | Robert Hein                   | …                                 | … |
| 10 septembre 1908                        | 2 décembre 1918              | Joseph Koestel                | …                                 | Secrétaire d’État |
| 3 décembre 1918                          | 1934                         | Théodore Paqué                | URD                               | Propriétaire et commerçant en vins Député de la Moselle (1924 → 1928) Conseiller général du canton de Saint-Avold (1919 → 1937) |
| 1934                                     | 1950                         | Barthélémy Crusem             | …                                 | … |
| 1951                                     | 1959                         | Jean Robert                   | DVD                               | Artiste-peintre Conseiller général du canton de Saint-Avold (1949 → 1961) |
| mars 1959                                | mars 1977                    | Denis Klein                   | UDR                               | Médecin Conseiller général du canton de Saint-Avold (1964 → 1976) |
| mars 1977                                | mars 2001                    | François Harter               | SE                                | Directeur d'école |
| mars 2001                                | juillet 2020                 | André Wojciechowski           | UMP-PR puis UDI puis MRSL puis LR | Fonctionnaire de La Poste Député de la 7e circonscription de la Moselle (2007 → 2012) Conseiller général du canton de Saint-Avold-2 (1998 → 2007) Conseiller départemental du canton de Saint-Avold (depuis 2015) Président de la CC du Pays naborien (2004 → 2016) Président de la CA Saint-Avold Synergie (2017 → 2020) |
| juillet 2020                             | En cours (au 4 juillet 2020) | René Steiner                  | DVC                               | Retraité des Houillères du Bassin de Lorraine |

### Budget et fiscalité 2016
En 2016, le budget de la commune était constitué ainsi :
- total des produits de fonctionnement : 26 309 000 €, soit 1 582 € par habitant ;
- total des charges de fonctionnement : 25 845 000 €, soit 1 555 € par habitant ;
- total des ressources d’investissement : 5 624 000 €, soit 338 € par habitant ;
- total des emplois d’investissement : 5 370 000 €, soit 323 € par habitant.
- endettement : 18 149 000 €, soit 1 092 € par habitant.

Avec les taux de fiscalité suivants :
- taxe d’habitation : 25,59 % ;
- taxe foncière sur les propriétés bâties : 6,68 % ;
- taxe foncière sur les propriétés non bâties : 81,26 % ;
- taxe additionnelle à la taxe foncière sur les propriétés non bâties : 0,00 % ;
- cotisation foncière des entreprises : 19,88 %.

Chiffres clés Revenus et pauvreté des ménages en 2014 : Médiane en 2014 du revenu disponible, par unité de consommation : 18 841 €.

### Affaires locales
En 2021, René Steiner dépose plusieurs plaintes à l'encontre d'André Wojciechowski qui portent sur des prises illégales d'intérêt, détournement de fonds publics, abus de confiance et délit de favoritisme. Il lui reproche notamment d'avoir truqué l'appel d'offre concernant la réhabilitation de la place du marché pour favoriser une entreprise, et les15 000 € de cadeaux (comprenant 500 bouquets de fleurs, 33 bons d'achats dans des commerces de la ville et 70 paniers garnis) offerts aux habitants juste avant les élections municipales de 2020.
En mars 2023, un article de presse indépendante publie des documents accusant René Steiner d'avoir dissimulé un rapport dont il aurait lui même confié la rédaction à un agent de surveillance de la voie publique. Ce dernier aurait eu pour mission d'enquêter sur un potentiel abus de confiance et détournement de fonds publics au sein du parc automobile de la commune durant les mandats du précédent maire André Wojciechowski. Ce rapport aurait révélé un usage abusif de fonds et de moyens publics pour un montant de 356 000 € à partir de 2015. Or, l'article souligne qu'à l'époque, René Steiner était adjoint aux finances d'André Wojciechowski et donc potentiellement responsable.

### Distinctions et labels
La commune a reçu le label « Ville Internet @@ » en 2008 et @@@ en 2010.

### Jumelages
Au 18 mars 2012, Saint-Avold est jumelée avec :
- Dudweiler (Allemagne) depuis 1980 ;
- Fayetteville (Caroline du Nord) (États-Unis) depuis 1994.

Le rond-point de l’Europe qui permet l’accès au centre-ville, rappelle le jumelage franco-allemand grâce à un imposant monument représentant une poignée de mains.

## Équipements et services publics

### Enseignement
Saint-Avold est située dans l’académie de Nancy-Metz.

#### Établissements scolaires
La ville administre neuf écoles maternelles : Boulevard de Lorraine / Quartier Crusem / Quartier Emile Huchet / Quartier Jeanne D'Arc / Quartier Wenheck 1 et 2 / Quartier Dourd'Hal / Maternelle Ronde / Quartier Carrière. Ainsi que sept écoles primaires : Quartier Crusem / Pierre Frisch / Quartier Carrière / Quartier Emile Huchet / Quartier Jeanne D'Arc / Quartier Wenheck / Quartier Dourd'Hal.
Le département de la Moselle y gère deux collèges : le collège La Fontaine et le collège de La Carrière ; le Grand Est deux lycées : le lycée J.-V.-Poncelet, le lycée Charles-Jully.
Saint-Avold dispose d'un établissement privé, le groupe scolaire Sainte-Chrétienne.

#### Vie universitaire
La ville possède un IUT de chimie faisant partie de l'université Paul-Verlaine de Metz, ainsi qu'une résidence de 63 chambres et le restaurant universitaire Robert-Schuman.

### Santé
La ville est dotée de deux centres hospitaliers (Hospitalor et Centre Hospitalier Lemire) ainsi que d'une clinique (Saint-Nabor, qui a été entièrement reconstruite -entre 2014 et 2016-, maintenant située rue des Généraux Altmayer), deux maisons de retraite (Ehpad Villa d'Avril, maison de retraite Lemire) et de trois laboratoires. De nombreux professionnels de la santé exercent sur la commune.

## Population et société

### Langues
Plusieurs langues sont utilisées sur le territoire de la ville de Saint-Avold. Les principales sont :
- le français (langue officielle de la République) ;
- l’allemand (ou « Hochdeutsch »). Son usage reste exceptionnel dans la commune (publications, cultes et chants) ;
- le dialecte francique rhénan de Lorraine (ou « Rheinfränkisch ») qui fait partie du groupe des langues germaniques du moyen-allemand occidental (ou « Westmitteldeutsch »). L’usage du dialecte (ou « Platt ») est en long déclin à Saint-Avold et alentours.

En 1790, le bilinguisme administratif est appliqué à Saint-Avold et l’usage du « Platt » est constant.
En 1794, une loi (reprise plus tard par Napoléon Bonaparte) interdit tout acte officiel en une langue autre que le français. Néanmoins les archives naboriennes montrent certains écarts avec ce principe.
1850 : le français gagne du terrain mais le catéchisme et les cultes se font en allemand. La population cultivée lit invariablement des publications en français et en allemand. Le dialecte est la langue du quotidien.
1870 : à la suite de l’occupation allemande et de l’exode de citoyens de la ville, la culture allemande commence à s’introduire peu à peu, des colons Allemands commencent à s’installer dans la ville de Saint-Avold qui s’industrialise.
1872 : l’école devient tout à fait allemande. Le « Platt » reste la langue du quotidien.
1902 : le naborien Hans Koch (écrivain) (1881-1952) fonde avec Otto Flake, René Schickele et Ernst Stadler le mouvement littéraire expressionniste de langue allemande et les revues « Der Stürmer » et « Der Merker ».
1918 : le français s’impose au retour de la Lorraine à la France. L’enseignement se met en place progressivement en français. Plusieurs familles de langue allemande quittent la cité (la famille d'Adrienne Thomas quittera Saint-Avold dès 1916).
1926 : les écoliers naboriens suivent encore quelques heures d’enseignement d’allemand par semaine. Le catéchisme et les cultes se font souvent en allemand. Le président Raymond Poincaré prônera un bilinguisme français/dialecte ce qui entraînera une réaction hostile des députés et des évêques. La situation restera inchangée jusqu’au début de la Seconde Guerre mondiale.
1930 : la naborienne exilée Adrienne Thomas publie l'un des premiers romans anti-guerre de l'époque, Die Katrin wird Soldat (traduit et publié en français en 1932 : Catherine soldat). Sous le nazisme, l'ouvrage sera interdit et brûlé.
1940 : la Moselle est annexée au Troisième Reich. Les cours doivent se faire en allemand (« Hochdeutsch ») uniquement. Des enseignants de langue maternelle allemande sont mis en place dans les différentes écoles. Le français est interdit et son usage est verbalisé. Les actes se font désormais uniquement en allemand. Le dialecte (« Platt ») continue d’être utilisé par la population.
Après 1945 : on assiste à une francisation forcée. La loi de 1926 sur l’enseignement de l’allemand à l’école restera provisoirement suspendue jusqu’en 1972, date à laquelle l’enseignement de l’allemand réapparaîtra timidement au primaire (méthode Holderith). Le dialecte (« Platt ») connaît un long déclin et ne survit que dans les échanges quotidiens de la population âgée et dans certaines manifestations populaires (théâtre, chants et poésies). En 1967, l'allemand a été aboli finalement en tant que langue régulière lors du service religieux à Saint-Avold. Même dans les années 1950, les services allemands ont été davantage visités que les français.
1986 : l'option « Langues et cultures régionales » au baccalauréat devient « Langue et culture des pays mosellans ».
2004 : Albert Hudlett linguiste de la Faculté de Mulhouse et une quarantaine d'usagers du dialecte se réunissent à Saint-Avold afin de rédiger une charte sur l'harmonisation des graphies des différentes variances du « Platt ».
2012 : lors des « Estivales du kiosque » de Saint-Avold, le groupe de Spicheren Die Platt Spieler ont repris des tubes de rock des années 1960 à 80 adaptés très librement en Platt.
2013 : pour la première fois le club « Théâtre en Platt » de la Concordia se produit au centre culturel de Saint-Avold le 14 février.
L'office de tourisme de Saint-Avold propose différents objets avec une inscription typiquement « Platt » correspondante.

### Démographie

#### Évolution démographique
L'évolution du nombre d'habitants est connue à travers les recensements de la population effectués dans la commune depuis 1793. Pour les communes de plus de 10 000 habitants les recensements ont lieu chaque année à la suite d'une enquête par sondage auprès d'un échantillon d'adresses représentant 8 % de leurs logements, contrairement aux autres communes qui ont un recensement réel tous les cinq ans,.

En 2022, la commune comptait 14 828 habitants, en évolution de −4 % par rapport à 2016 (Moselle : +0,52 %, France hors Mayotte : +2,11 %).
| 1793  | 1800  | 1806  | 1821  | 1836  | 1841  | 1861  | 1866  | 1871  |
| ----- | ----- | ----- | ----- | ----- | ----- | ----- | ----- | ----- |
| 2 900 | 3 345 | 2 726 | 2 972 | 3 365 | 3 146 | 3 288 | 2 925 | 2 843 |

| 1875  | 1880  | 1885  | 1890  | 1895  | 1900  | 1905  | 1910  | 1921  |
| ----- | ----- | ----- | ----- | ----- | ----- | ----- | ----- | ----- |
| 2 715 | 3 087 | 2 943 | 3 374 | 3 931 | 5 648 | 5 978 | 3 888 | 4 181 |

| 1926  | 1931  | 1936  | 1946  | 1954   | 1962   | 1968   | 1975   | 1982   |
| ----- | ----- | ----- | ----- | ------ | ------ | ------ | ------ | ------ |
| 5 412 | 8 271 | 8 893 | 7 054 | 11 244 | 15 247 | 16 280 | 17 955 | 16 485 |

| 1990   | 1999   | 2006   | 2011   | 2016   | 2021   | 2022   | - | - |
| ------ | ------ | ------ | ------ | ------ | ------ | ------ | - | - |
| 16 533 | 16 922 | 16 915 | 16 278 | 15 446 | 15 045 | 14 828 | - | - |

#### Pyramide des âges
En 2018, le taux de personnes d'un âge inférieur à 30 ans s'élève à 31,9 %, soit en dessous de la moyenne départementale (33,6 %). À l'inverse, le taux de personnes d'âge supérieur à 60 ans est de 29,8 % la même année, alors qu'il est de 26,2 % au niveau départemental.
En 2018, la commune comptait 7 284 hommes pour 8 149 femmes, soit un taux de 52,8 % de femmes, légèrement supérieur au taux départemental (51,08 %).
Les pyramides des âges de la commune et du département s'établissent comme suit.
| Hommes | Classe d’âge | Femmes |
| ------ | ------------ | ------ |
| 0,5    | 90 ou +      | 2,1    |
| 6,9    | 75-89 ans    | 10,3   |
| 20,0   | 60-74 ans    | 19,6   |
| 21,8   | 45-59 ans    | 22,0   |
| 17,2   | 30-44 ans    | 15,5   |
| 17,5   | 15-29 ans    | 16,6   |
| 16,1   | 0-14 ans     | 13,9   |

| Hommes | Classe d’âge | Femmes |
| ------ | ------------ | ------ |
| 0,6    | 90 ou +      | 1,5    |
| 6,8    | 75-89 ans    | 9,5    |
| 17,2   | 60-74 ans    | 18,4   |
| 20,9   | 45-59 ans    | 20,5   |
| 19,5   | 30-44 ans    | 18,6   |
| 17,7   | 15-29 ans    | 15,7   |
| 17,4   | 0-14 ans     | 15,8   |

### Archives

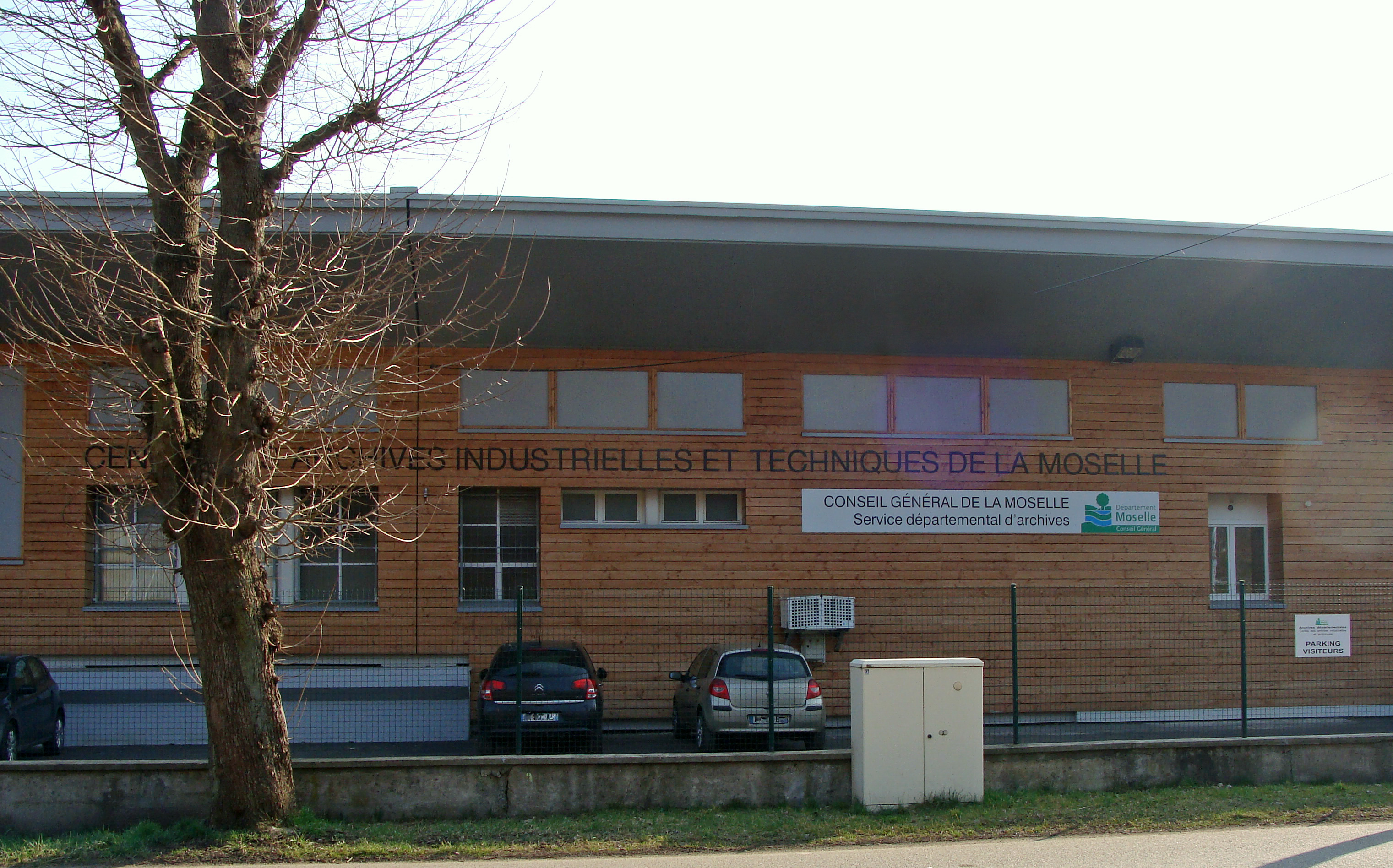
Le centre des archives industrielles et techniques de la Moselle (CAITM).

La ville de Saint-Avold offre aux usagers deux accès à des archives.
- Les archives municipales, rue du Merle, dans les anciens locaux construits en 1948 proches de la cité Jeanne d'Arc et du puits de Sainte-Fontaine et qui étaient à l'origine un magasin de matériel minier pour les Houillères du Bassin de Lorraine (HBL). Les archives municipales sont voisines et occupent les mêmes bâtiments que le centre des archives industrielles et techniques de la Moselle.
- Le centre des archives industrielles et techniques de la Moselle (CAITM), rue du Merle. C'est un service du conseil général de la Moselle.

### Manifestations culturelles et festivités
Chaque année à Saint-Avold sur le champ de foire de l'Agora a lieu le salon du 2 roues organisé par l'association Cow Riders. Durant 2 jours et sur 5 000 m² d’exposition, le Salon réunit tous les acteurs du monde de la moto, du scooter et du quad : constructeurs, équipementiers, distributeurs, accessoiristes, voyagistes…
Les Jardins d'Henriette se déroulent le dernier week-end du mois d'août sur les parkings de l'Hôtel de Ville et du pensionnat, ainsi que dans le hall et la cour de l'Hôtel de Ville. C'est une fête sur le thème des plantes, de la nature, et de l'environnement avec de l'artisanat et des produits du terroir. Le nom est en rapport avec la duchesse Henriette de Lorraine.

### Sports
La ville possède des clubs de sport très variés et de nombreuses infrastructures sportives :
- six stades, où les sports comme le football, le rugby et l'athlétisme sont pratiqués.
- un stade nautique (natation, plongée, water-polo)
- huit gymnases (tennis de table, arts martiaux, gymnastique rythmique, handball, basket, volley, escrime)
- une piste bicross et un skate-park.
- quatre courts de tennis
- cinq boulodromes
- six city-stades installés dans les différents quartiers de la ville (sport de balle)
- un centre équestre (Oderfang)

### Culture
- Maison des jeunes et de la culture de Saint-Avold (MJC), affiliée à la FFMJC (Fédération Française des Maisons des Jeunes et de la Culture créée en 1948), elle est située 1 rue de la Chapelle à Saint-Avold et présente des activités réparties sur deux espaces (espace Chapelle et espace Clemenceau). Elle est dirigée par un Bureau élu au sein du conseil d'administration. Les adhérents composant le conseil d'administration sont renouvelés par tiers lors d'une Assemblée Générale annuelle. La MJC propose différentes activités destinées à un large public : secteur loisirs jeunesse (mercredis éducatifs et centres de vacances), activités pour enfants, activités pour adolescents, activités pour adultes et seniors, clubs[81]…
- Centre culturel Pierre Messmer, situé 1 rue de la Chapelle à Saint-Avold. Il est géré directement par la ville de Saint-Avold. Il comporte une salle de spectacles, une médiathèque municipale, un cinéma d'art et d'essai (salle de cinéma François Truffaut).
- Salle des congrès, située rue de la Piscine à Saint-Avold. Elle accueille des manifestations diverses.
- Galerie municipale de l'Hôtel de Ville. Accueille des manifestations et expositions temporaires diverses.
- L'Agora, présente deux salles (2700 et 300 m2) accueillant des expositions et des manifestations diverses.
- Lieux d'exposition privés (Chapelle des comtes de Créhange, etc.).

### Médias

#### Presse
- Le Républicain lorrain, antenne locale
- Initiatives plus, magazine municipal

#### Radio
- Radio Saint Nabor sur la fréquence 103,2 MHz. Elle émet depuis 1995. Son président est Roland Berrar.

## Économie

### Revenus de la population et fiscalité
En 2010, le revenu fiscal médian par ménage était de 24 125 €, ce qui plaçait Saint-Avold au 24 679e rang parmi les 31 525 communes de plus de 39 ménages en métropole.

### Emploi
En 2009, la population âgée de 15  à   64 ans s'élevait à 10 604 personnes, parmi lesquelles on comptait 66,3 % d'actifs dont 55,8 % ayant un emploi et 10,5 % de chômeurs.
On comptait 11 632 emplois dans la zone d'emploi, contre 10 566 en 1999. Le nombre d'actifs ayant un emploi résidant dans la zone d'emploi étant de 5 964, l'indicateur de concentration d'emploi est de 195,0 %, ce qui signifie que la zone d'emploi offre deux emplois pour un habitant actif.

### Entreprises et commerces
Au 31 décembre 2010, Saint-Avold comptait 1 415 établissements : 12 dans l’agriculture-sylviculture-pêche, 82 dans l'industrie, 102 dans la construction, 943 dans le commerce-transports-services divers et 276 étaient relatifs au secteur administratif.
En 2011, 129 entreprises ont été créées à Saint-Avold, dont 60 par des autoentrepreneurs.
Une boutique en ligne spécialisée dans les accessoires canins est originaire de Saint-Avold.
Des établissements de métallurgie et de chimie sont installés à Saint-Avold (Plate-forme pétrochimique de Carling),,.

## Culture locale et patrimoine

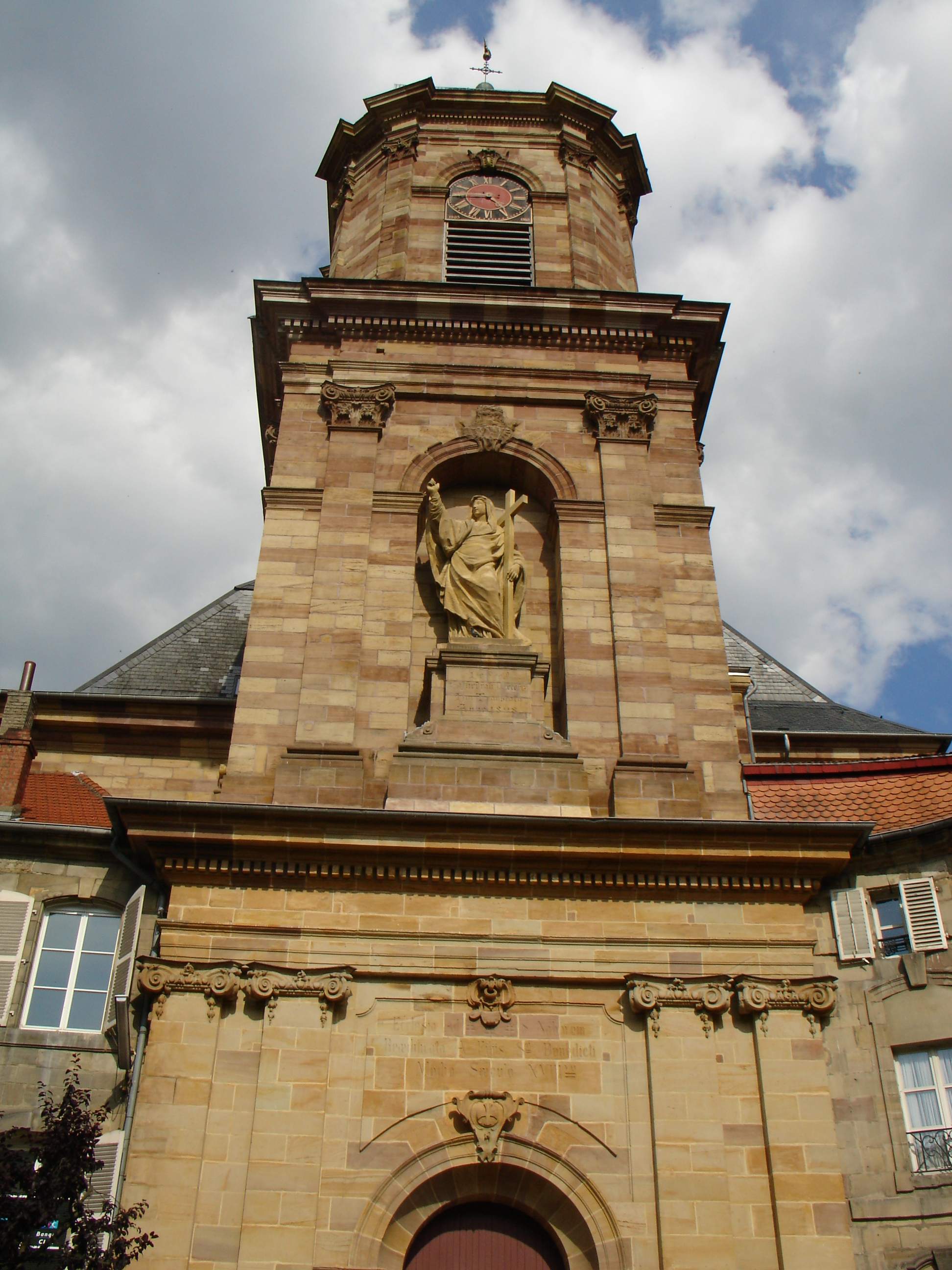
Façade de l'église abbatiale Saint-Nabor avec la statue du portail de Blondel représentant la Foi.

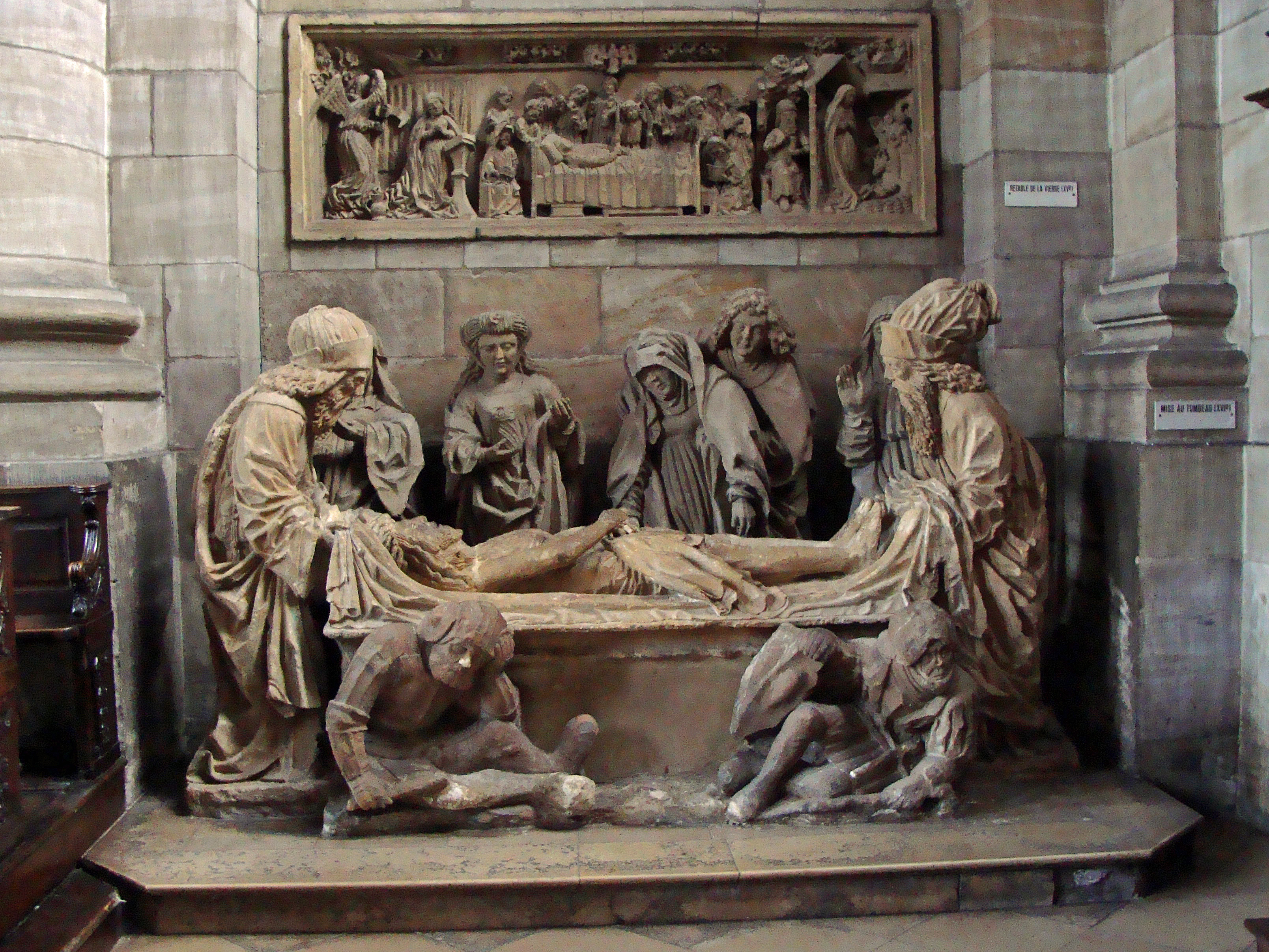
Mise au tombeau de 1510, abbatiale Saint-Nabor de Saint-Avold.

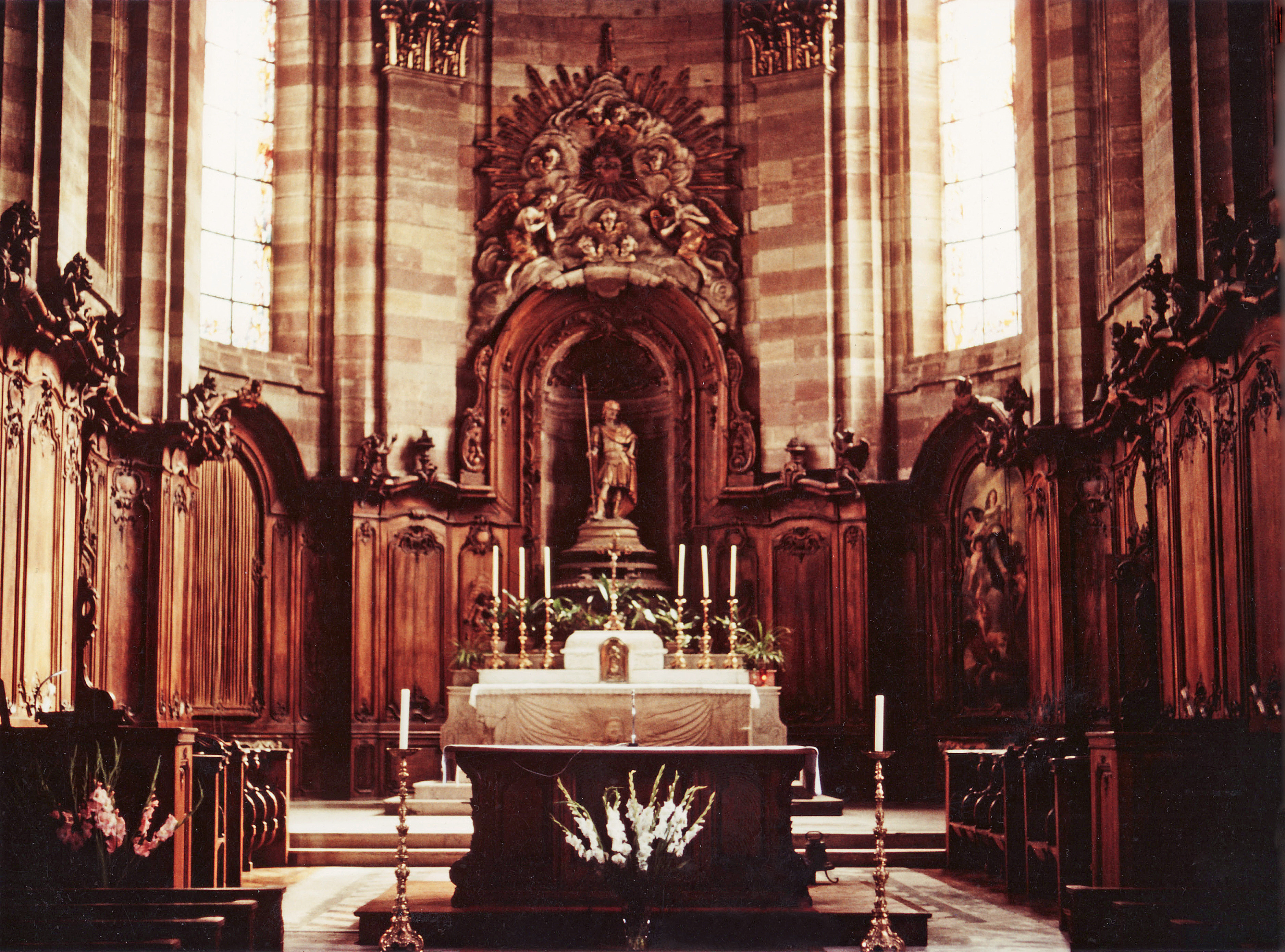
Le chœur de l'abbatiale Saint-Nabor en 1981.

### Lieux et monuments

#### Monuments historiques
L'inventaire général du patrimoine culturel de la France recense 44 bâtiments à Saint-Avold dont neuf à l'inventaire des monuments historiques :
- chapelle de la Sainte-Trinité (construite de 1699 à 1714 aux frais des époux Hermann Richard, anciens meuniers à Oderfang ; bénite 1714), « inscrite » depuis le 29 septembre 1997[88] ; les boiseries datent du XVIIIe ; la façade percée de deux hagioscopes permettant de voir l'autel, comporte une statue de l'archange Saint Michel placée dans une niche, au-dessus de l'entrée ;
- hôtel, « inscrit » depuis le 10 juin 1937[89] ;
- chapelle Sainte-Croix ou Belle-Croix, « inscrite » depuis le 31 décembre 1980[90] ; évoquée déjà au (XIVe siècle), elle est citée pour la première fois en 1583 ; son architecture dénote une construction du (XIIIe siècle)[91] ; statues de Melling (Saint Jean et la Vierge) ; chemin de croix de 1663 ; les deux fêtes principales du lieu étaient l'Invention et l'Exaltation de la Sainte Croix ;
- chapelle des Comtes de Créhange 45 Rue du Général Hirschauer (sans doute construite après 1574 pour Pierre Ernest de Créhange et son épouse Marie de Mansfeld. Transformée en remise au XIXe siècle quand la demeure des comtes de Créhange devint l'hôtel de Paris), « classée » depuis le 16 septembre 1985[92] ; la clef de voûte de cet édifice gothique porte les armes des Comtes de Créhange. Elle était construite près de leur hôtel particulier (disparu) ;
- fontaine devant l'immeuble, « inscrite » depuis le 10 juin 1937[93] ;
- immeuble, « inscrit » depuis le 10 juin 1937[94] ;
- ancienne mine de plomb du Bleiberg, « inscrite » depuis le 3 mars 1993[95] ;
- carreau de Sainte-Fontaine, « inscrit » depuis le 22 octobre 1992[96] ;
- église Saint-Nabor, « classée » depuis le 10 septembre 1923[97]. Cette prestigieuse abbaye fondée au VIe siècle a été reconstruite au XVIIe siècle et au XVIIIe siècle; grandes orgues restaurées ; sur la façade de l'église abbatiale, statue représentant la Religion ou la Foi du sculpteur Pierre-François Le Roy (1739-1812) provenant du portail de Blondel de la cathédrale Saint-Étienne de Metz ;

#### Autres lieux, monuments civils ou militaires
- Vestiges gallo-romains : statue de Diane[98] découverte au XIXe siècle dans les murs en démolition d'une maison située rue Poincaré en provenance d'un ancien temple romain disparu situé à l'emplacement de l'oratoire de Bonne Fontaine à Moulin-Neuf (commune de Macheren), ruines d'un camp romain.
- Château dit d'Henriette de Lorraine, construit début XVIIIe siècle, sans doute pour les comtes de Hennin. Acquis début XIXe siècle par le général baron Kister, maire de Saint-Avold de 1817 à 1824. Vendu en 1873 au département. Transformé en établissement d'enseignement. Hôtel-de-ville depuis 1965. Il comportait au rez-de-chaussée une ancienne chapelle.
- Caserne Ardant du Picq, ou Infanterie-Kaserne (1896), bel exemple de l'architecture militaire du XIXe siècle.
- La Maison des Aviculteurs, ancien grenier à grains militaire du XIXe siècle, rue de Porcelette.
- Cimetière américain, le plus important d’Europe de la Seconde Guerre mondiale, qui compte 10 489 tombes ; chapelle-mémorial et belvédère.
- Les fontaines anciennes parsemant le centre-ville[99].
- L’esprit de la matière no 1, sculpture de Shelomo Selinger.
- Chêne des Sorcières : arbre de 850 ans, lié à certaines légendes et classé par l'association Arbres remarquables de France.
- Arboretum de la forêt d'Oderfang.
- Ouvrages de la Ligne Maginot.

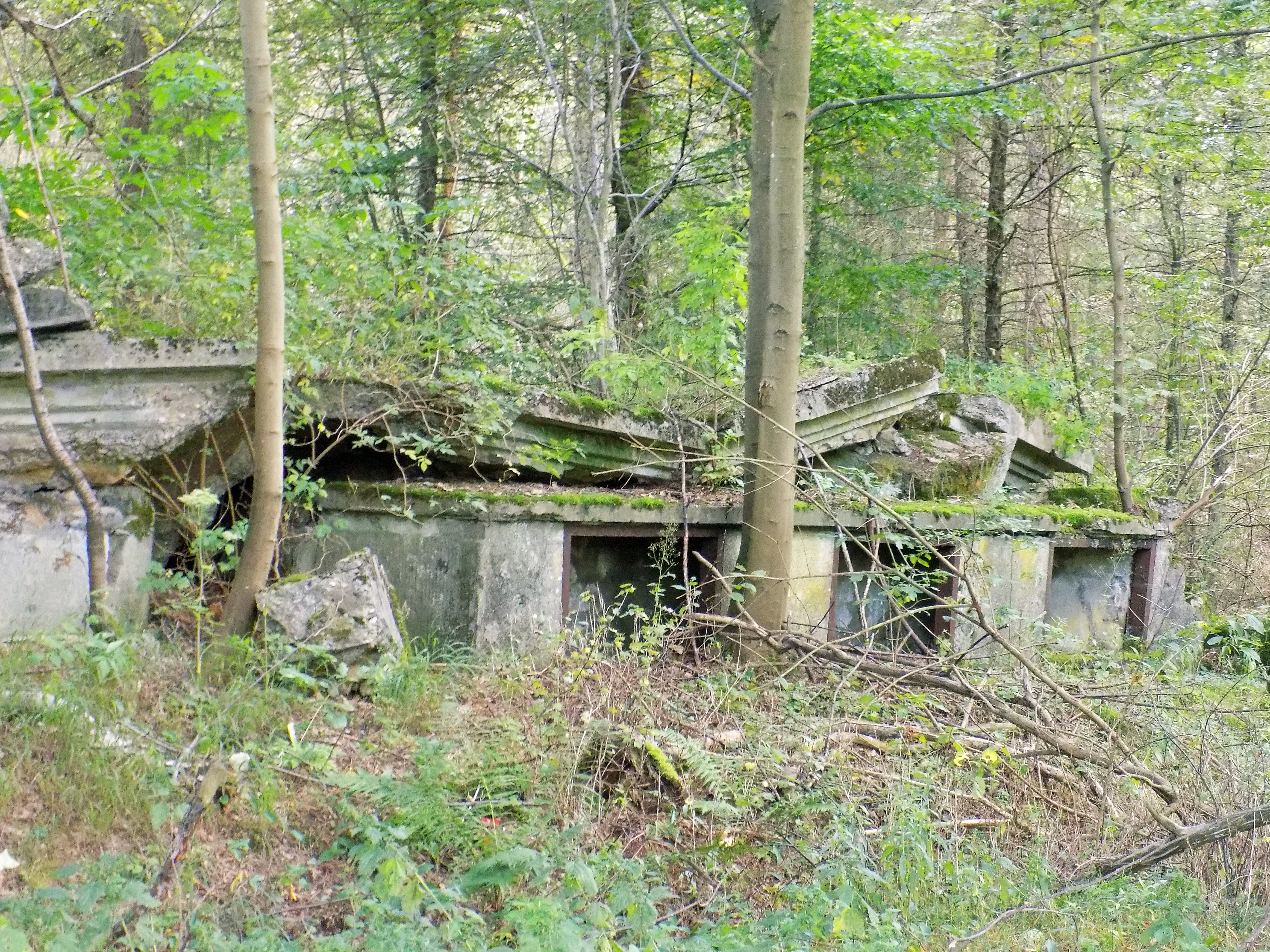
Ouvrage de la Ligne Maginot situé près de la D72.
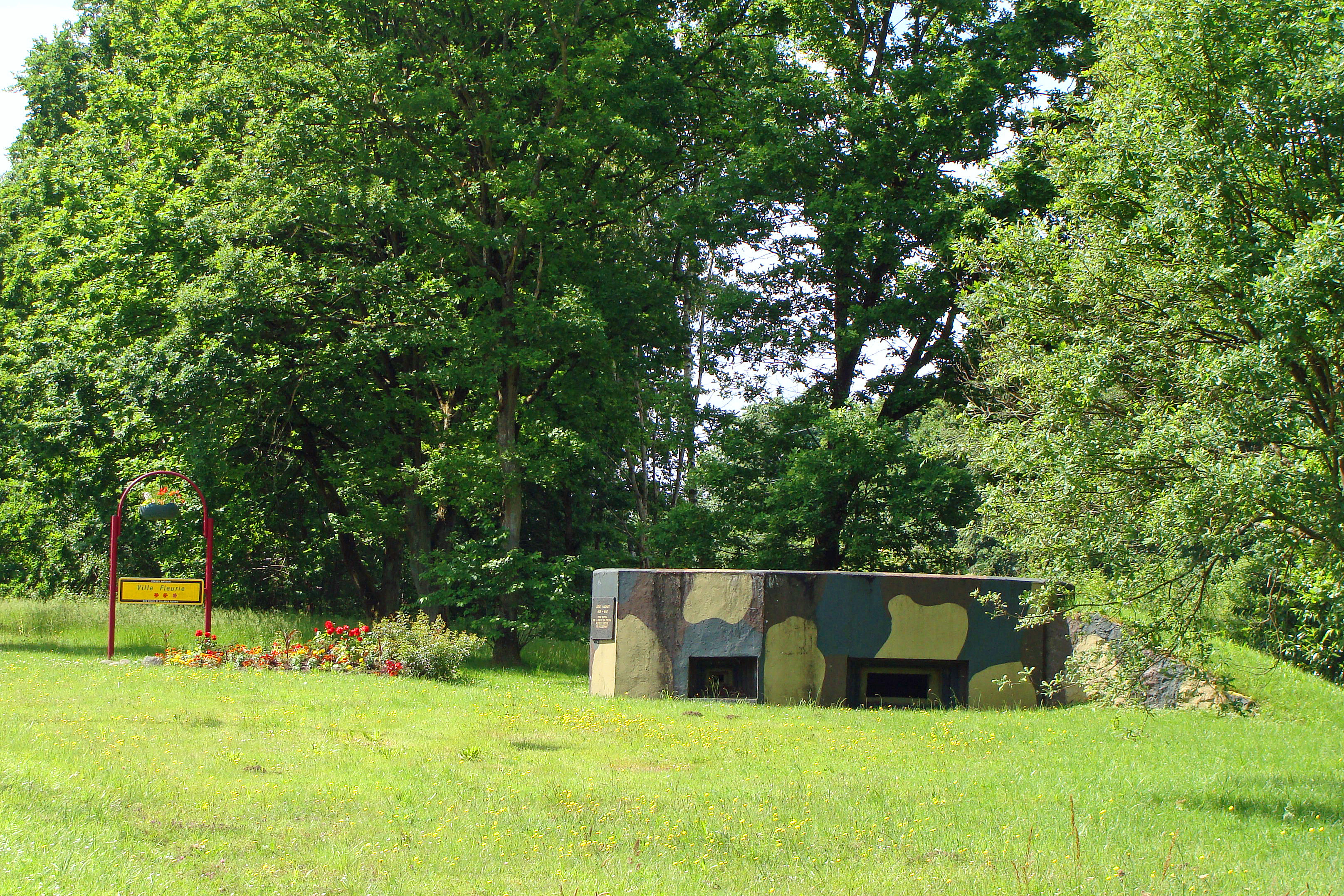
Ouvrage de la Ligne Maginot situé près de la D633.
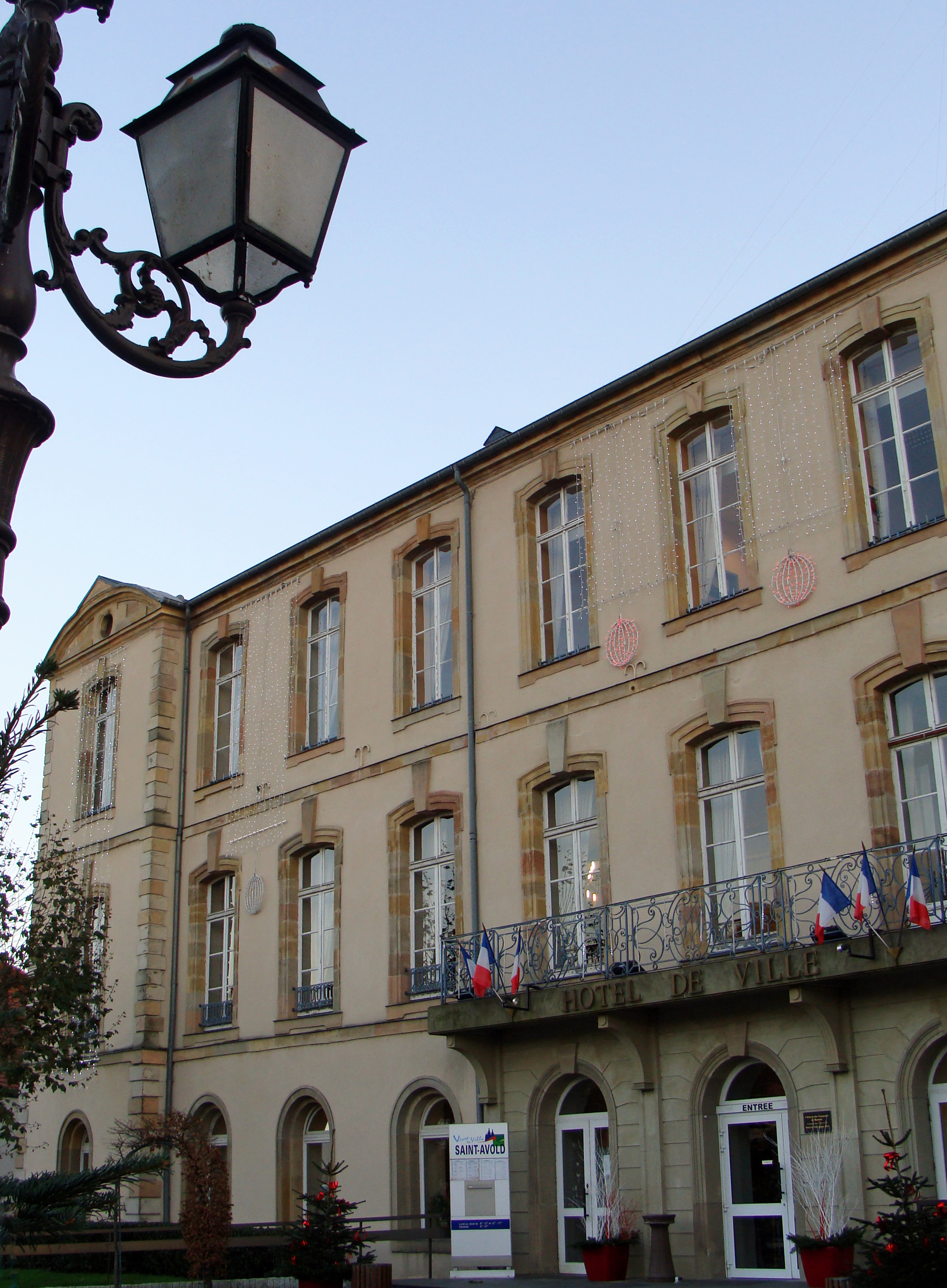
Château d'Henriette de Lorraine (actuel Hôtel-de-Ville).
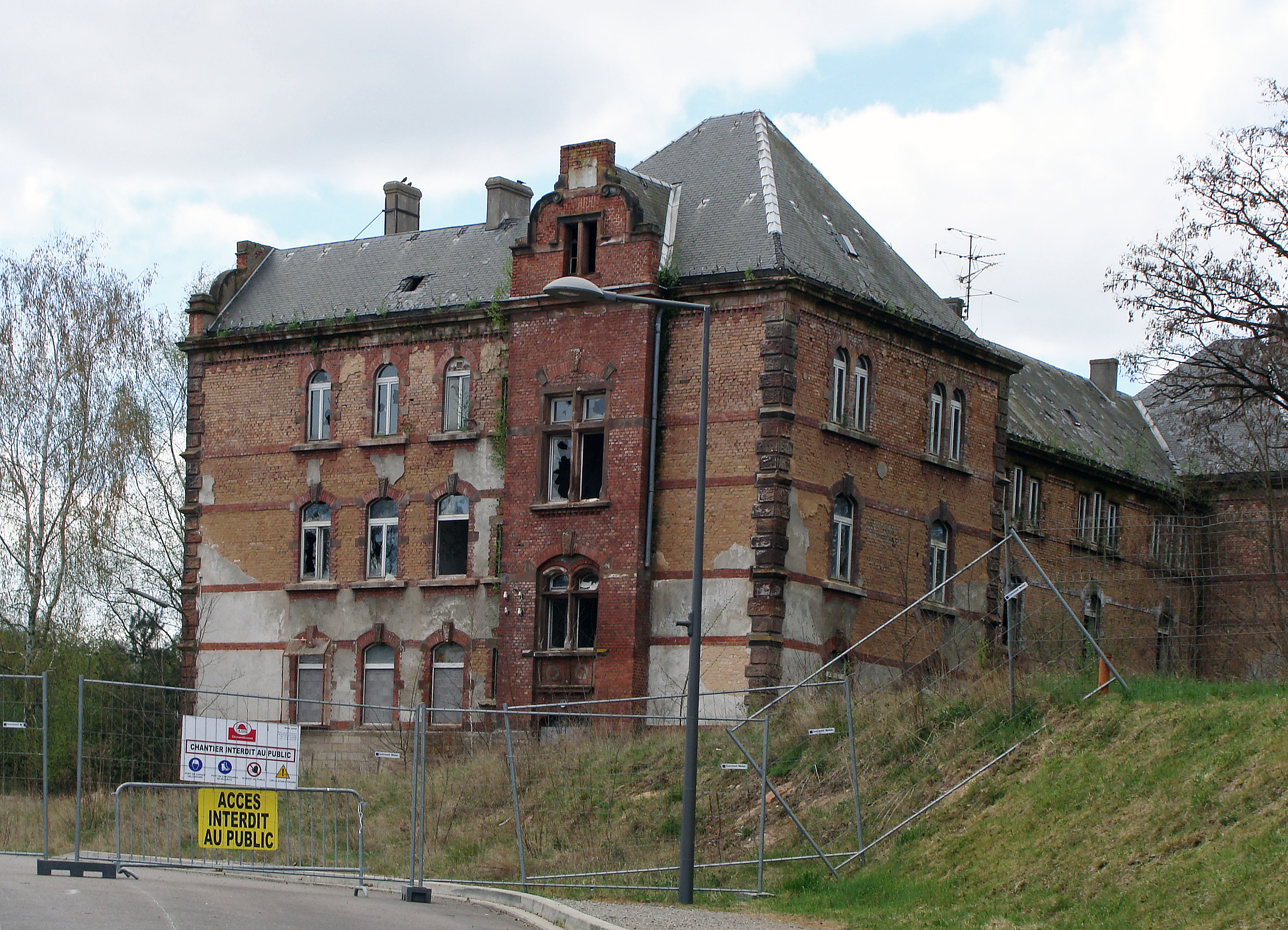
Caserne Ardant du Picq ("Infanterie-Kaserne")
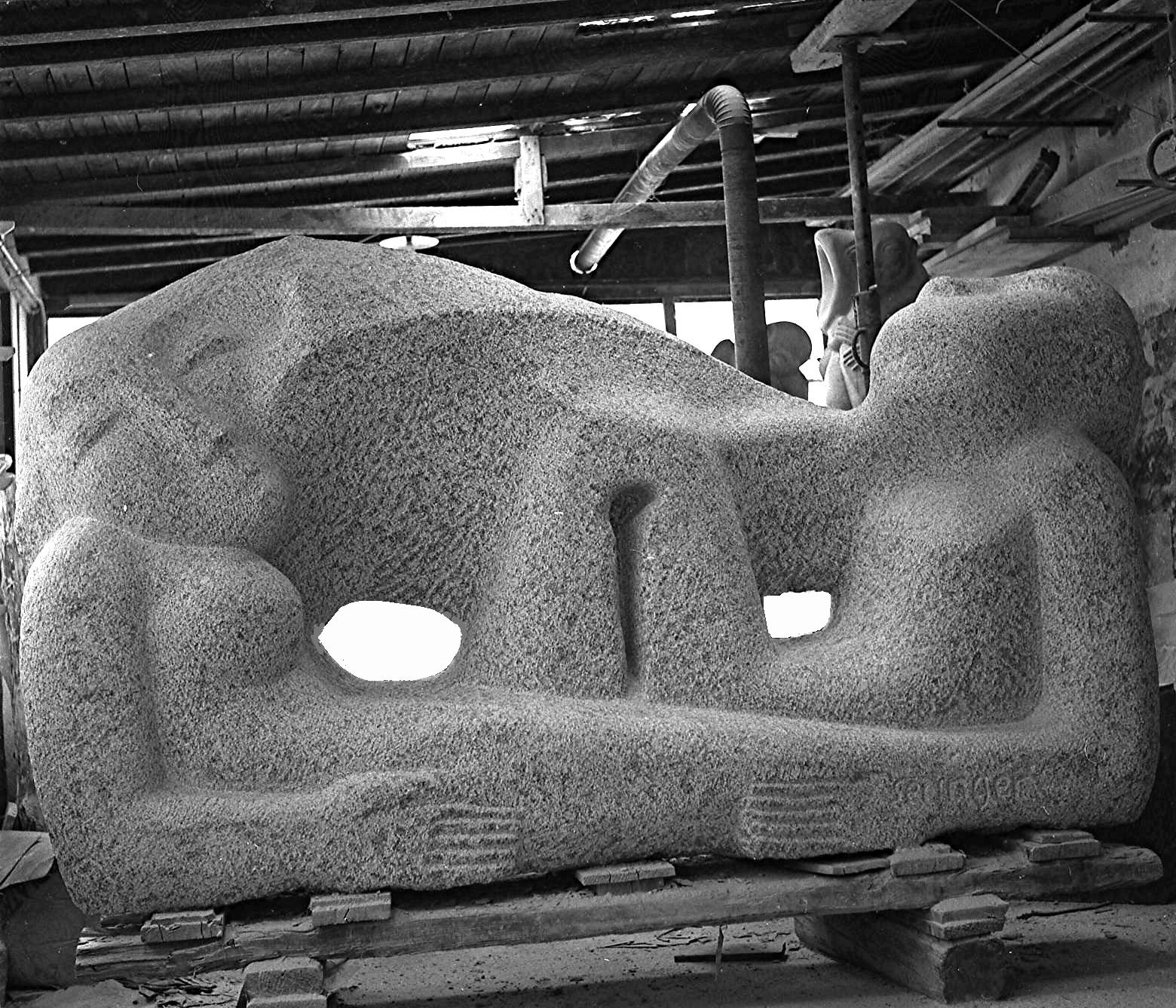
L’esprit de la matière no 1 de Shelomo Selinger.

#### Autres édifices religieux

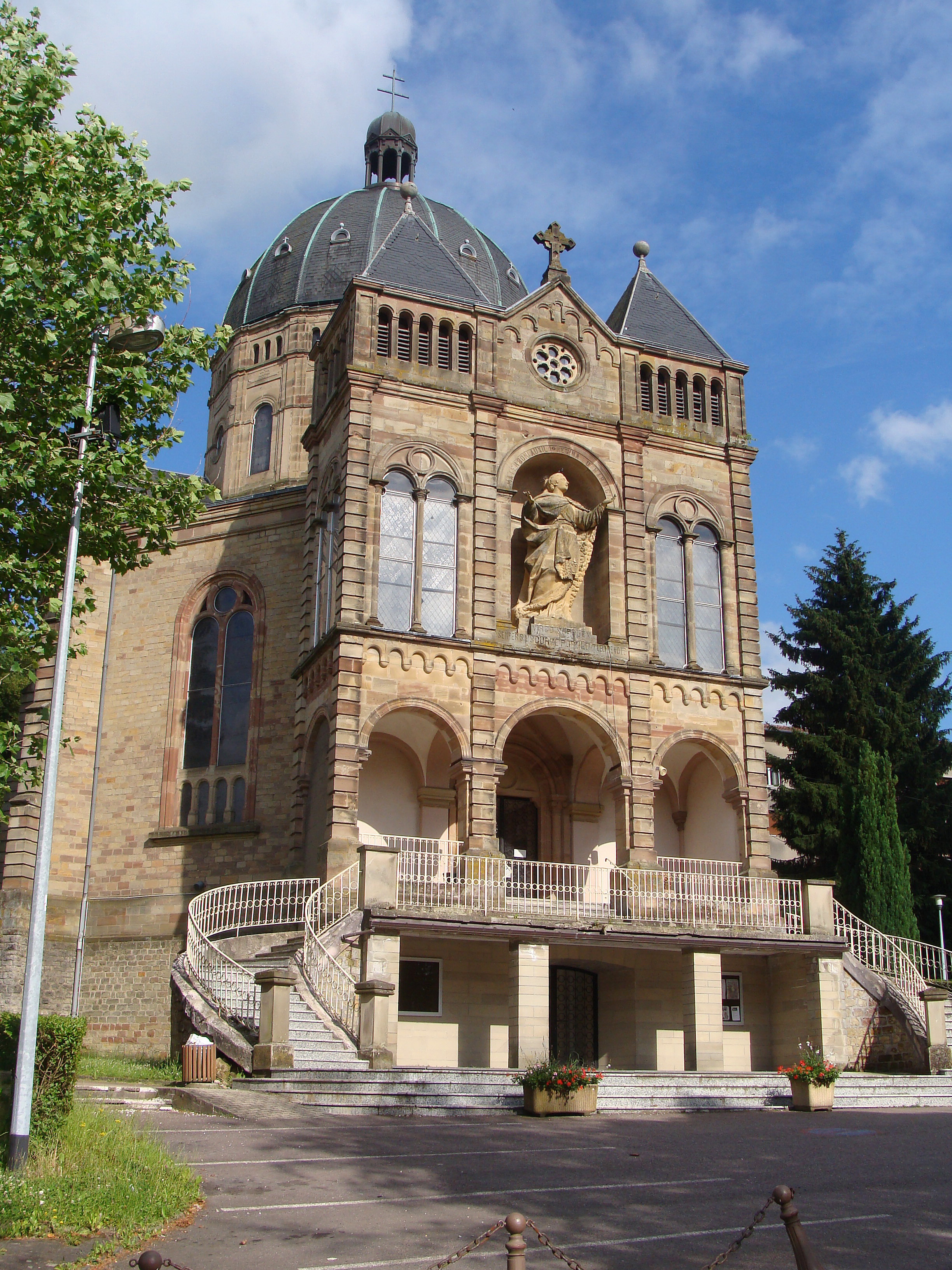
Basilique Notre-Dame-de-Bon-Secours de Saint-Avold, vue de la façade avec statue de Blondel.

- Basilique Notre-Dame-de-Bonsecours. Située au Sud de Saint-Avold, c'est un vaste édifice (XVIIe au XIXe) qui remplace une chapelle construite au XVIe siècle en l'honneur de la Vierge Marie et ornée elle aussi d'une statue de l'ancien portail de la cathédrale de Metz. Près de la basilique se trouve une chapelle construite en 1922, accueillant la tombe de l'abbé Lemire, ancien archiprêtre de Saint-Avold. À proximité s'élève une vaste maison de récollection appelée Foyer Notre-Dame.
- Abbaye de Bénédictines de l'Annonciation, construite de 1631 à 1633 ; restaurée XVIIIe siècle ; vendue comme bien national en 1798 ; ruinée au cours du XIXe siècle. Il en subsiste quelques murs avec une porte armoriée d'un blason représentant deux poissons. Le maître-autel de la chapelle de ce couvent réalisé par Jean-Marc Melling (dit Remacle) en 1765 fut sauvé de la vente des biens de la Révolution et entreposé dans une remise. En 1832 il fut racheté par le maire Schang de Folschviller pour la somme de 400 francs et offert à la paroisse de cette ville. Restauré par l'artiste naborien Jean Robert (1906-1976), il se trouve toujours dans l'église de Folschviller.
- Église paroissiale Saint-Thomas à Dourd'Hal, remplace une église construite en 1717 et démolie en 1834-1835. Reconstruite en 1835-1836. Demeure l'église du village de Dourd'hal, rattaché à la ville de Saint-Avold depuis 1965
- Ancienne église paroissiale Saints-Pierre-et-Paul, construite vers 1300 ; réparée en 1497 ; reconstruite et agrandie en 1557 ; réparée au long du XVIIIe siècle ; abandonnée en 1791 au profit de l'église de l'abbaye bénédictine ; vendue comme bien national en 1798 ; puis partiellement démolie (le chœur et la tour). La vaste nef a été transformée en commerce. Un espace nommé la Verrière, est dédié aux expositions temporaires. Située au cœur de la ville, c'est l'une des plus anciennes églises gothiques de Lorraine.
- Église Saint-Pie-X (Cité Émile-Huchet) XXe siècle.
- Église Sainte-Jeanne-d'Arc (Cité Jeanne-d'Arc)
- Chapelle-mémorial (1960) du cimetière américain de Saint-Avold : sur la façade moderne, la statue de Saint Nabor. Surplombant le maître-autel, 5 statues allégoriques de la lutte pour la liberté (un guerrier entouré du roi Arthur, de George Washington, du roi David et de l'empereur Constantin Ier) ; de part et d'autre du mémorial, Mur des Disparus qui porte le nom de 444 soldats américains dont les corps ne furent pas retrouvés. À l'intérieur de la chapelle, cartes murales émaillée, œuvre de Pierre Bourdelle et de Georgette Pierre, représentant les trois phases de la libération de la région. La vaste chapelle est construite sur le site de l'ancien terrain de manœuvres impérial où se rendit en son temps l'empereur Guillaume II, à l'entrée du cimetière militaire américain, le plus vaste d'Europe. Il abrite 10 489 tombes.
- Chapelle du Choléra, construite en 1832 au carrefour du Wehneck, sur la route de Valmont, elle a été détruite en 1944.
- Chapelle Sainte-Croix, construite en 1783, rue du Général Mangin.
- Chapelle de la Sainte-Trinité, construite de 1699 à 1714.
- Chapelle Saint-Sébastien, au cimetière à Dourd'Hal, construite en 1832 par les habitants du village, à la suite d'une épidémie de choléra.
- Chapelle des comtes de Créhange, 45 rue Hirschauer.
- Crypte carolingienne, place de la Victoire. Mise à jour lors de la démolition de l'immeuble Collin ; les colonnes ont été démontées.
- Oratoire à la Vierge, rue des anglais.
- Chapelle sépulcrale, rue Lemire.
- Église Luthérienne, rue Lemire construite entre 1887 et 1889.
- Église Luthérienne aux (Cité Jeanne-d'Arc) construit en 1954.
- Église Néo-apostolique, route du Puits.
- Synagogue de Saint-Avold. La première fut construite rue des Anges, la seconde à l'angle de la rue Mertzelle et de la rue des Américains, reconstruite en 1825, détruite au cours de la Seconde Guerre mondiale et reconstruite en 1956.
- Cimetière Israélite, rue du Cimetière, créé en 1902. Le cimetière abrite un monument aux morts dédié aux 44 victimes naboriennes de la Shoa[100]. Ce monument, œuvre de R. Sounillac, marbrier sculpteur à Fontaines-sur-Saône, a été inauguré par Robert Schuman le 26 septembre 1954.

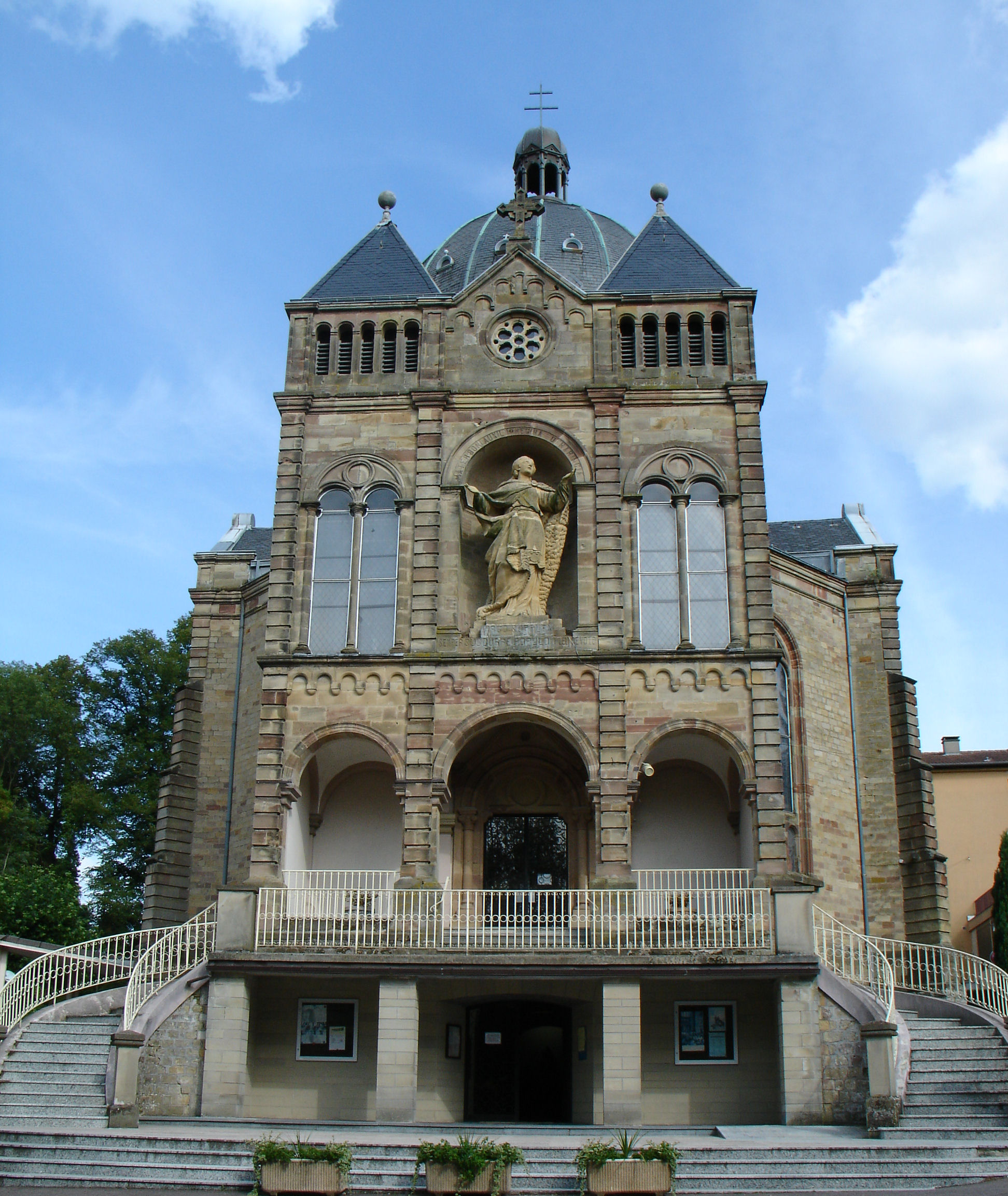
La basilique Notre-Dame-de-Bonsecours.
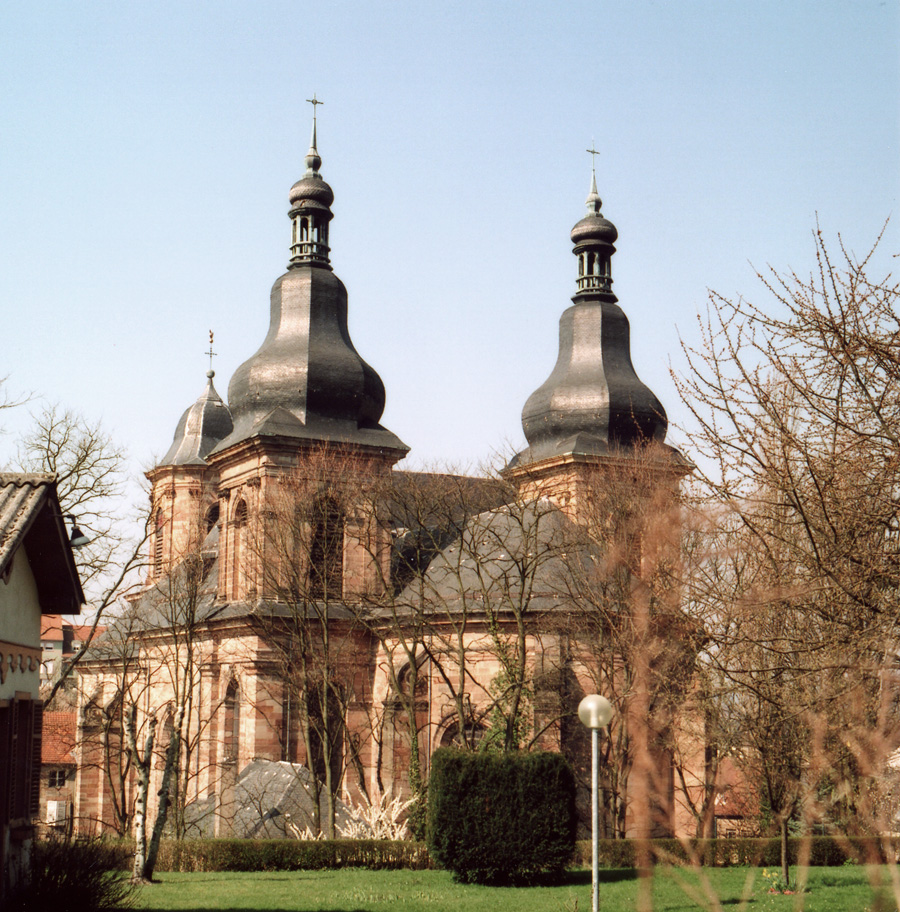
L'abbatiale Saint-Nabor
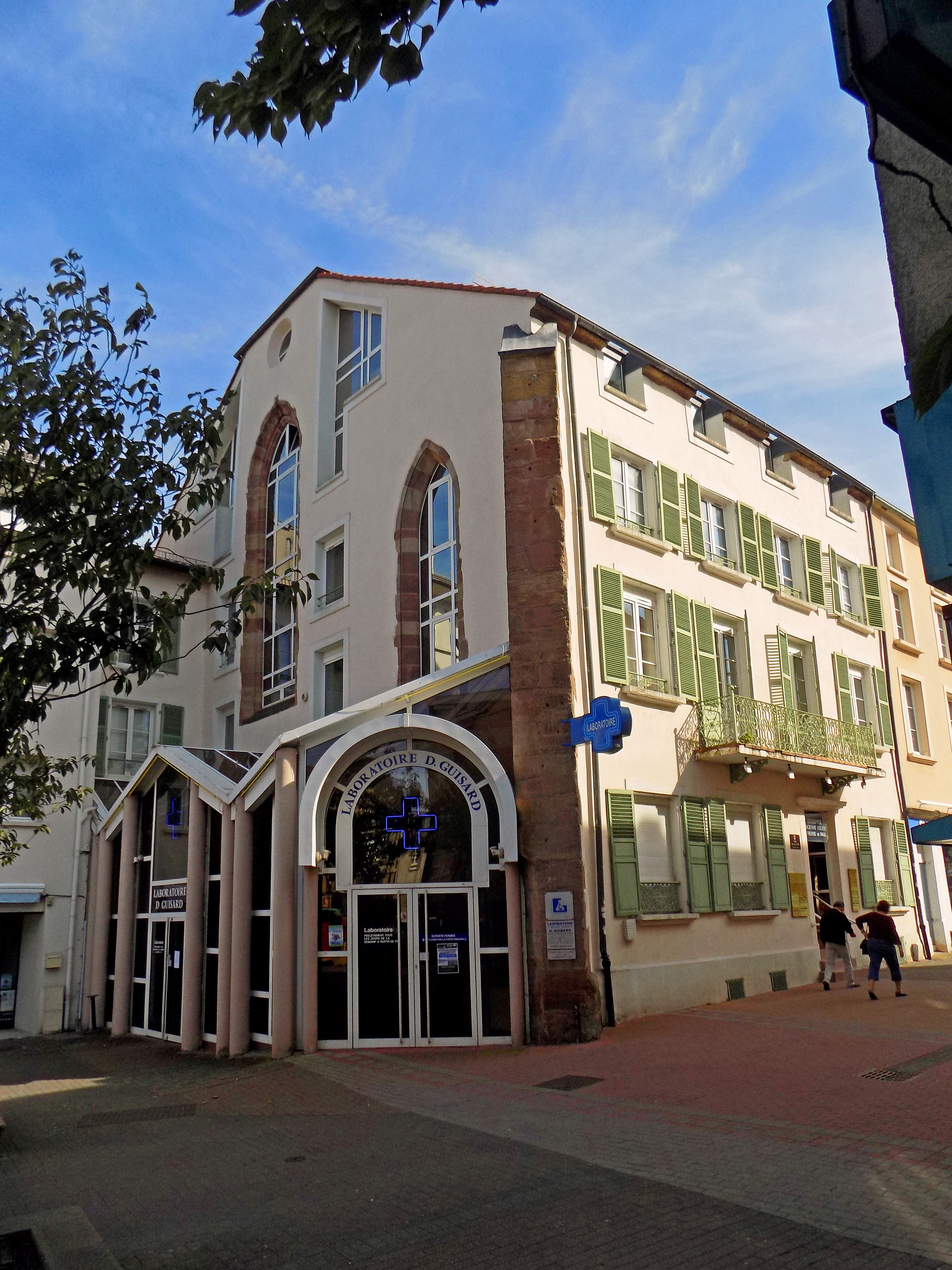
Ancienne église paroissiale Saints-Pierre-et-Paul
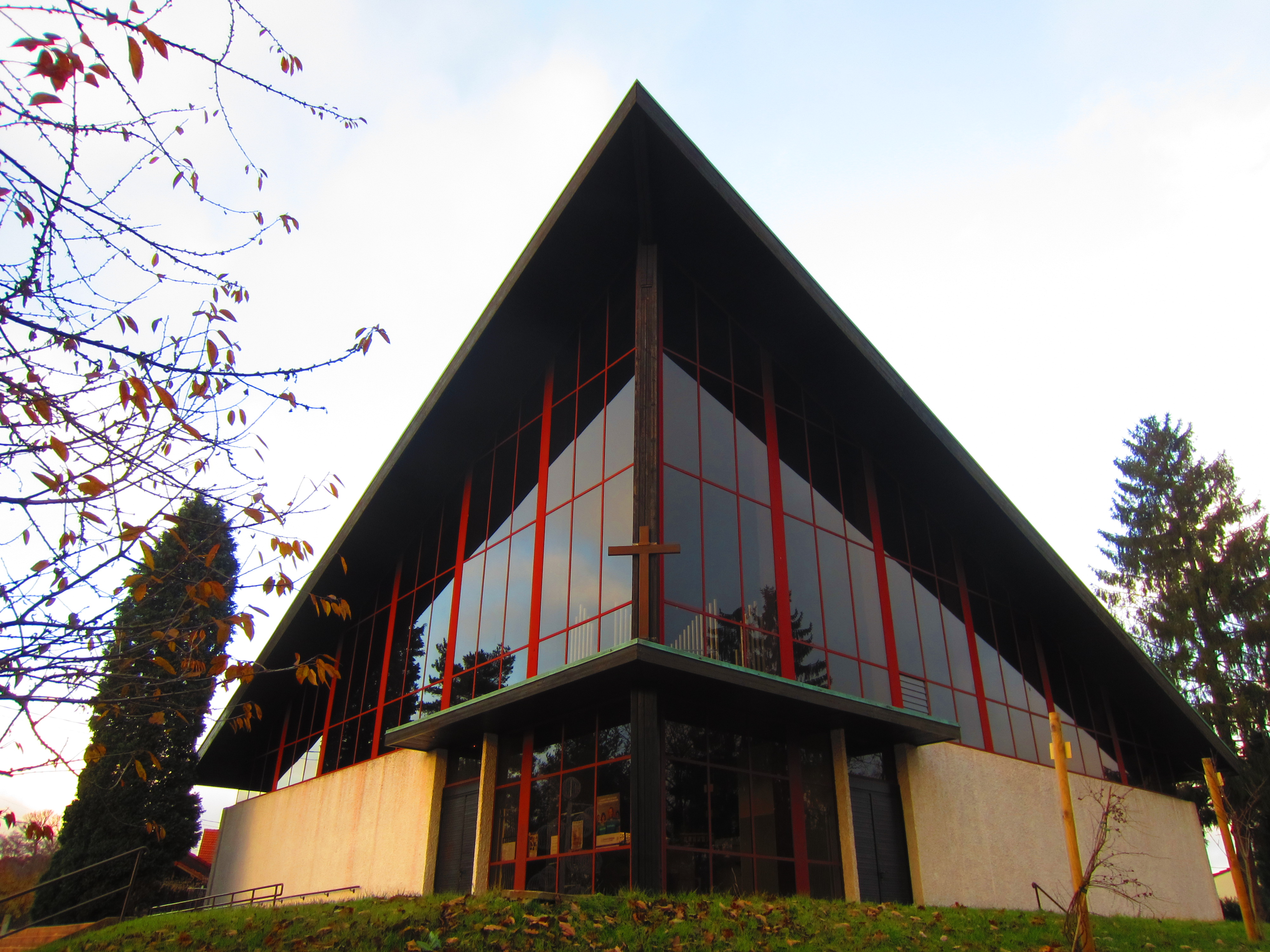
Église Saint-Pie-X,Cité Émile-Huchet.
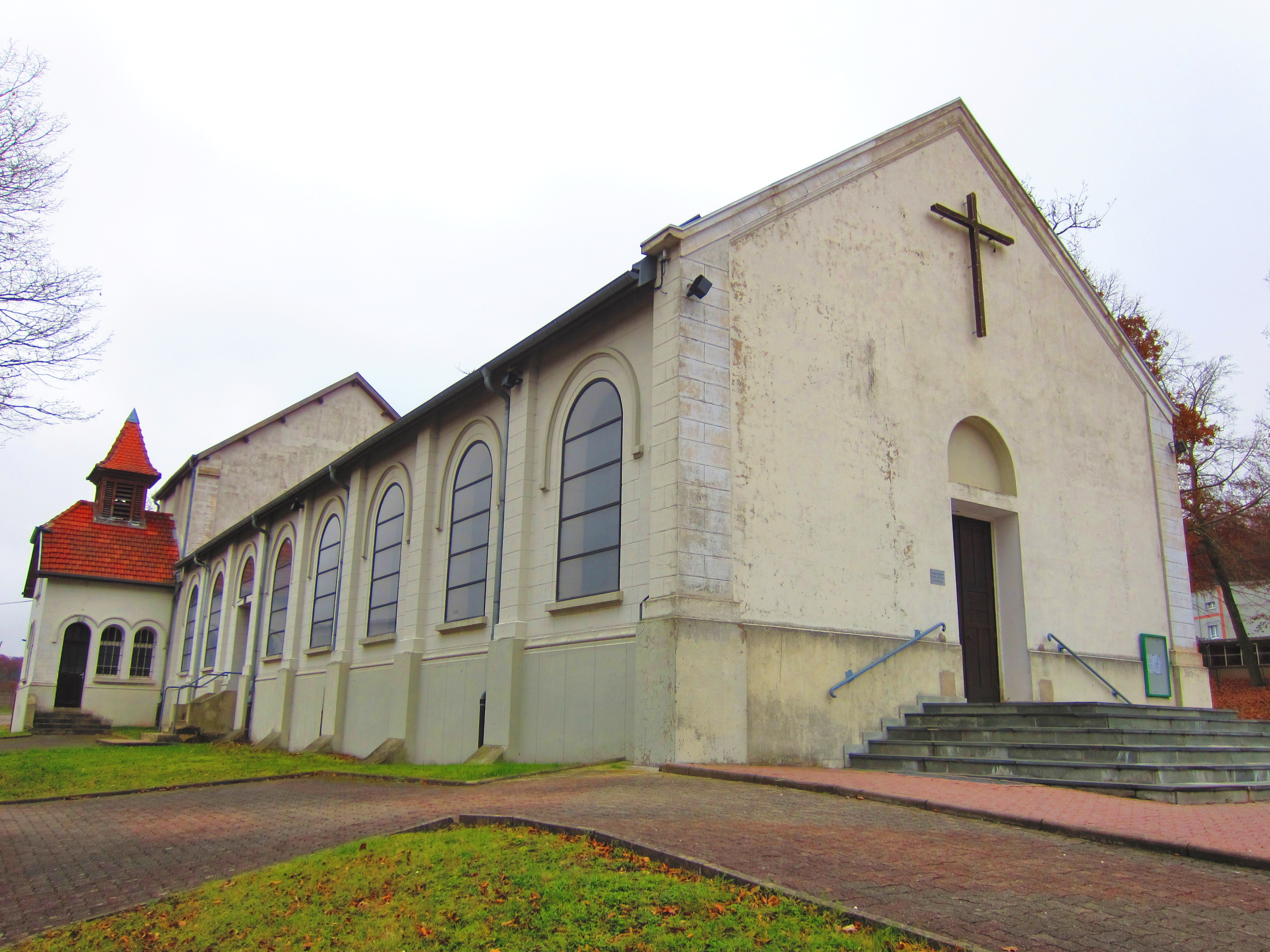
Église Sainte-Jeanne-d'Arc, Cité Jeanne-d'Arc.
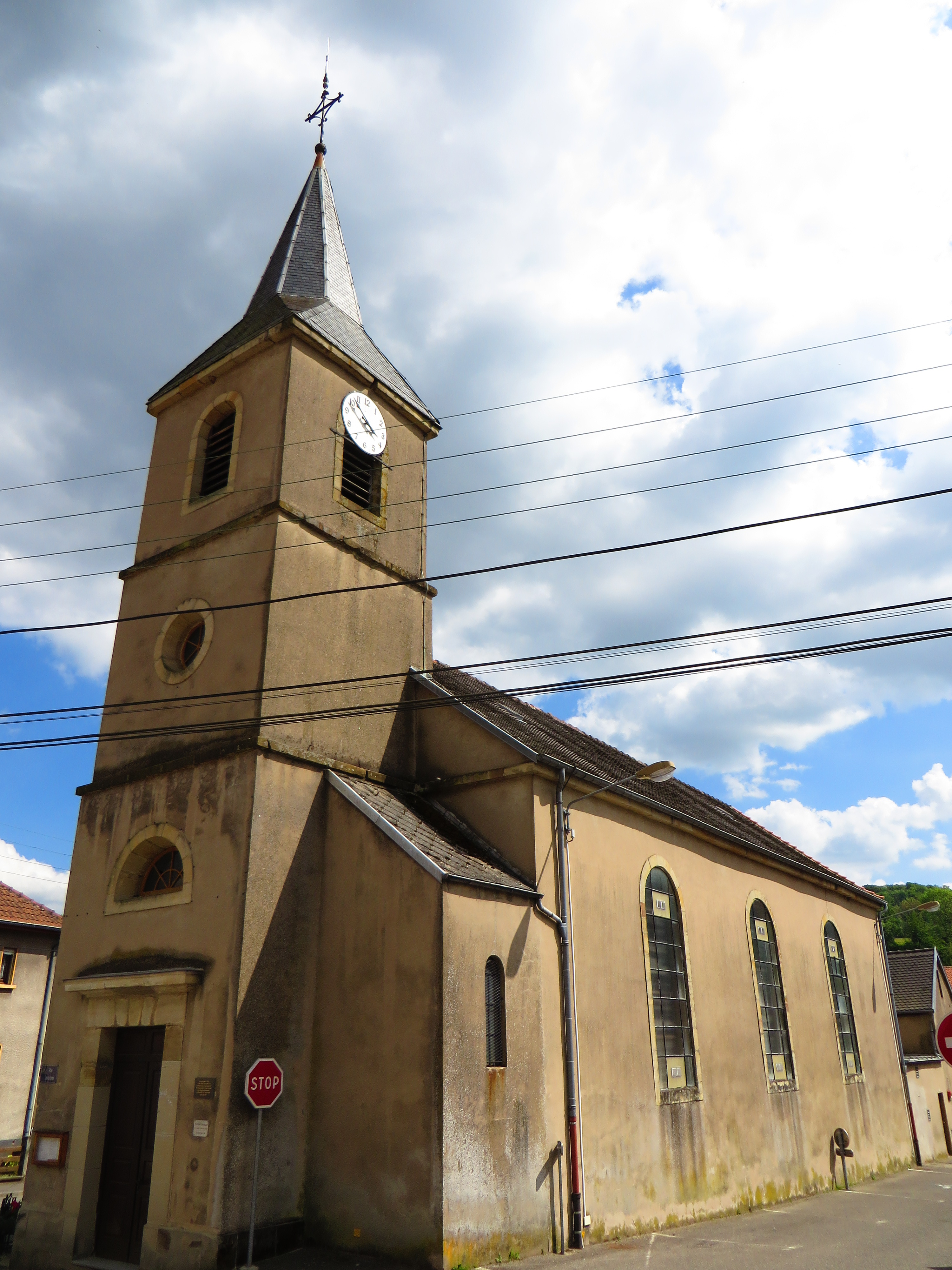
Église paroissiale Saint-Thomas à Dourd'Hal
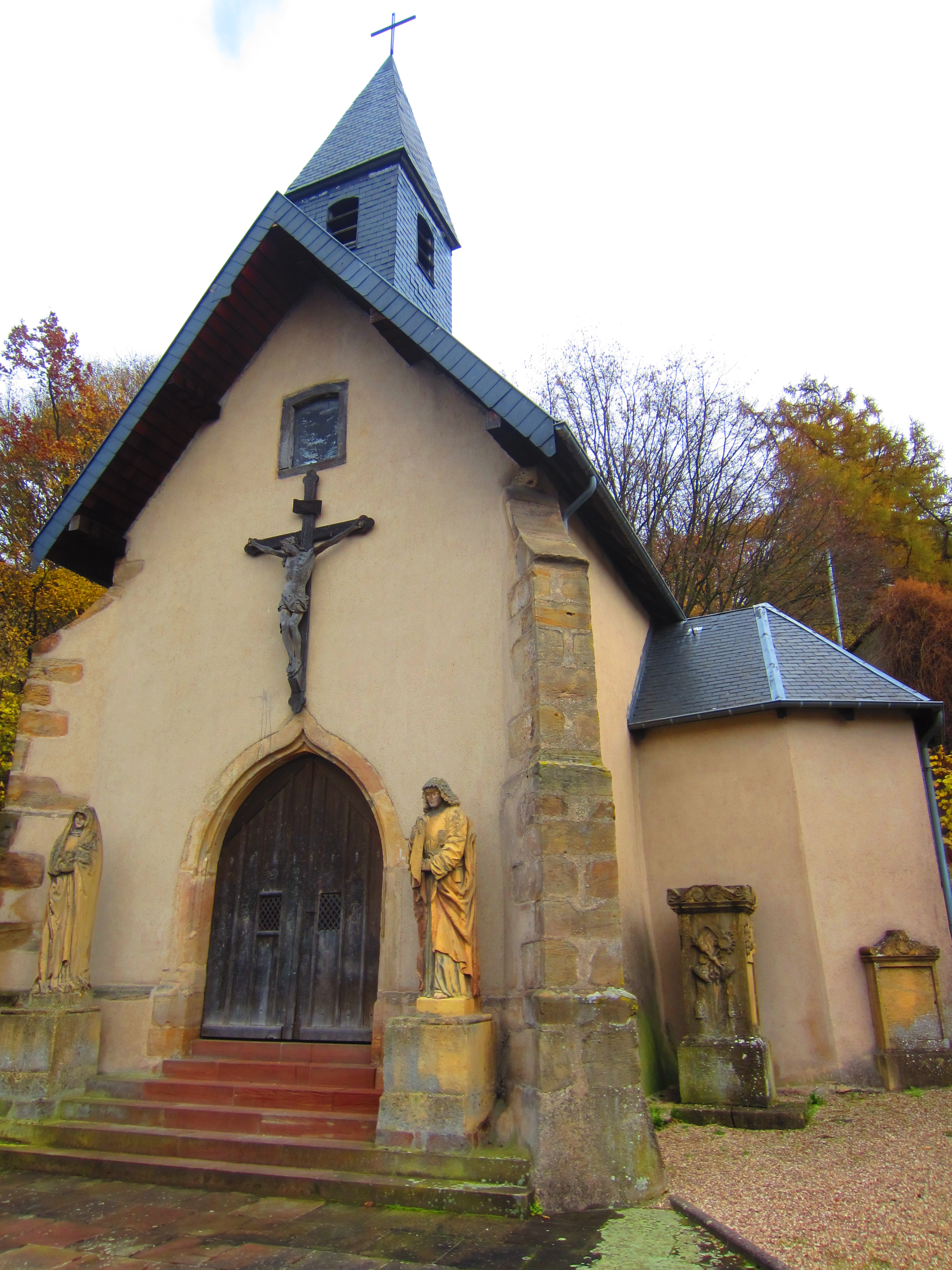
Chapelle Sainte-Croix.
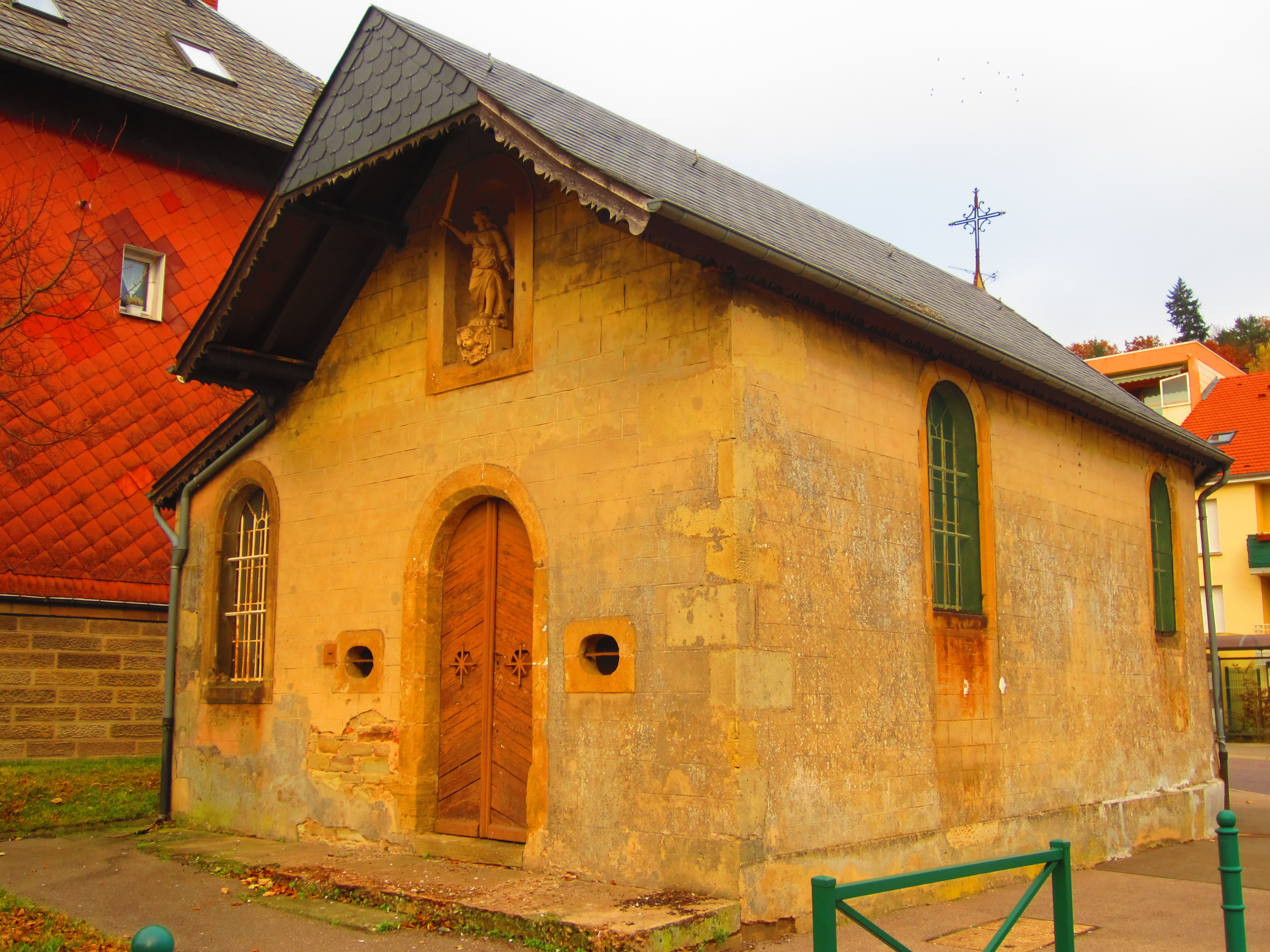
Chapelle de la Sainte-Trinité.
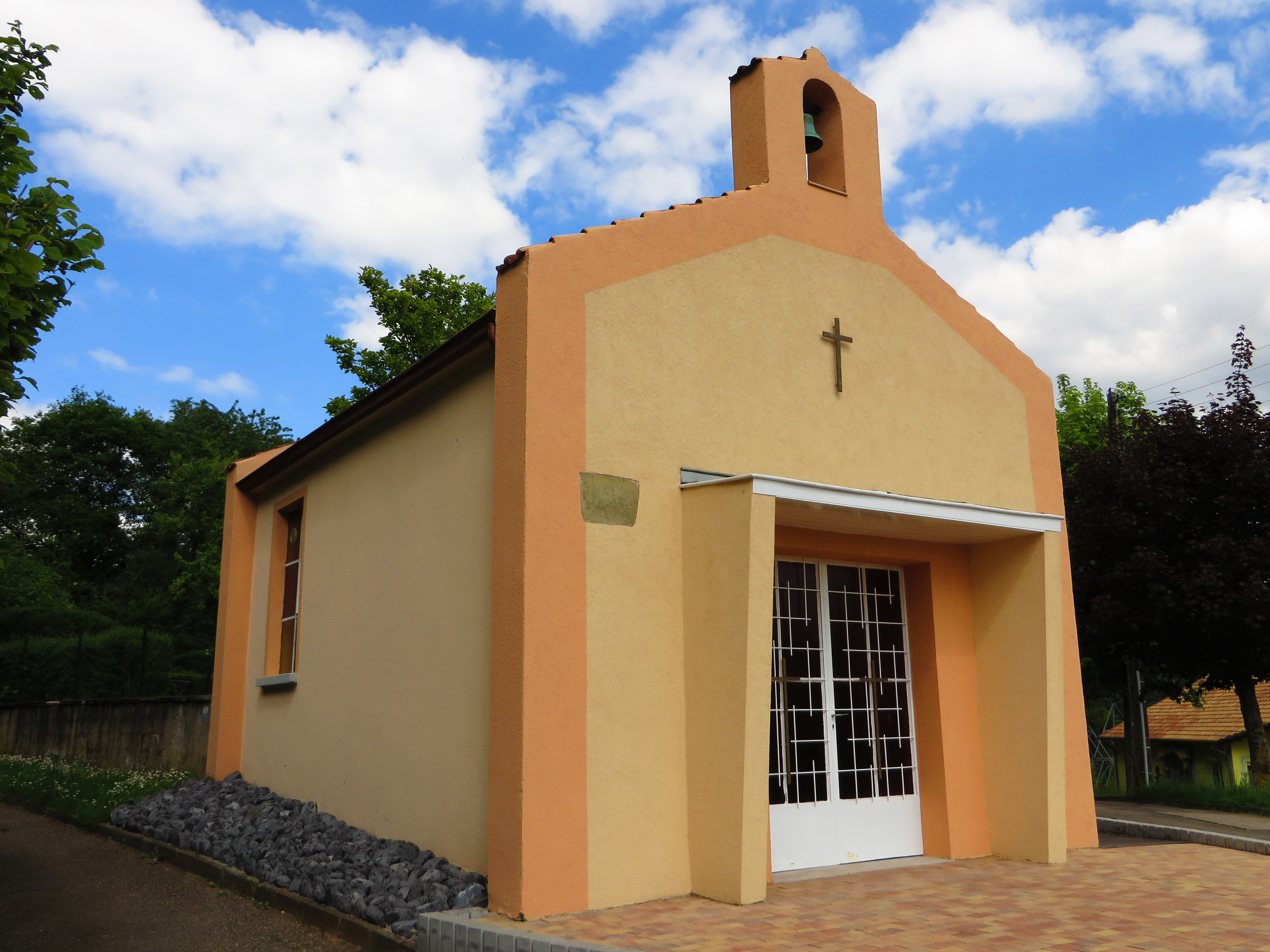
Chapelle Saint-Sébastien à Dourd'Hal
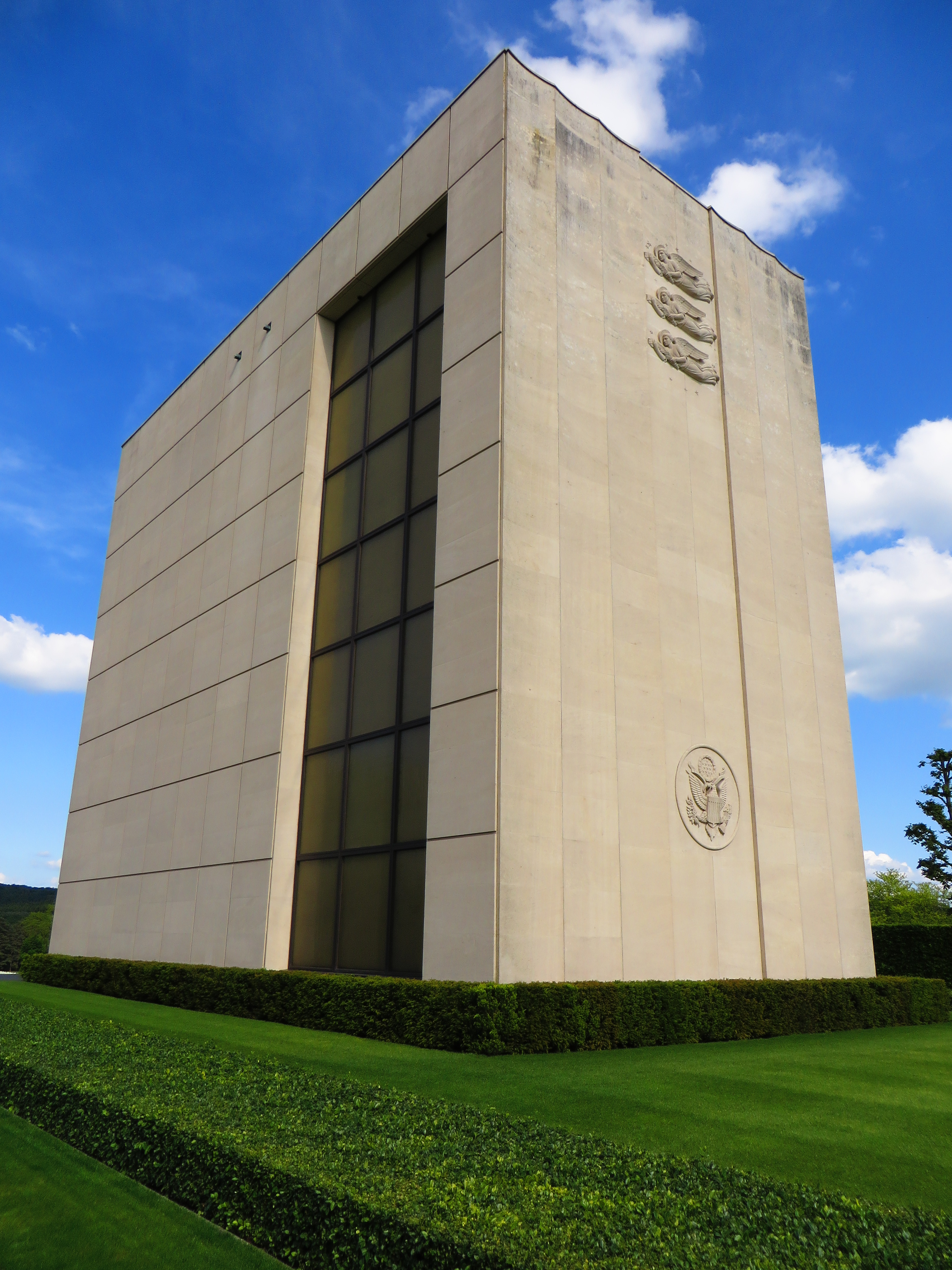
Chapelle-Mémorial
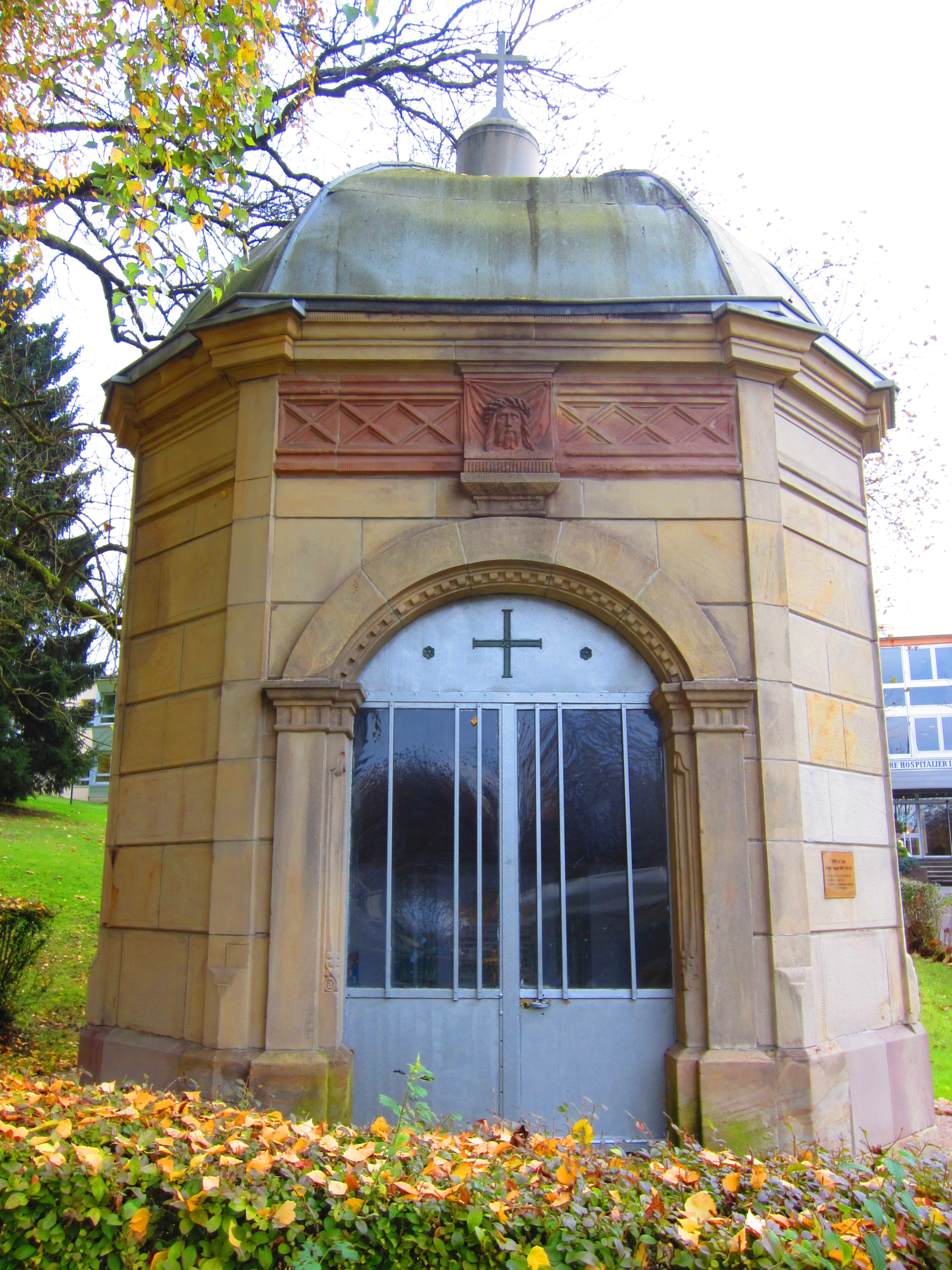
Chapelle Sépulcrale Lemire
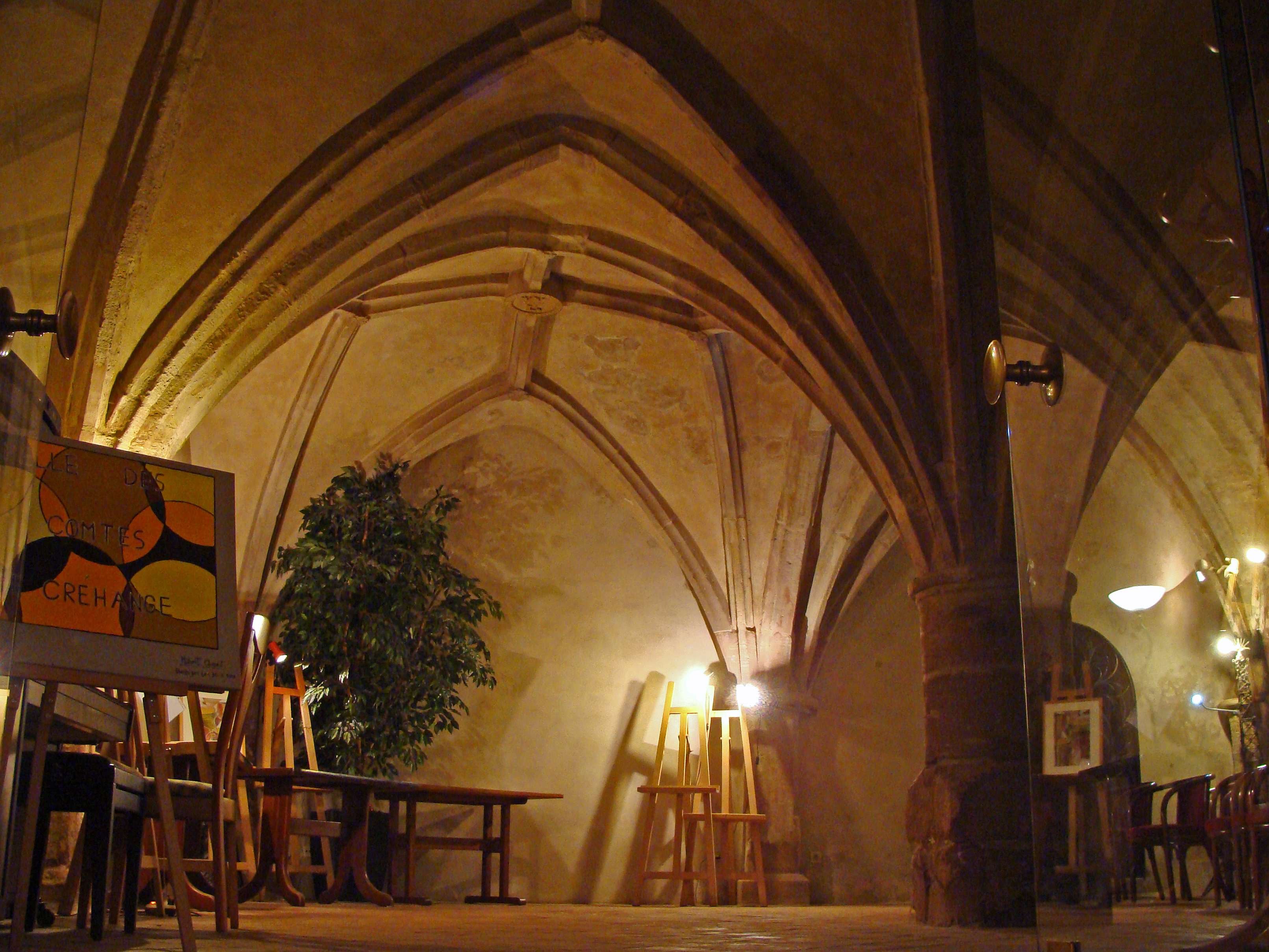
Chapelle des comte de Créhange
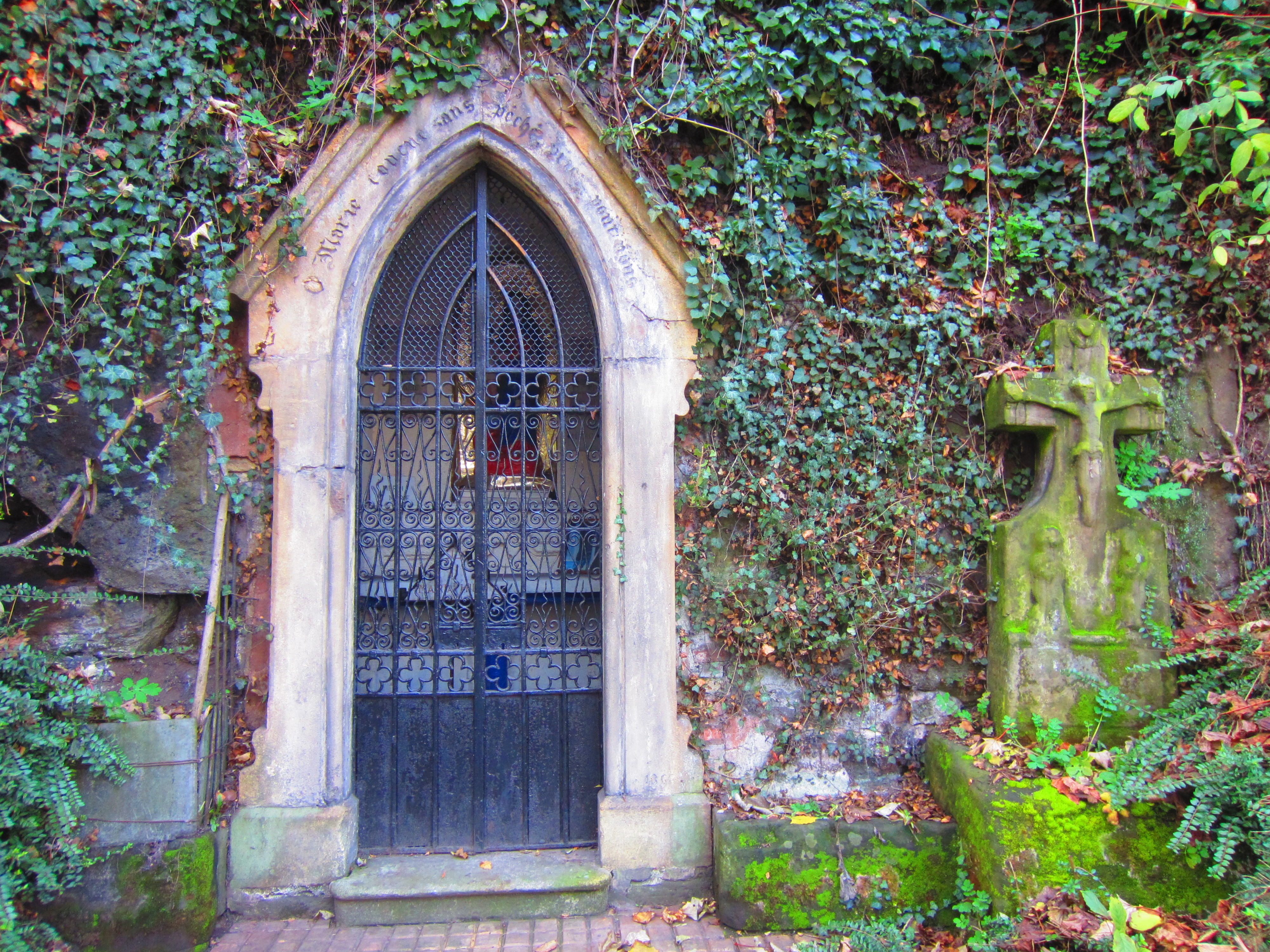
Oratoire à la Vierge.
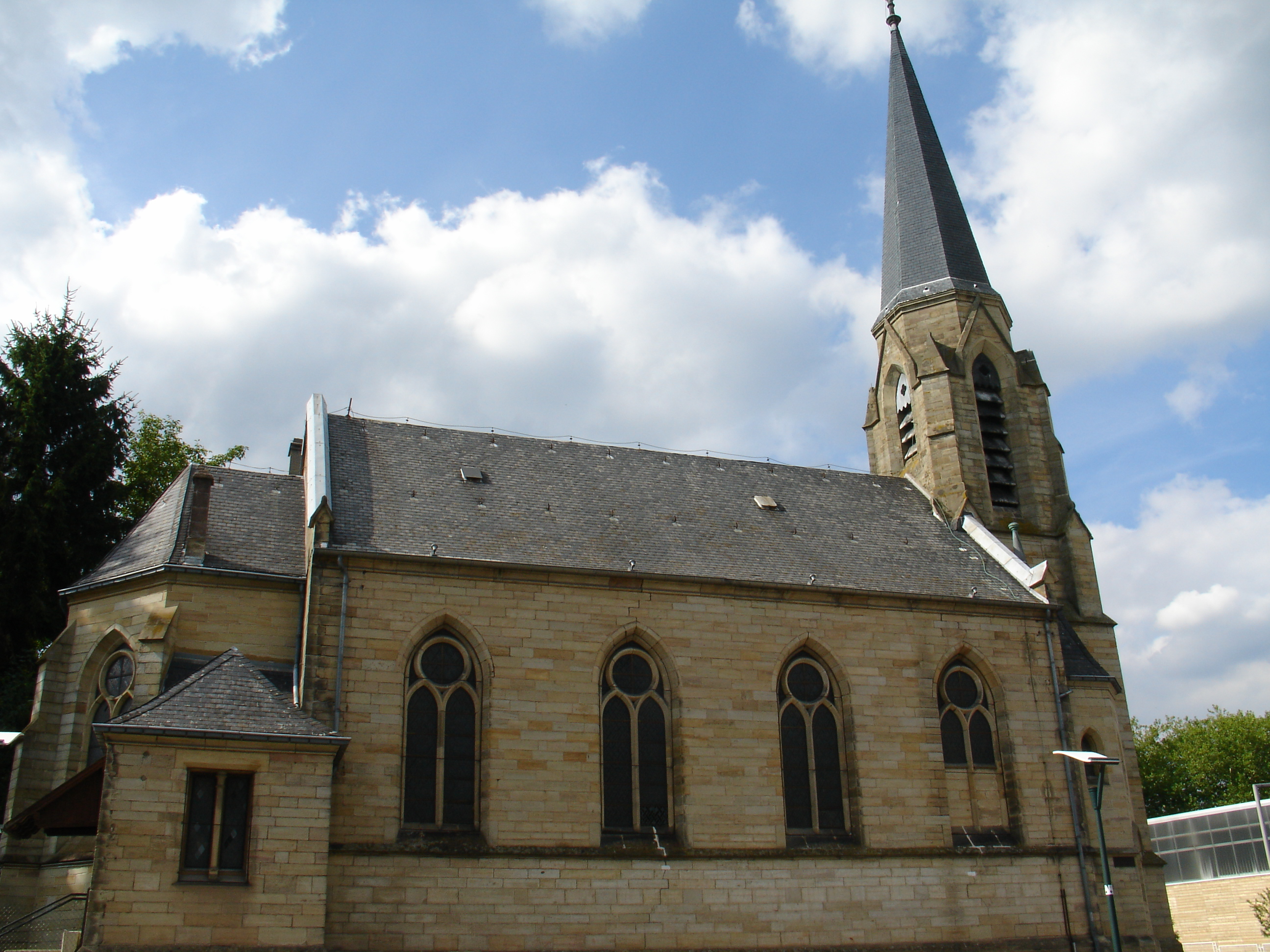
Église Luthérienne
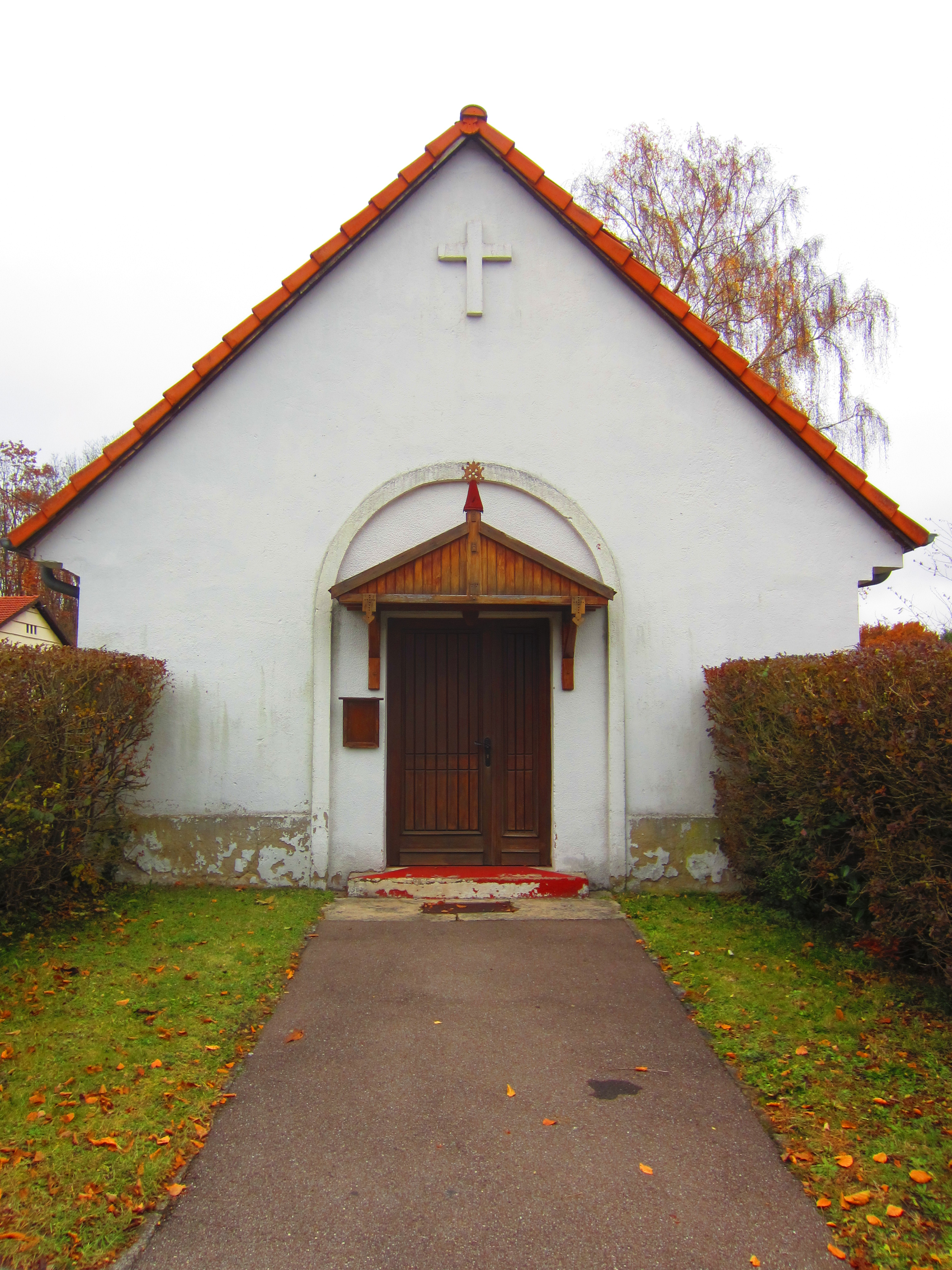
Église Luthérienne, Cité Jeanne-d'Arc.
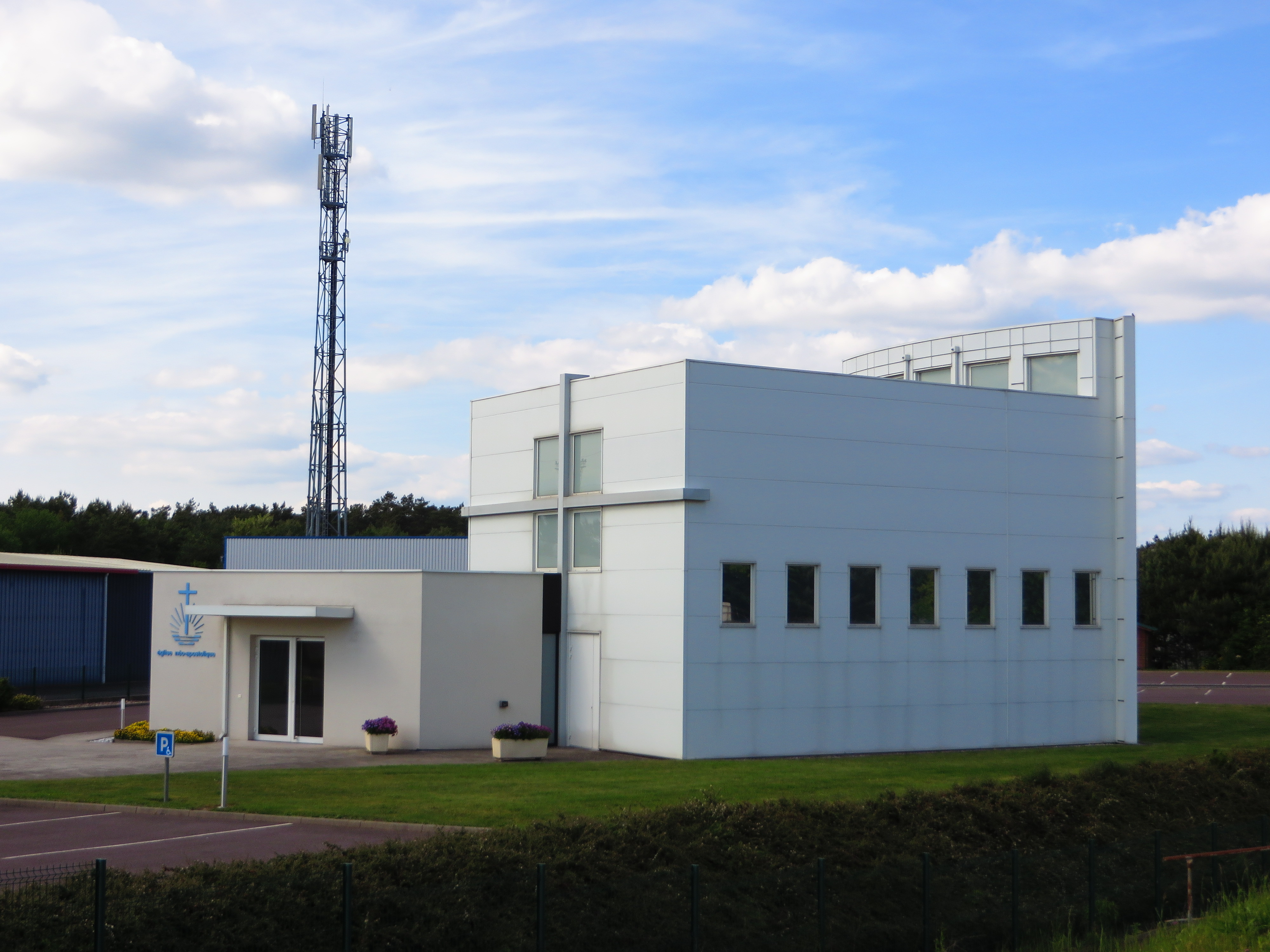
Église Néo-apostolique
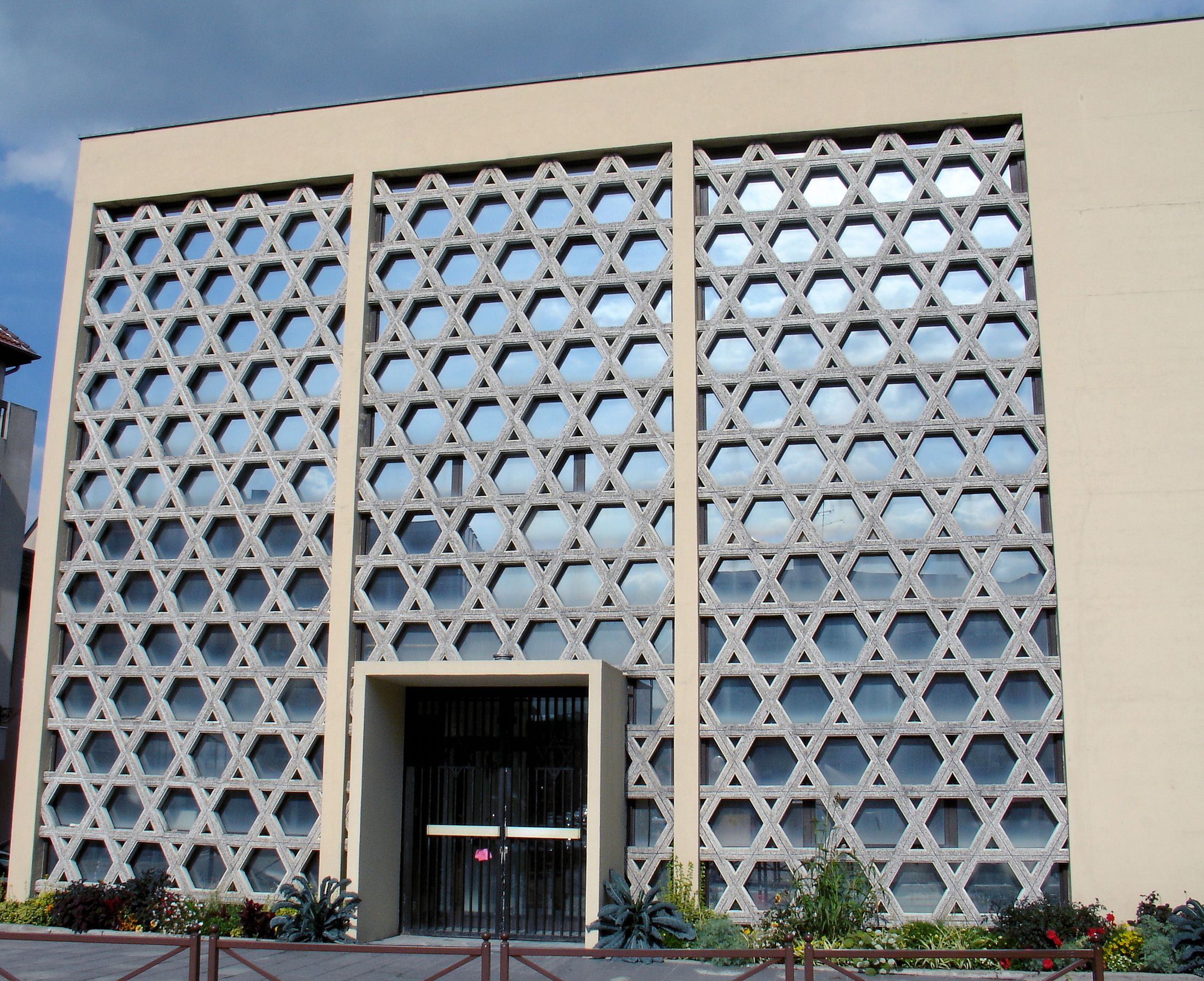
La synagogue, reconstruite après la dernière guerre mondiale.

### Légendes liées à Saint-Avold

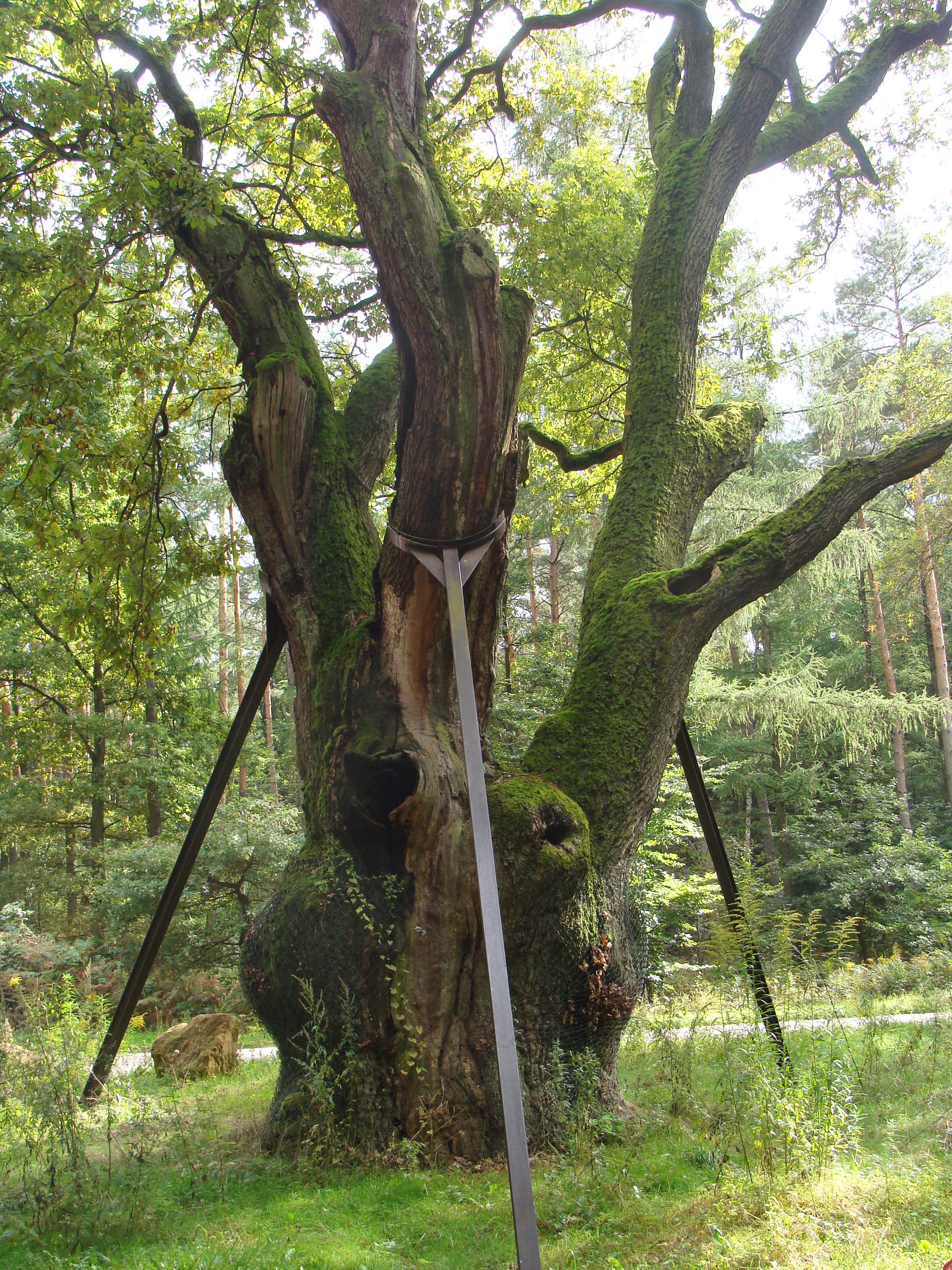
Le Gros Chêne ou Chêne des Sorcières millénaire situé dans la forêt entre L'Hôpital et Saint-Avold (septembre 2013).

#### La légende de Mélusine
Mélusine (fée) serait à l'origine du château ou palais mythique de la colline du Felsberg de Saint-Avold qu'elle confia à un prince de sa parenté pour protéger les habitants de la vallée de la Rosselle et les voyageurs de passage et qu'elle détruisit car il ne tenait pas ses engagements.

#### Les légendes liées au Gros Chêne aussi appelé Chêne des Sorcières
La tradition populaire rapporte le passage de Frédéric Ier Barberousse auprès du Gros Chêne situé dans la forêt entre Saint-Avold et L'Hôpital (Moselle) au temps des premières croisades vers 1180. Enfonçant sa lance dans le tronc de l'arbre, il s'y serait arrêté accompagné du Comte de Sarrebruck, de Robert de Roldinga Seigneur de Varsberg et d'autres Seigneurs et Dames afin de se reposer et de se restaurer à l'ombre de son feuillage. Autour du chêne se déroulaient, selon différentes légendes, des sabbats de sorcières,. Les habitants de L'Hôpital s'y rendaient en processions. Le chêne abritait dans l'une de ses branches une statue de la Vierge.

#### La légende de la fondation de laBasilique Notre-Dame-de-Bon-Secours de Saint-Avold
Des moines bénédictins de l'abbaye de Saint-Avold se rendaient à leur ferme de Fürst en prenant le chemin de Valmen (Valmont). Un des moines aperçut une statue de la Vierge dans un buisson près du chemin et la rapporta au couvent. Peu de temps après elle disparut. S'en retournant à la ferme de Fürst, il la retrouva dans ce buisson. De nouveau il la rapporta au couvent et elle disparut pour être retrouvée encore une fois dans le buisson. À la vue de la répétition de ce miracle, les moines décidèrent la construction d'une chapelle nommée Valmerskappelle (chapelle de Valmont) à cet endroit. Cette chapelle est à l'origine de l'actuel sanctuaire, la basilique Notre-Dame-de-Bon-Secours.

### Le tramway de Saint-Avold

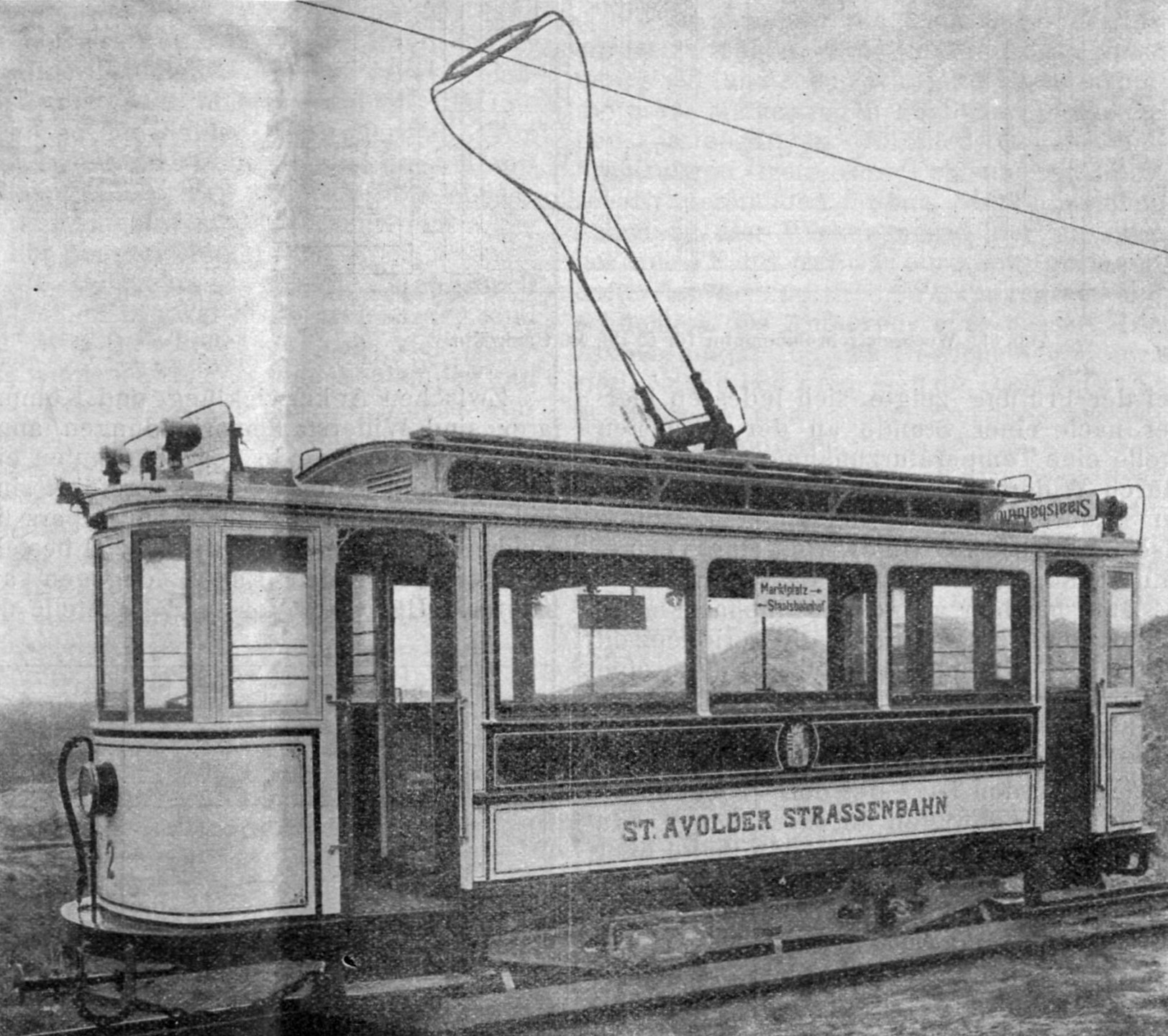
Le tramway de Saint-Avold en 1910

Le tramway de Saint-Avold a été mis en service en 1910 et reliait jusqu'en 1944 le centre-ville à la gare qui est située à environ 2,5 km de la localité.

### Héraldique
| Blason de Saint-Avold | Blason  | Coupé d'un et parti de trois : au premier fascé d'argent et de gueules de huit pièces, au deuxième d'azur semé de fleurs de lys d'or brisé en chef d'un lambel de gueules, au troisième d'argent à la croix alésée potencée d'or cantonnée de quatre croisettes du même, au quatrième d'or aux quatre pals de gueules, au cinquième d'azur semé de fleurs de lys d'or à la bordure cousue de gueules, au sixième d'azur au lion contourné d'or à la queue fourchue, armé, lampassé et couronné de gueules, au septième d'or au lion de sable armé et lampassé de gueules, au huitième d'azur semé de croisettes recroisetées au pied fiché d'or aux deux bars adossés du même brochant sur le tout ; sur le tout d'or à la bande de gueules chargée de trois alérions d'argent. |
| Blason de Saint-Avold | Détails | Saint-Avold porte les armes pleines de la maison de Lorraine,. Le statut officiel du blason reste à déterminer. |

En 1701 la ville reçut des armoiries d'office qui étaient : d'argent au pal d'azur, chargé d'une billette du champ,. On retrouve cependant une autre définition dans le Dictionnaire topographique de la France rédigé en 1868, qui peut laisser penser à un coquille dans le document : d'argent au pal d'azur, chargé d'une belette d'argent.

### Personnalités liées à la commune

#### Personnalités nées à Saint-Avold

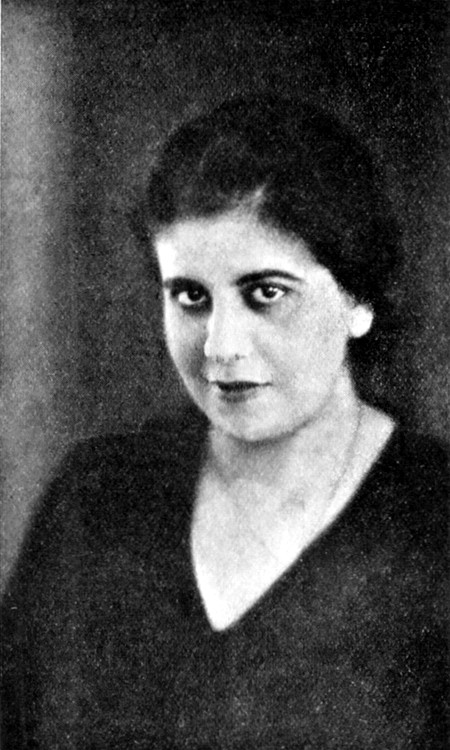
Adrienne Thomas (1897-1980).

- François d'Avrange d'Haugéranville (1745-1823), maréchal de camp français.
- Jean François d'Avrange du Kermont (1753-1822), commissaire des guerres
- Joseph Melling (1724-1796), peintre français.
- Antoine-Nicolas Braun (1815-1885), prêtre jésuite français, missionnaire au Canada.
- Anselme Grinevald (1819-1875), peintre[111].
- Pierre-Victor Braun (1825–1882) religieux catholique français, en voie de béatification depuis 2007.
- Louis Aloyse Risse (1850-1925), ingénieur, aménageur de Central Park et de l’axe routier Grand Concourse reliant le Bronx à Manhattan à New York, légion d’honneur (1900)[112].
- Auguste Edouard Hirschauer (1857-1943), général français, sénateur de la Moselle.
- Hans Koch (1881-1952), écrivain allemand[113].
- Adrienne Thomas (1897-1980), femme de lettres allemande, auteur de « Catherine soldat »[114]
- Erich Isselhorst (1906–1948), cadre du NSDAP.
- Gabrielle Bouffay (1930), peintre, médaille d'honneur de la ville en 2007.
- Jean-Claude Nadon (né en 1964), footballeur français.
- Florent Emilio Siri (né en 1965), scénariste et réalisateur de films français.
- Umut Bozok (né en 1996), footballeur turc.

#### Personnalités liées à Saint-Avold
- Bruno Altmayer (1959), vitrailliste ayant repris l'atelier d'Arthur Schouler de 1984 à 1936, artiste peintre ayant eu son atelier place Théodore Paqué de 2011 à 2019, et qui a enseigné et exposé plusieurs fois à Saint-Avold.
- René Babonneau, légionnaire français, Compagnon de la Libération a vécu à Saint-Avold.
- Manu Foissotte (né en 1972), producteur et animateur de radio français, a étudié au lycée J.-V. Poncelet de 1987 à 1991.
- Félix Lasserre, (1895-1965), joueur de rugby à XV français a vécu à Saint-Avold.
- Henriette de Lorraine (1605-1660), princesse de Phalsbourg et Lixheim, patriote Lorraine.
- Jean-Yves Masson (né en 1962), écrivain, professeur à la Sorbonne, a vécu à Saint-Avold de 1975 à 1987.
- Jean des Porcelets de Maillane, (1582-1624), évêque de Toul, fut abbé de l'abbaye bénédictine de Saint-Avold[115]
- Roland Ries (né en 1945), maire de Strasbourg, ancien enseignant au lycée J.-V. Poncelet de Saint-Avold.
- Enguerrand de Metz (mort en 791), archichapelain de Charlemagne, inhumé à Saint-Avold, son monastère d'origine.
- Jean-Marie Walaster (1927-2000), artiste peintre et graveur  demeurant à Saint-Avold, professeur au lycée Poncelet.